# Helgoland

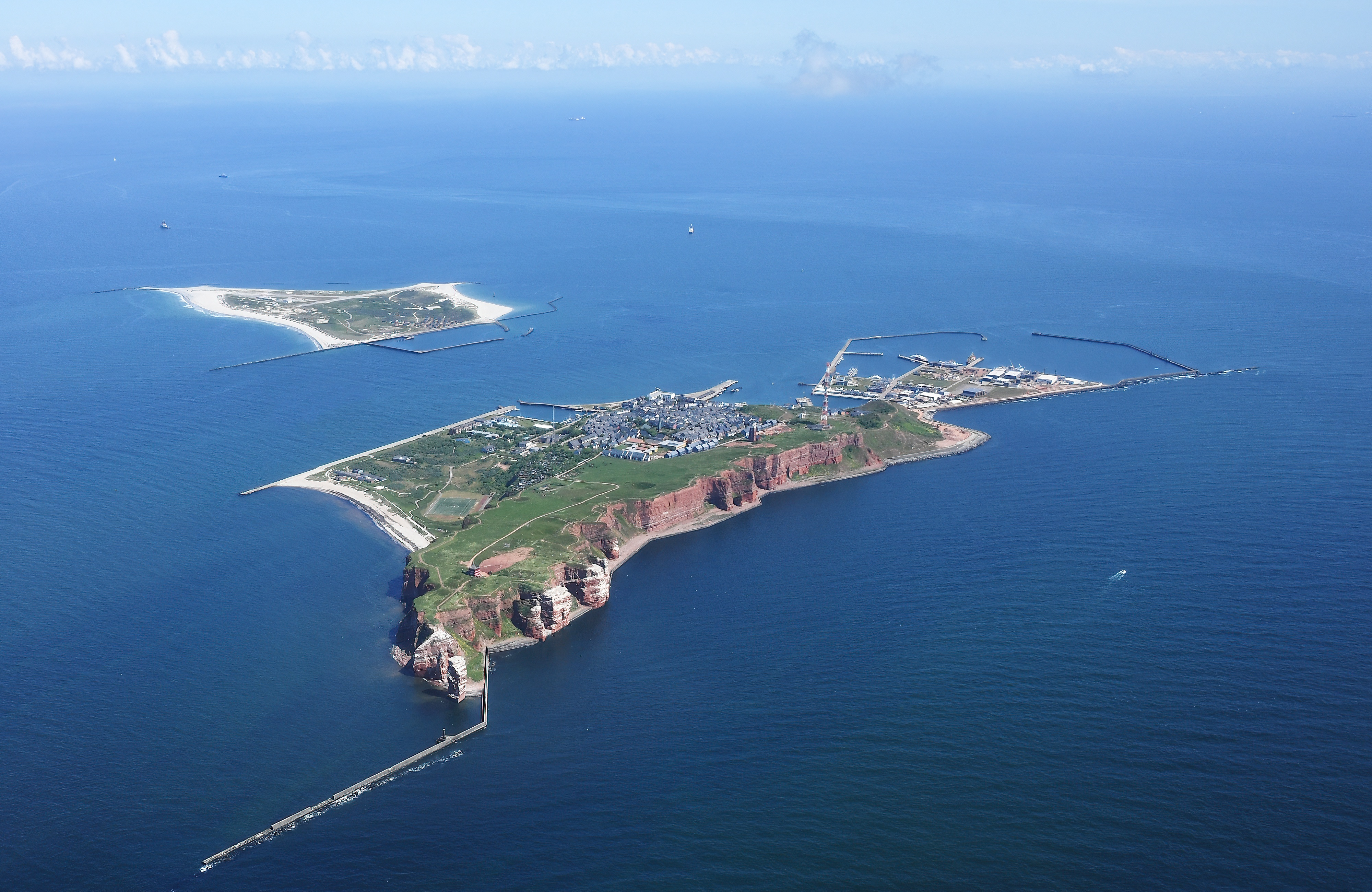
Hauptinsel Helgoland (vorne) und die Düne im Luftbild

Helgoland ([ˈhɛl.ɡoˌlant], nordfriesisch deät Lun (Helgoländer Friesisch für „das Land“), englisch Heligoland) ist eine Insel im Bereich der Deutschen Bucht der Nordsee. Die ursprünglich größere Insel zerbrach in der Neujahrsflut 1721; seitdem existiert die als Düne bezeichnete Nebeninsel. Die Gemeinde Helgoland zählt 1329 Einwohner (31. Dezember 2024).
Gemessen vom östlichen Ufer der Hauptinsel bis zur Westküste des schleswig-holsteinischen Festlands bei Sankt Peter-Ording ist Helgoland 48,5 km vom Festland entfernt.
Die Inselgruppe Helgoland und Düne gehört seit 1890 zum deutschen Staatsgebiet und ist als amtsfreie Gemeinde Helgoland in den Kreis Pinneberg (Schleswig-Holstein) integriert. Für beide Inseln gelten steuerrechtliche Sonderregelungen: Die Gemeinde ist zwar Teil des deutschen Wirtschaftsgebietes, zählt aber weder zum Zollgebiet der Union noch werden deutsche Verbrauchsteuern erhoben.

## Namen
Die Insel trug vor dem 19. Jahrhundert keinen eindeutigen Namen. Oft wurde sie mit Varianten des hochdeutschen Heiligland bezeichnet, einmal sogar als Insel der Heiligen Jungfrau Ursula. Die kritische Diskussion des Namens im 19. Jahrhundert fasste Theodor Siebs 1909 zusammen mit der These, dass, ausgehend von der friesischen Selbstbezeichnung der Helgoländer als Halunder, der Inselname hohes Land bedeutete (ähnlich Hallig). In der Diskussion im Anschluss an Jürgen Spanuth wurde von Wolfgang Laur wieder ein ursprünglicher Name Heiligland angenommen. Die seit dem 16. Jahrhundert aufgetretene Variante Helgoland sei durch Gelehrte entstanden, die eine nordfriesische Form Helgeland latinisierten, da sie ihn als Hinweis auf den Sagenhelden Helgi lasen. Die Diskussion wird erschwert durch die Uneinigkeit darüber, mit welchen der angeführten Namen wirklich die Insel Helgoland gemeint sei, und durch den Wunsch, die Insel auch heute noch als heilig erscheinen zu lassen.

## Geografie

### Geografische Lage

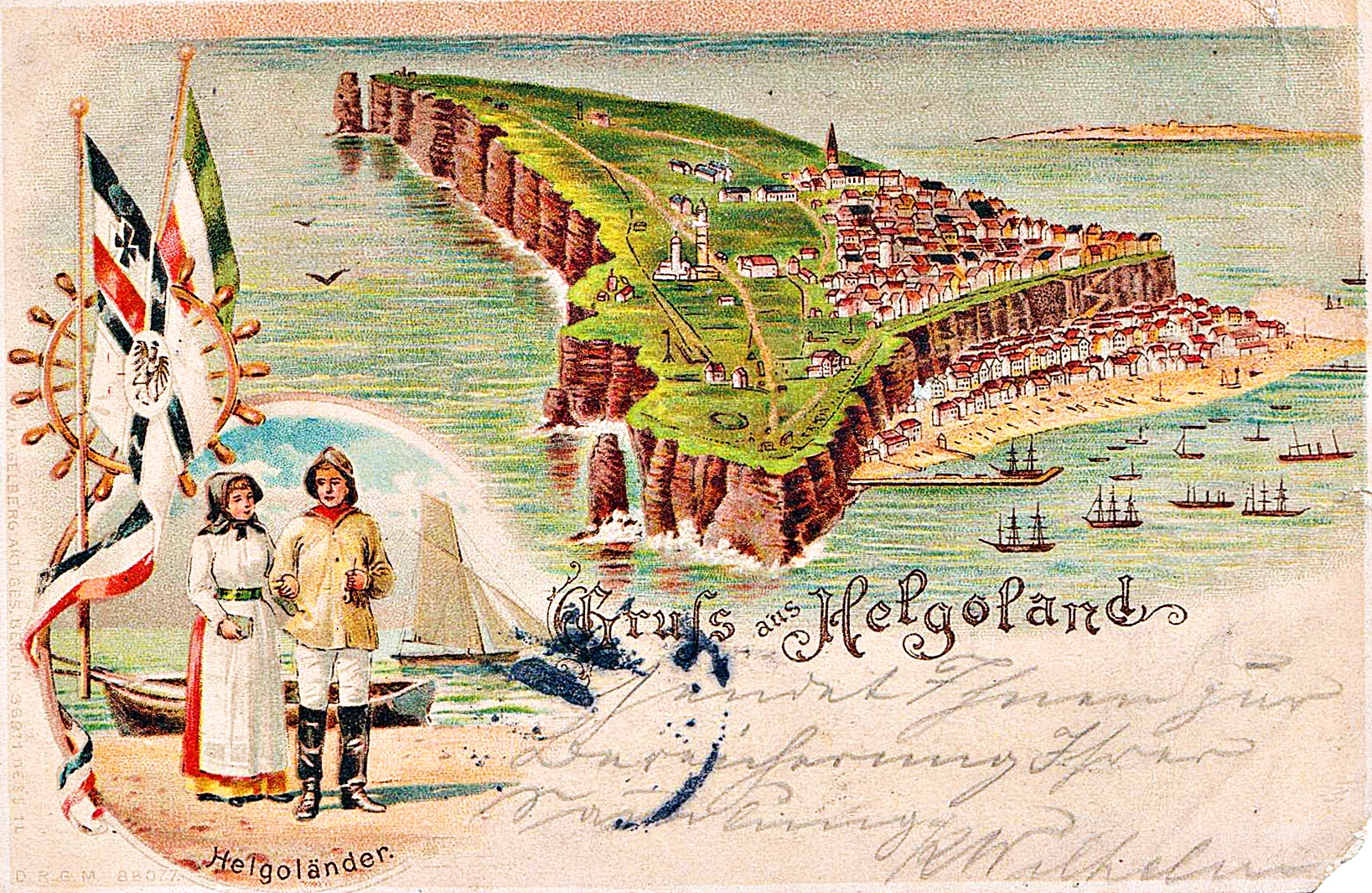
Helgoland, Postkarte, 1900

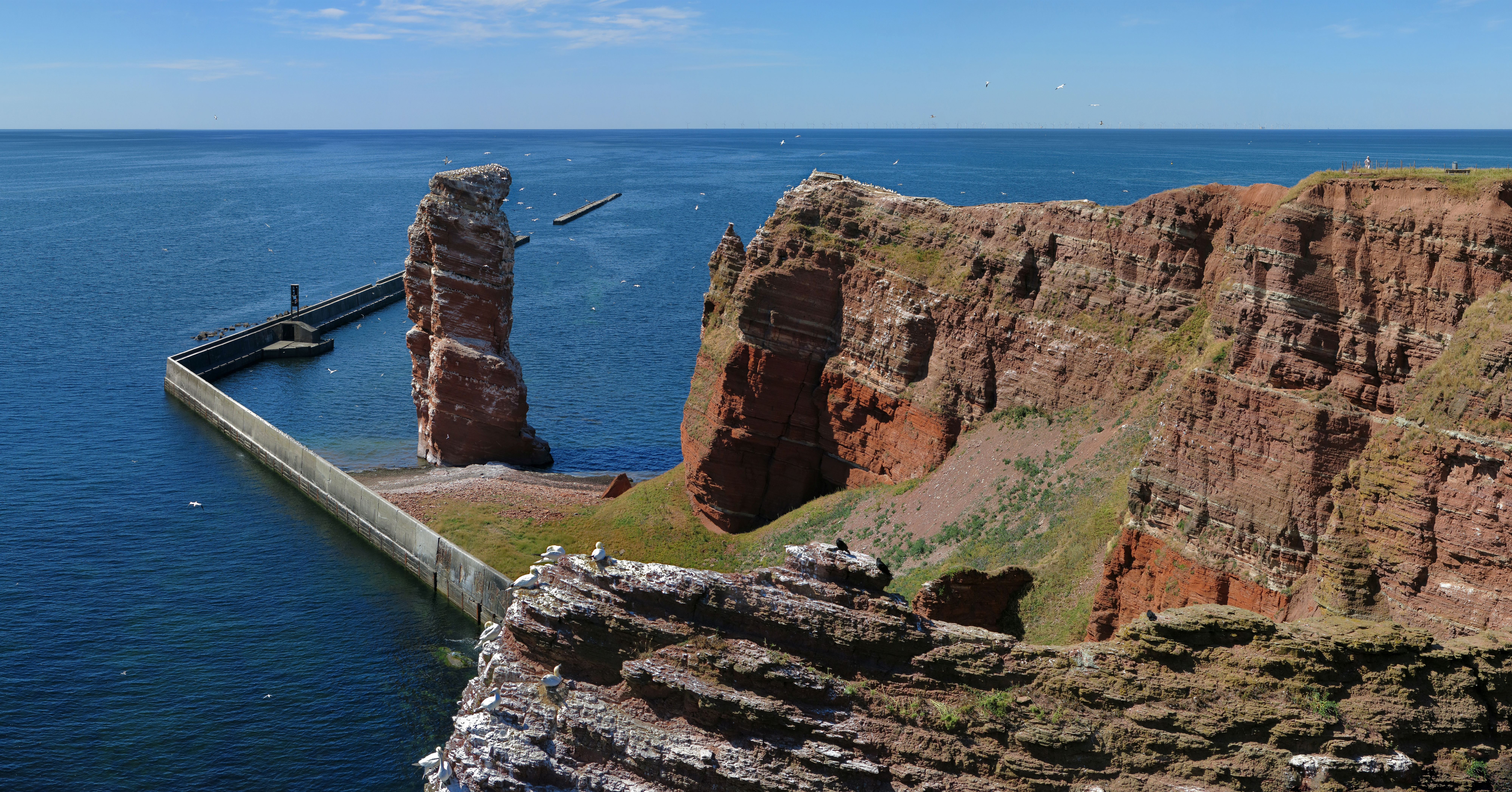
Blick vom Lummenfelsen zur Langen Anna

Wegen seiner Lage auf offener See wird Helgoland häufig als „einzige Hochseeinsel Deutschlands“ bezeichnet. Doch weder im geografischen noch im rechtlichen Sinn liegt die Insel im Bereich der Hohen See. Die Insel zählt zusammen mit der gesamten Deutschen Bucht zum Schelf (Festlandsockel) und damit (im Gegensatz etwa zu Madeira im Atlantik) nicht zum Tiefseebereich auf hoher See. Die seit 1995 gültige 12-Meilen-Zone vor dem Festland oder den vorgelagerten Inseln überschneidet sich mit derjenigen um Helgoland, so dass kein internationales Gewässer die Insel vom Festland trennt.
Innerhalb der Deutschen Bucht ist Helgoland der nordwestliche Endpunkt der Helgoländer Bucht.
Die Landfläche besteht aus der rund 1 km² großen Hauptinsel sowie der etwa 0,7 km² großen Insel Düne und liegt etwa 67 Kilometer südwestlich der Südspitze der Insel Sylt, 47 Kilometer westlich der Westküste der Halbinsel Eiderstedt, 62 Kilometer nordwestlich der Elbemündung, 57 Kilometer nordwestlich der niedersächsischen Küste bei Cuxhaven, 43 Kilometer nördlich von Wangerooge, 70 Kilometer nordöstlich von Norderney und 95 Kilometer nordöstlich von Borkum. Die Lage von Helgoland im geografischen Koordinatensystem (WGS 84) ist 54° 11′ nördliche Breite und 7° 53′ östliche Länge.
Die Gemeindegröße wird mit 4,2 km² angegeben. Darin sind Meeresgebiete im Hafenbereich enthalten.

### Die Hauptinsel

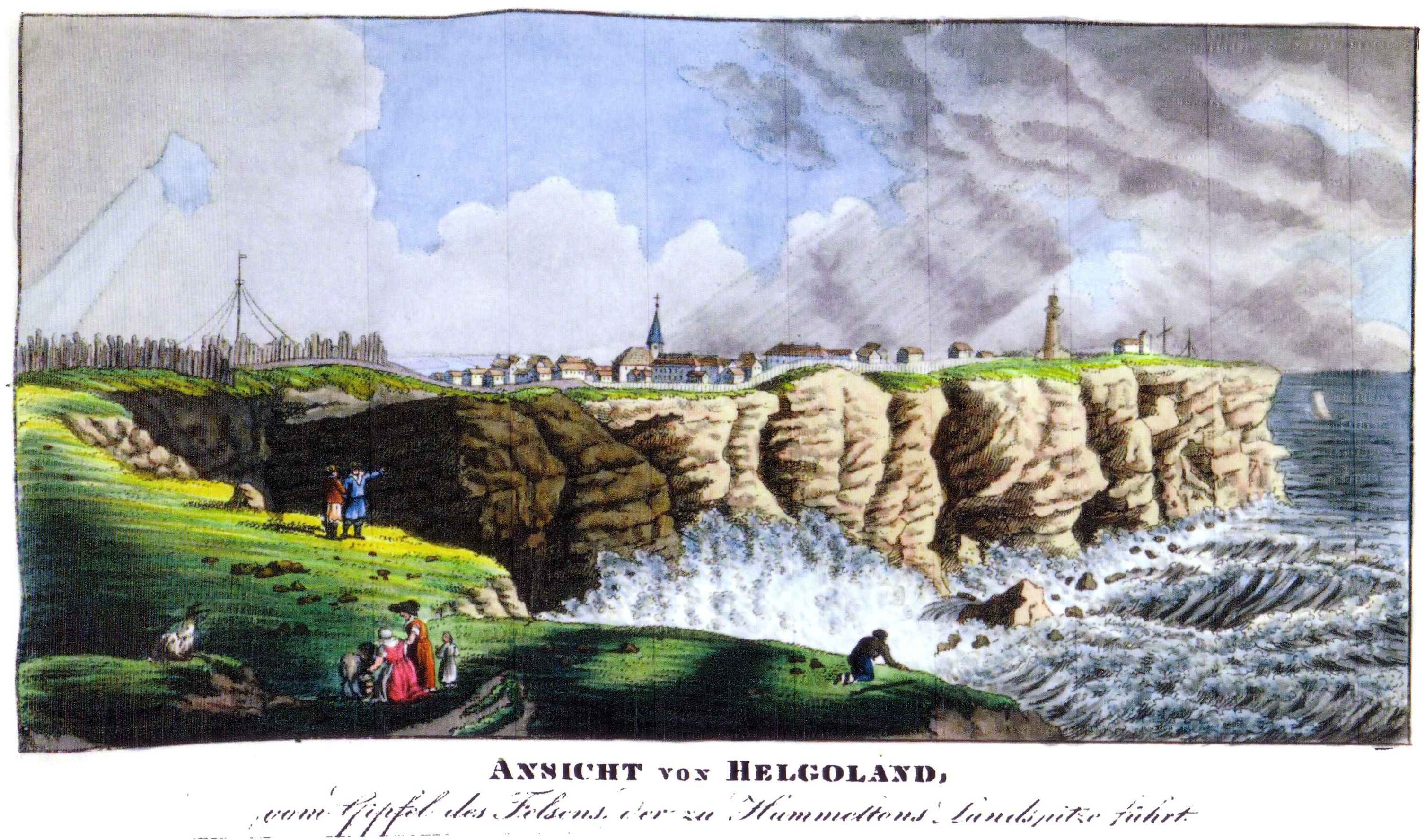
Zeitgenössische Darstellung des Blickes von der Nordspitze, 1826

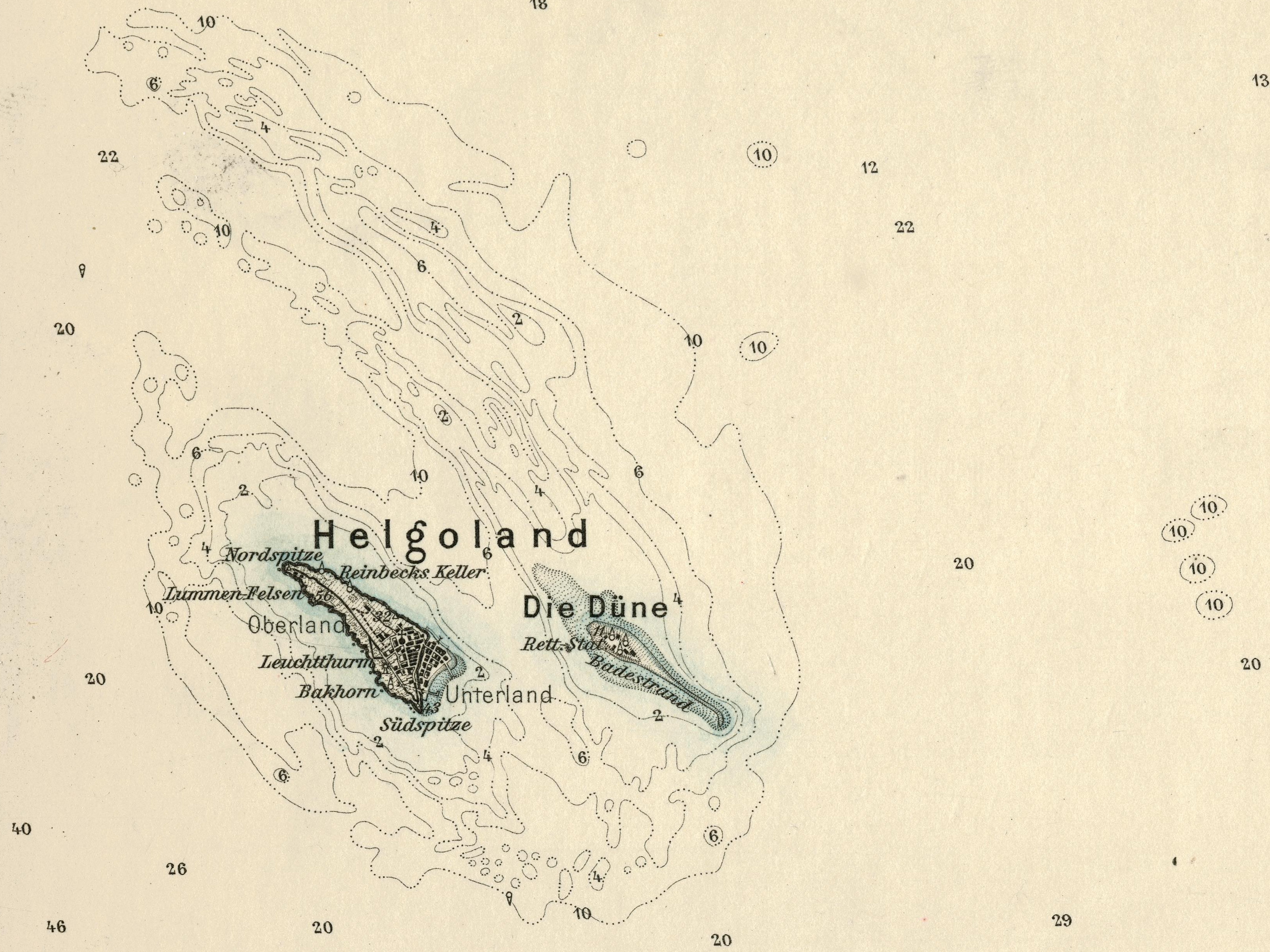
Historische Karte Helgolands 1893

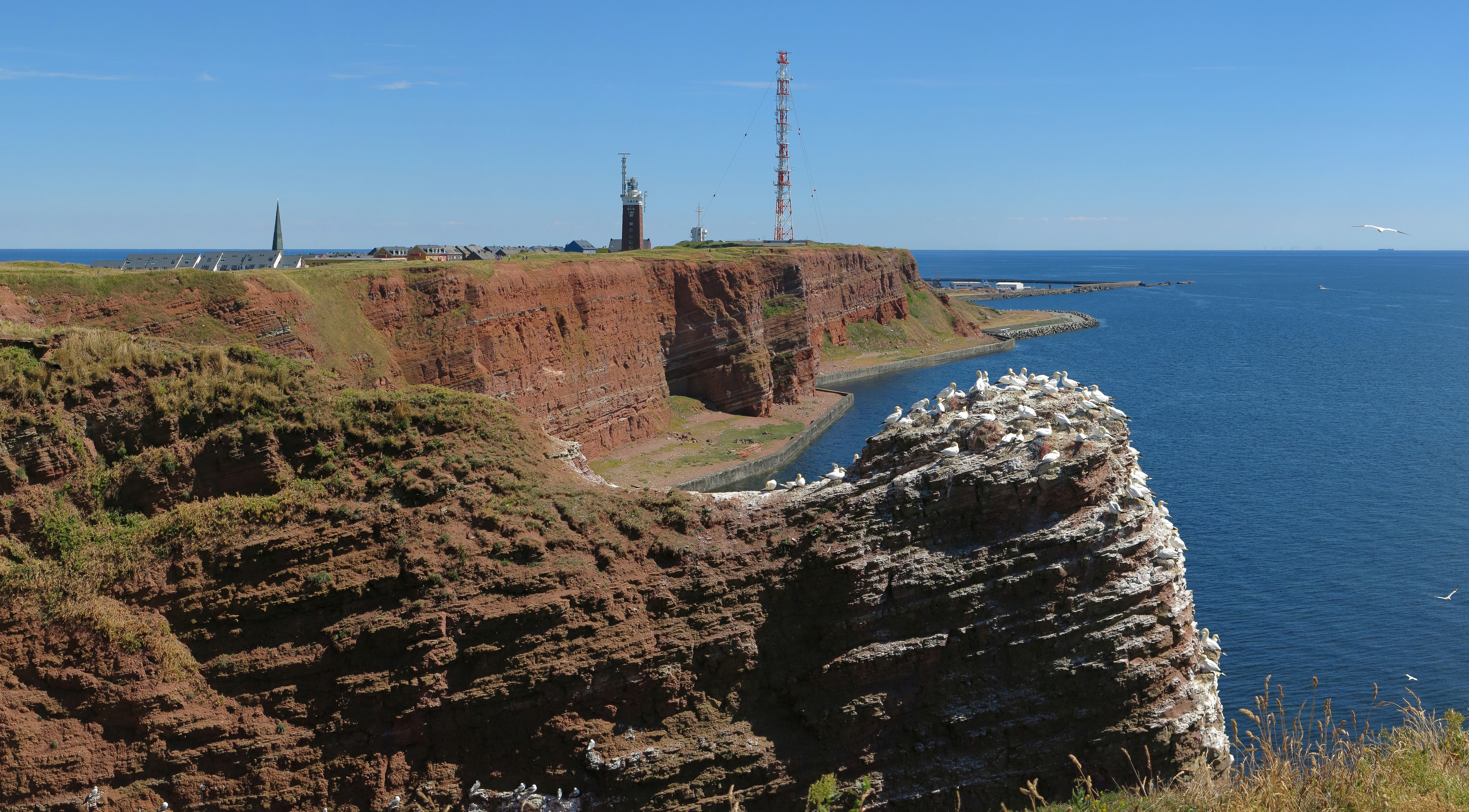
Blick vom Bread Hörn nach Südosten, 2018

Die Hauptinsel gliedert sich in fünf Gebiete: Oberland, Mittelland und Unterland sowie, im 20. Jahrhundert durch Aufschüttung entstanden, Nordostland und Südhafen. Das Unterland mit dem Hafen befindet sich im Osten und Süden der Insel, das Oberland im Norden und Westen, das kleinere Mittelland im Südwesten. Die Siedlung liegt etwa je zur Hälfte im Unter- und Oberland. Viele öffentliche Einrichtungen finden sich im Nordostland.
Die Insel besitzt im Süden neben der Landungsbrücke einen kleinen Sand-Badestrand und fällt im Norden, Westen und Südwesten in steilen Klippen etwa 50 m zum Meer hin ab, das im südwestlich gelegenen Helgoländer Becken bis zu 56 m tief ist. Der Sandstrand im Norden ist wegen der starken Strömung nicht zum Baden geeignet. Am Nordwestende der Hauptinsel befindet sich das bekannteste Wahrzeichen Helgolands, der 47 Meter hohe Brandungspfeiler Lange Anna. Die gesamte Oberfläche des Oberlands sowie das Mittelland wurden durch die Sprengung der Bunkeranlagen 1947 und die anschließende Bombardierung geformt. Dabei entstand auch die mit 61,3 m höchste Erhebung der Insel wie auch des Kreises Pinneberg, die seit 1998 nichtamtlich „Pinneberg“ genannt wird und mit einem Gipfelkreuz markiert ist.

### Düne
Die Nebeninsel Düne befindet sich jenseits der kleinen Meeresstraße Reede, die in Nordreede und Südreede unterteilt ist, knapp einen Kilometer östlich der helgoländischen Hauptinsel. Sie wird als Badeinsel bzw. als eine flache Strandinsel bezeichnet und war bis zur Neujahrsflut 1721 mit Helgoland durch einen Naturdamm verbunden. Auf ihr ist auch der kleine Helgoländer Flugplatz neben dem Campingplatz und einem Bungalowdorf angelegt.

### Klima
Auf Helgoland herrscht typisches Seeklima mit ganzjährigen Niederschlägen und nur geringen tageszeitlichen Temperaturschwankungen.

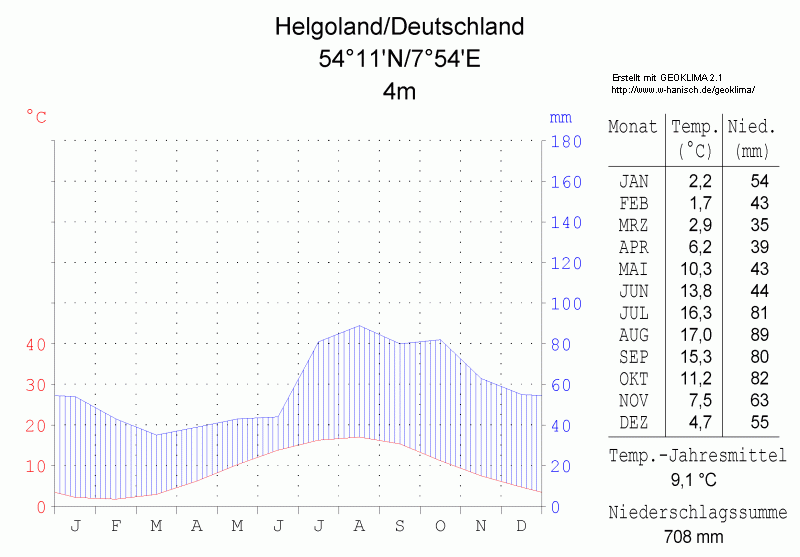
Klimadiagramm von Helgoland
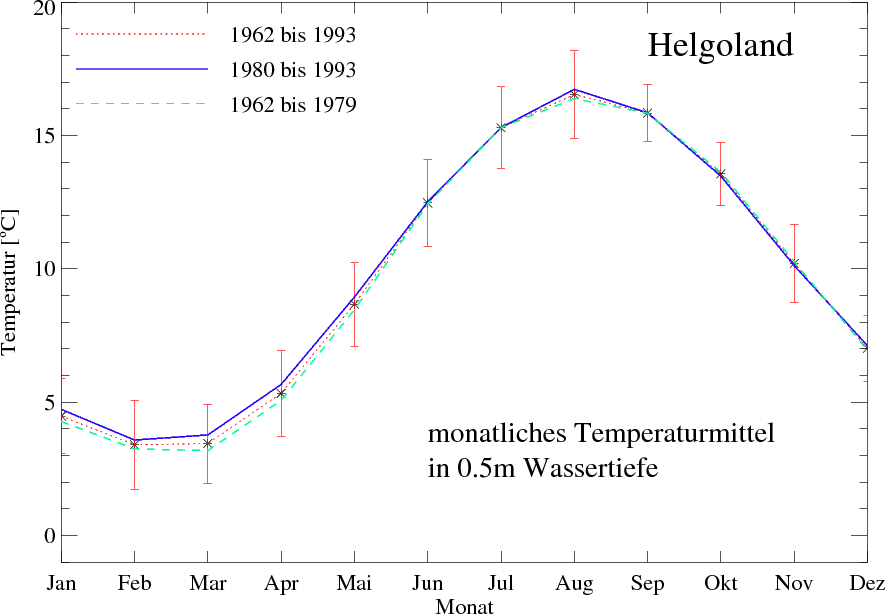
Jahreszeitlicher Verlauf der Wassertemperatur vor Helgoland

Die Insel hat mit durchschnittlich 6,4 °C das wintermildeste Klima Deutschlands; Wintertiefsttemperaturen unter 0 °C sind selten. Die vom Golfstrom erwärmte Nordsee mit rund 5 °C Wassertemperatur im Winter wirkt dabei als Wärmespeicher. Die kalten Nordost- und Ostwinde aus Ost- und Nordeuropa werden abgeschwächt, die Wintertemperaturen können bis zu 10 Grad höher als zum Beispiel in Hamburg liegen. Es gibt jedoch häufig Nebel und nur wenig Sonnenschein im Winter; Schnee fällt selten.
Der Frühling beginnt erst spät und die Temperaturen steigen meist erst ab Mai deutlich an.
Im Sommer liegen die Temperaturen um 21 °C oder knapp darunter, während es nachts mit 13 bis 16 °C kaum kühler ist. Dazu kommen regelmäßige Niederschläge mit abwechselndem Sonnenschein. Die Wassertemperaturen der Nordsee steigen bis zum August auf 16 bis 17 °C. 1962 nahm eine Dauermessstation vor Helgoland den Betrieb auf; sie misst Wassertemperatur, Salzgehalt und andere Parameter. Seit Beginn ihrer Arbeit stieg die durchschnittliche Wassertemperatur um 1,7 Grad.
Der Herbst beginnt im September, ist oft noch recht warm und dauert länger; er ist die feuchteste Zeit des Jahres mit milden Temperaturen um 10 °C und etwa 15 bis 20 Regentagen pro Monat.
Die Jahresdurchschnittstemperatur liegt bei 9 °C, die jährlichen Niederschläge liegen bei etwa 700 mm. Extremwerte wurden mit −11,2 °C im Februar 1956 und +28,7 °C im Juli 1994 gemessen. Helgoland weist insgesamt mehr Sonnenstunden auf als das deutsche Festland.

Schon Anfang des 20. Jahrhunderts standen stattliche, regelmäßig fruchtende Feigenbäume auf der Insel. Noch steht aus dieser Zeit im Oberland ein sehr alter Maulbeerbaum. Auspflanzversuche mit Hanfpalmen, Honigpalmen und anderen Palmen sowie weiteren, auf dem deutschen Festland nicht oder nur bedingt winterharten subtropischen Pflanzen (Lorbeer, Yucca, Cordyline, Steineiche und andere) seit den 1980er Jahren sind erfolgreich verlaufen.
|                        | Jan | Feb | Mär | Apr  | Mai  | Jun  | Jul  | Aug  | Sep  | Okt  | Nov | Dez |   |      |
| Mittl. Temperatur (°C) | 6,5 | 6,4 | 6,3 | 8,6  | 10,7 | 16,0 | 16,3 | 18,6 | 15,8 | 12,5 | 8,2 | 7,1 | ⌀ | 11,1 |
| Mittl. Tagesmax. (°C)  | 7,7 | 7,7 | 7,8 | 11,1 | 13,1 | 18,7 | 18,2 | 20,8 | 17,3 | 13,9 | 9,5 | 8,2 | ⌀ | 12,9 |
| Mittl. Tagesmin. (°C)  | 5,3 | 4,4 | 4,7 | 6,8  | 8,9  | 13,6 | 14,2 | 16,4 | 14,0 | 10,9 | 6,6 | 5,8 | ⌀ | 9,3  |
|                        |     |     |     |      |      |      |      |      |      |      |     |     |   |      |
| Niederschlag (mm)      | 101 | 147 | 29  | 13   | 16   | 50   | 71   | 84   | 142  | 117  | 125 | 62  | Σ | 957  |
|                        |     |     |     |      |      |      |      |      |      |      |     |     |   |      |
| Sonnenstunden (h/d)    | 0,8 | 1,7 | 6,5 | 8,8  | 8,5  | 9,3  | 7,1  | 8,2  | 4,9  | 3,1  | 1,3 | 1,4 | ⌀ | 5,1  |
|                        |     |     |     |      |      |      |      |      |      |      |     |     |   |      |
| Regentage (d)          | 12  | 8   | 10  | 9    | 9    | 9    | 10   | 10   | 11   | 12   | 15  | 13  | Σ | 128  |
|                        |     |     |     |      |      |      |      |      |      |      |     |     |   |      |
| Wassertemperatur (°C)  | 6   | 4   | 5   | 7    | 10   | 14   | 17   | 18   | 17   | 15   | 12  | 8   | ⌀ | 11,1 |
|                        |     |     |     |      |      |      |      |      |      |      |     |     |   |      |
| Luftfeuchtigkeit (%)   | 88  | 86  | 86  | 84   | 83   | 83   | 82   | 80   | 79   | 82   | 84  | 86  | ⌀ | 83,6 |

| 5,3 |

| 4,4 |

| 4,7 |

| 6,8 |

| 8,9 |

| 13,6 |

| 14,2 |

| 16,4 |

| 14,0 |

| 10,9 |

| 6,6 |

| 5,8 |

| 5,3 |

| 4,4 |

| 4,7 |

| 6,8 |

| 8,9 |

| 13,6 |

| 14,2 |

| 16,4 |

| 14,0 |

| 10,9 |

| 6,6 |

| 5,8 |

## Geologie

### Entstehung der Felseninsel
Das Bild der Felseninsel Helgoland wird wesentlich durch Buntsandstein-Schichten aus dem Erdmittelalter geprägt. Diese sind an die Oberfläche gelangt, weil die darunter lagernden älteren Salzgesteine aus dem ausgehenden Erdaltertum durch ausgeprägte Salztektonik aufgewölbt wurden.

#### Zechsteinmeer im ausgehenden Erdaltertum
Die geologisch relevante Geschichte der Entstehung Helgolands begann vor etwa 260 Millionen Jahren im geologischen Zeitalter des Perm im ausgehenden Erdaltertum. Im beginnenden Zechstein, der zweiten Abteilung des Perm, kam es auf dem Urkontinent Pangaea zu Meereseinbrüchen in Europa und Amerika und so zum Vordringen des Meeres im Gebiet des heutigen Mitteleuropa. Die Region Helgolands lag in diesem Zechsteinmeer, im so genannten Elbe-Trog. Auf Grund des ariden Klimas verdampfte das Wasser jedoch mit der Zeit wieder und hinterließ Kalke, Dolomite, Anhydrite und Salze als Verdunstungsrückstände, so genannte Evaporite, die im norddeutschen Raum als Zechstein-Sedimente untersucht und bestimmt worden sind.
Ein bedeutender paläontologischer Fund war 1910 die 51,5 cm große Kopfplatte eines Parotosuchus helgolandicus (Schröder),  einer urtümlichen Amphibie aus der Gruppe der Temnospondyli. Das Gewicht des in der mittleren Trias vor rund 245 Millionen Jahren lebenden Tieres ist nicht bekannt. Seine Augen waren klein und saßen hoch am Kopf. Sein Lebensraum waren periodisch trockenfallende Flussdeltas und Gewässer, die es in jener Zeit im Gebiet der heutigen Nordsee gab.

#### Gesteinsbildung im Erdmittelalter

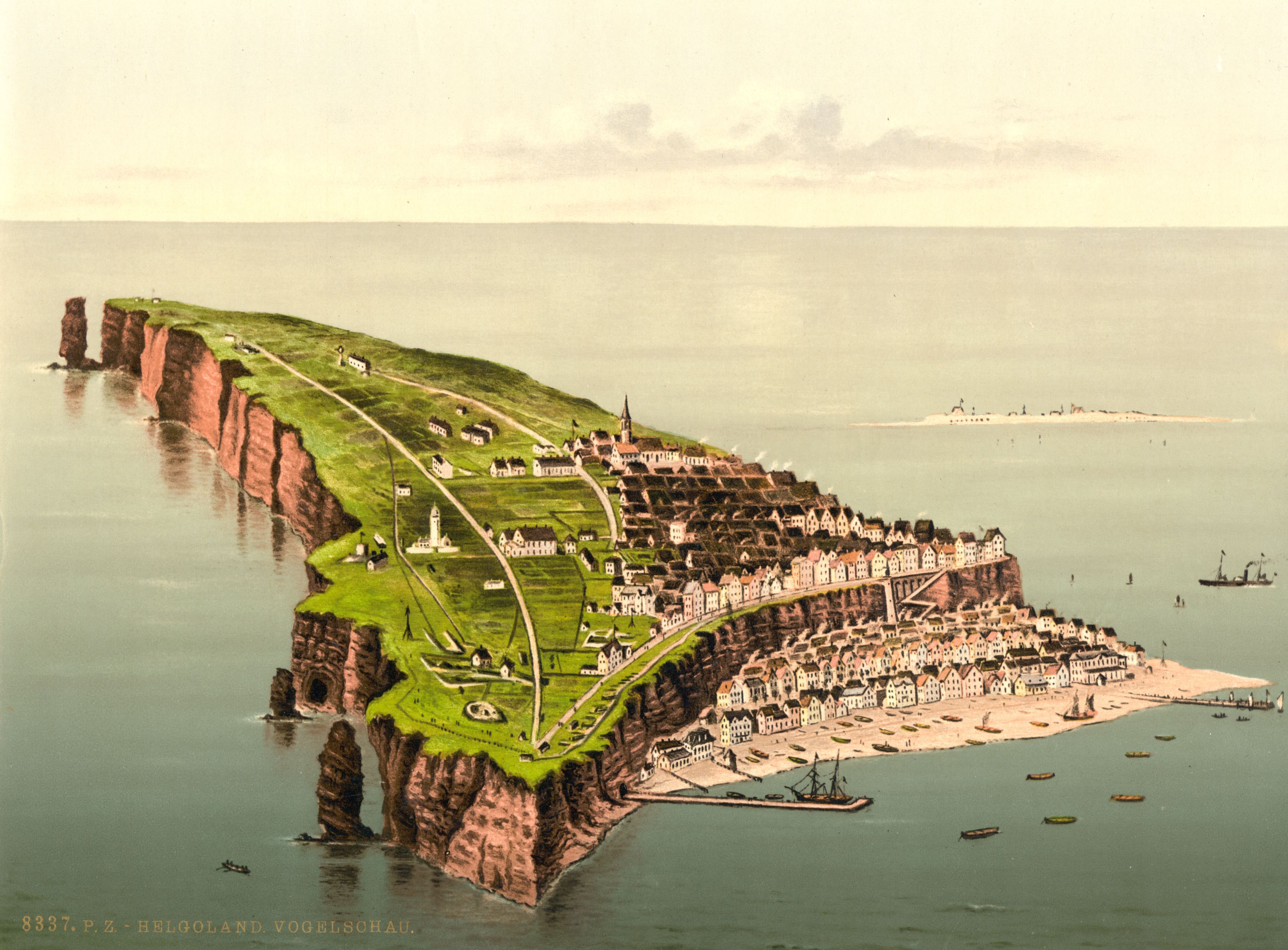
Helgoland auf einer Postkarte, ca. 1890 bis 1900

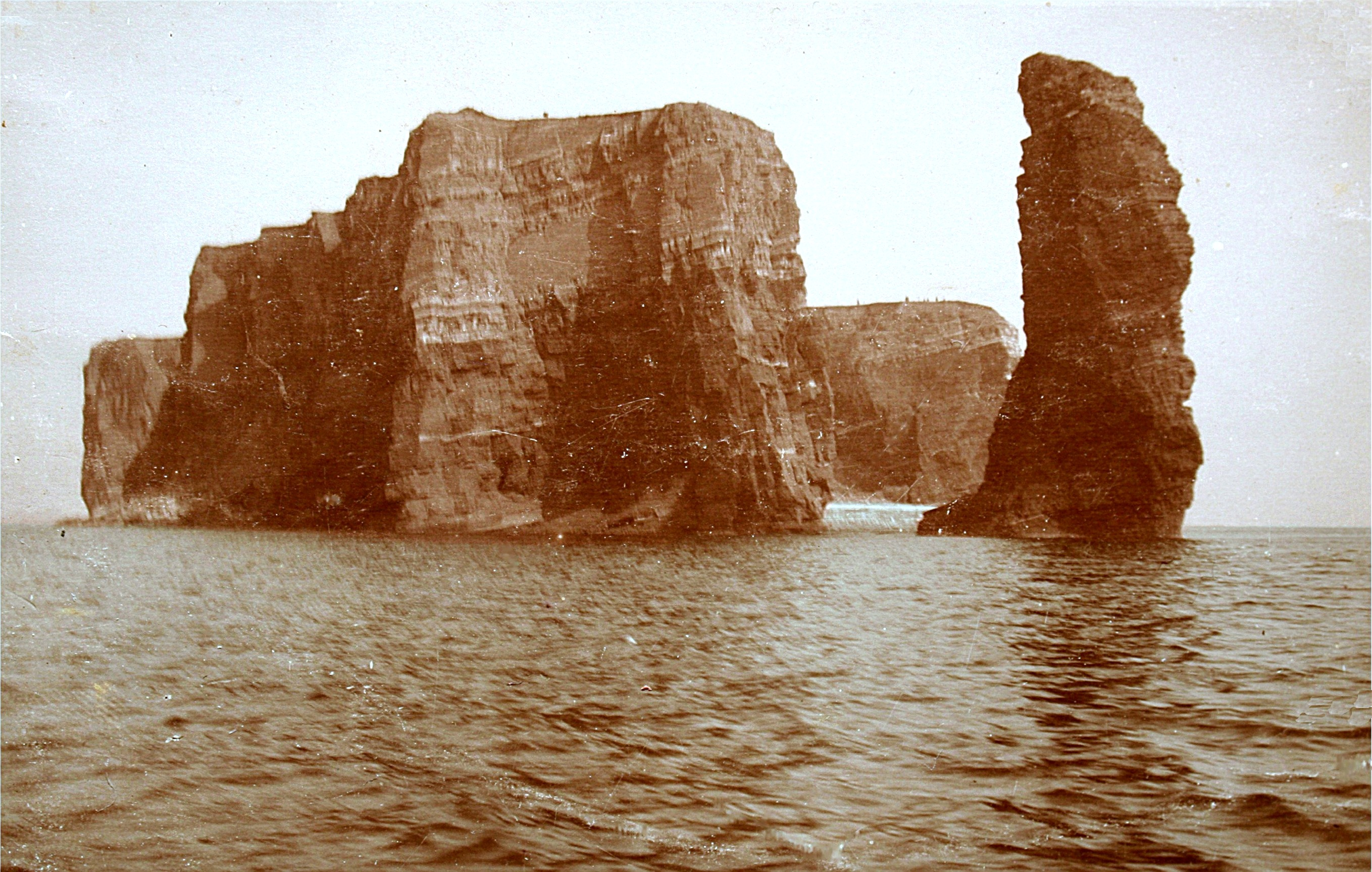
Nordspitze Helgolands, um 1929/30

Im frühen Erdmittelalter fanden die für Helgoland wichtigsten gesteinsbildenden Prozesse statt. Das zu Beginn der Trias herrschende tropische und subtropische Klima dominierte die Verwitterung der variskischen Gebirge im umgebenden Festland. Das Klima begünstigt eine lateritische Verwitterung, die im Endprodukt hohe Eisen- und Aluminiumgehalte vorweist. Die Oxidation dieser Verwitterungsprodukte führt zu einer starken Rotfärbung der typischen Buntsandstein-Sedimente in Mitteleuropa. Die grünen Bänder des Felsens zeigen das abgelagerte Kupfer.
Im Buntsandstein wurden große Mengen des Verwitterungsmaterials aus den Hochländern abgetragen und in tiefer liegenden Regionen sedimentiert. Im Gebiet Helgolands haben diese Ablagerungen eine Mächtigkeit von mehr als 1000 Metern. Sie bilden den sichtbaren Teil der Felseninsel.
Auch in der folgenden erdgeschichtlichen Abteilung des Muschelkalk war das Gebiet Helgolands Sedimentationsgebiet. Die Ablagerungen aus dieser Zeit haben eine Mächtigkeit von mehr als 300 Metern. Eine große Zahl von Fossilienfunden belegt zudem die günstigen Lebensbedingungen zu dieser Zeit. So fand man verschiedene Fische, Meeressaurier, Muscheln und Schnecken.
Auch aus der vor 140 Millionen Jahren beginnenden Kreidezeit sind im Helgoländer Raum Sedimentschichten zu finden. In dieser Zeit war der gesamte Nordseeraum Meeresgebiet. Im marinen Bereich bildete sich unter warmen und feuchten Klimabedingungen eine reichhaltige Flora und Fauna, so dass die Kreideschichten äußerst fossilienreich sind.

#### Salz-Aufstieg im Tertiär
Die große Mächtigkeit der Sedimentschichten im Nordseeraum – auch schon im Mesozoikum – ist auch darin begründet, dass der Nordseeraum Senkungsgebiet war. Somit konnten selbst in den flacheren Meeren des Buntsandstein und Tertiär diese Senkungsgebiete immer wieder von dem aus den Gebirgen verfrachteten Verwitterungsmaterial aufgefüllt werden. Unter dem Druck des auflagernden Materials verfestigten sich die darunterliegenden Schichten zunehmend.
Im direkten Zusammenhang mit dieser Verfestigung und somit der Zunahme der Dichte sowie des Drucks auf die unteren Schichten ist auch die Heraushebung des Helgoländer Buntsandsteinfelsens zu sehen.
Im Laufe der Zeit lagerten sich über den permischen Salzgesteinen im Erdmittelalter die Schichten des Trias, der Kreide sowie des Tertiär ab. Jede neue Sedimentationsschicht hatte auch zur Folge, dass die jeweils unterlagernden Sedimente sich durch die Last der darüber lagernden Sedimente weiter verfestigten und verdichteten.

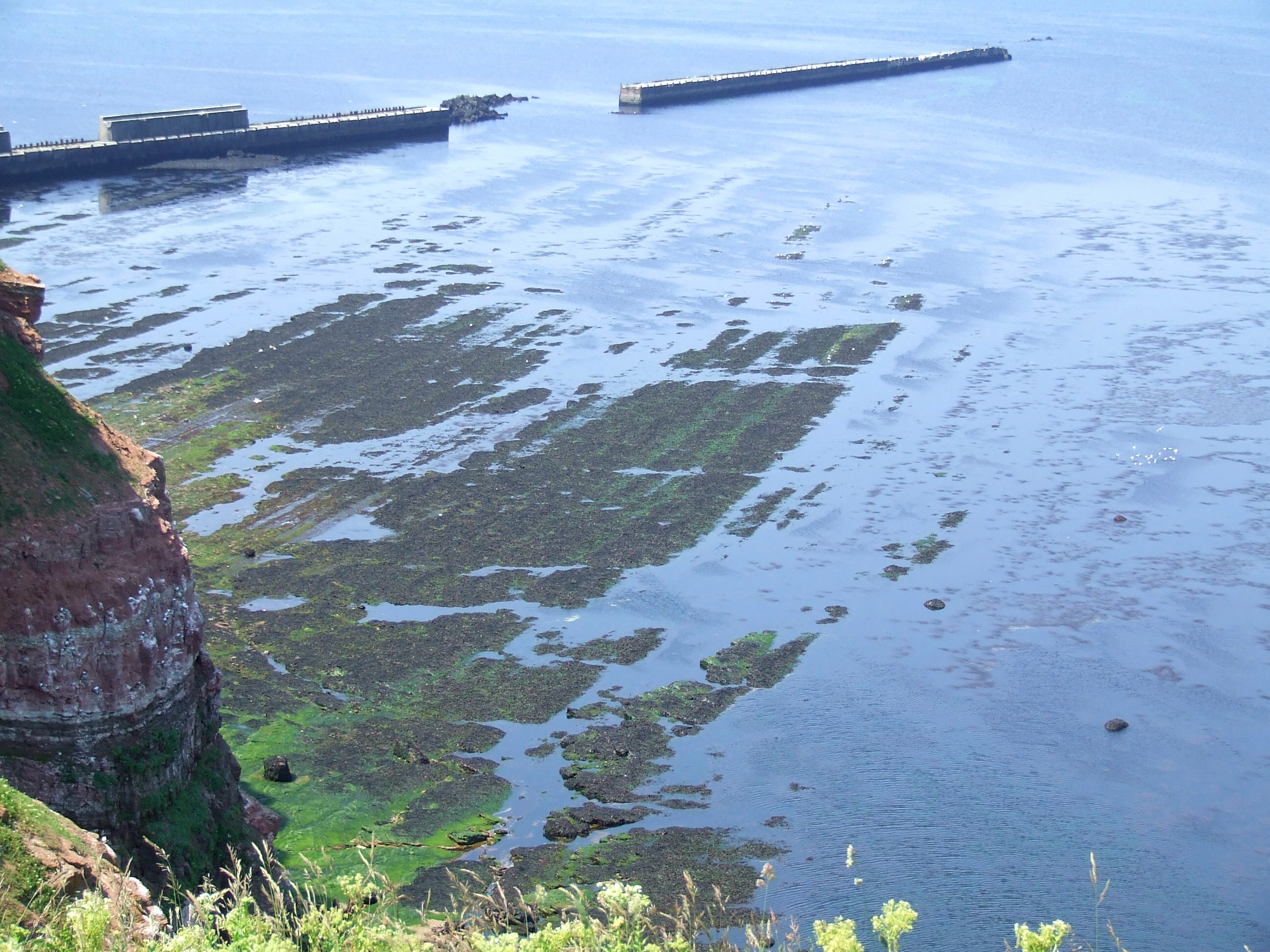
Felswatt (Brandungsplattform) bei Niedrigwasser nahe der Langen Anna

Die untenliegenden Salzgesteine lassen sich jedoch nur bis zu einer Dichte von maximal 2,2 g/cm³ verdichten. Da mit zunehmender Tiefe infolge des zunehmenden Druckes sich die Dichte einer Schicht erhöht, kam es im Bereich der Zechsteinsalze zu einer Dichteanomalie. Das Salzgestein reagierte plastisch auf den immer stärkeren Druck und neigte dazu, bevorzugt an Schwächezonen wie Verwerfungen aufzusteigen, um so zu einer Druckentlastung zu gelangen. Beim Aufstieg wurden aber auch die aufliegenden Schichten mitgehoben. Man spricht bei diesem Phänomen von einem Salzkissen, in dessen Scheitelbereich Helgoland sich befindet.
Die Aufwölbung des Buntsandsteins sowie der weiteren Schichten durch den Aufstieg des Salzes (Salztektonik) wird auch in der tektonischen Struktur Helgolands sichtbar. Der Scheitel der Salzstruktur verläuft von Nordnordwest nach Südsüdost. Dies gibt die Streichrichtung der auflagernden Deckschichten an, die an den Abrasions-Plattformen im nördlichen Felswatt zu erkennen sind. Die Schichten sind bei der Aufwölbung gekippt worden, so dass eine Neigung der Buntsandsteinfelsen von etwa 17 bis 20 Grad zu erkennen ist. Somit finden sich an der Westseite Helgolands nach oben zeigende Schichten, während die Schichten an der Ostseite nach unten zeigen.

#### Überprägung der neuentstandenen Felseninsel im Quartär
Ausgangspunkt der Überprägung im Quartär ist die Abkühlung des Klimas im ausgehenden Tertiär. Drei große Vereisungsperioden haben bis in den nordmitteleuropäischen Raum zu einer starken Veränderung der Landschaft geführt. Bei allen drei Eiszeiten war das Gebiet zwischen England und Dänemark trocken; eine Nordsee existierte aufgrund des niedrigen Meeresspiegels (ca. 120–150 m unter heutigem Meeresniveau) nicht.
Während der Elstereiszeit (vor etwa 480.000 bis 300.000 Jahren) und der Saaleeiszeit (vor etwa 280.000 bis 130.000 Jahren) erfasste die Vergletscherung auch Helgoland, wovon abgelagerte Geschiebelehme und Findlinge noch immer zeugen. Das Vordringen des Eises dürfte in dieser Zeit auch zu einer starken Abtragung der gehobenen und gekippten Schichten bis hin zu einer Freilegung der Salzstruktur im Bereich des westlich vorgelagerten Görtels geführt haben. Beide Eiszeiten hinterließen alluviale Anlagerungen, Aufschüttungen und Endmoränen.
Während der letzten Eiszeit, der Weichsel-Kaltzeit (von vor etwa 115.000 bis 11.700 Jahren), war die Landfläche zwischen England, den Niederlanden, Deutschland und Dänemark weitestgehend eisfrei. Der Eisrand hat Helgoland nicht erreicht. Am Ende des Pleistozäns und Beginn des Holozäns stieg weltweit der Meeresspiegel wieder stark an; die Nordsee bildete sich wieder (Flandrische Transgression). Vor etwa 8000 Jahren gab es kurz nacheinander zwei Großereignisse: die Storegga-Rutschung vor Norwegen, die einen gigantischen Tsunami auslöste, und das Abschmelzen des nordamerikanischen Eisschildes und der plötzliche Durchbruch der Schmelzwassermassen aus dem Agassizsee zum Atlantik, der neben einer weltweiten Meeresspiegelerhöhung auch wohl wieder mit einem Tsunami einherging. Beide Ereignisse führten in kürzester Zeit dazu, dass glaziale Ablagerungen auch oberhalb des damaligen Meeresspiegels abgetragen wurden, und die Inselbildungen setzten ein. Die Regression der Nordsee war weitestgehend erfolgt. Helgoland widerstand einer schnellen Abtragung durch das Meer. Es bestand möglicherweise auch noch über eine längere Zeit eine Landbrücke zur Halbinsel Eiderstedt. Die heutigen Tiefen von 12–15 m weisen hier auf eine frühere Verbindung hin. Diese Landbrücke wird als teilweise spekulativ gesehen. Wann die Inselbildung einsetzte und wie sie ablief, lässt sich nicht präzise sagen. Auch der weitere Verlauf der Inselveränderung und -verkleinerung in geschichtlicher Zeit bis ins 16. Jahrhundert, als die ersten einigermaßen brauchbaren und zuverlässigen Karten gezeichnet wurden, lässt sich nicht genau nachzeichnen. Die früher unter anderem in einigen Schulatlanten dargestellte rasch abnehmende Fläche seit dem Frühmittelalter gilt als möglich, aber nicht gesichert.
Die Felsformationen der Insel Helgoland wurden 2006 in die Liste der 77 ausgezeichneten Nationalen Geotope aufgenommen.

### Herausbildung der heutigen Inselform

#### Natürliche Veränderungen
Die hauptsächlichen gestaltenden natürlichen Kräfte, die auf die Felseninsel einwirken, sind die Verwitterung sowie die Abrasion durch die Meeresbrandung. Insgesamt sind 15 einige Meter tiefe Brandungshöhlen erfasst.
Bei der Verwitterung ist besonders das kühle Winterklima von Bedeutung. Die Kälte fördert die physikalische Verwitterung des Gesteins. Die Frosteinwirkung zerklüftet und zersprengt das Gestein und fördert Gesteinsschutt als Verwitterungsrest zu Tage, der am Fuß der Klippen angelagert wird. Hierbei wird das Kliff langsam zurückgedrängt und so die Insel verkleinert.
Typisch für Helgoland war hierbei auch die Entstehung von Felsvorsprüngen (Hörner) mit dazwischenliegenden Buchten (Slaps). Im Laufe der Zeit und unter weiterem Meeres- und Wettereinfluss können diese Vorsprünge von Brandungstoren durchbrochen werden, die beim Einsturz der Bogenverbindung einzelne Felstürme (Stacks) hinterlassen. Die Lange Anna (im Helgoländer Friesisch: Nathurn Stak) ist mit einer Höhe von gut 48 m ein derartiger Stack und der einzige, der sich bis heute gehalten hat.

#### Veränderungen von Menschenhand

Westküste Helgolands

Die ersten menschlichen Eingriffe auf Helgoland bestanden in der Gewinnung von Rohstoffen: Von Bedeutung war ab dem Mittelalter der Muschelkalk- und Gipsabbau am damaligen Wittekliff. Dieser Abbau trug zu einer raschen Zerstörung der Steilfelsen bei, die schließlich so instabil wurden, dass 1711 die letzten Reste einstürzten.
Weitere Rohstoffprospektionen blieben erfolglos, so dass über die Vorkommen fossiler Brennstoffe im Bereich Helgolands bislang keine weiteren Angaben getroffen werden können.
Schutzmaßnahmen veränderten die Gestalt der Insel weiter: Bis zum Beginn des 20. Jahrhunderts war die Felseninsel ungeschützt und hatte durch Abrasion und Verwitterung jährlich einen hohen Flächenverlust zu verzeichnen.
Zum Ende des 19. Jahrhunderts begannen Planungen für einen wirksamen Brandungs- und Sturmflutschutz. Vorangetrieben wurden diese Planungen durch eine starke militärische Nutzung der Insel. So begann bereits im Jahr 1903 der Bau einer Schutzmauer auf der stärker witterungs- und brandungsgefährdeten Westseite, die 1927 fertiggestellt war. Im weiteren Verlauf (→ Projekt Hummerschere) wurden auch der Norden und der Osten der Hauptinsel sowie die Düne in die Schutz- und Ausbaumaßnahmen einbezogen, die die Grundlage für die Schaffung des Nordost-Geländes und die stete Vergrößerung der Helgoländer Düne waren.
Vor der weiter voranschreitenden Verwitterung können jedoch auch die Schutzmauern nicht schützen. Davon zeugt der Verwitterungsschutt am Sockel der Kliffküsten, der stellenweise schon bis an die Schutzmauern angelagert ist. Wurde er früher noch von den Sturmfluten fortgetragen, so staut er sich heute an den Ufermauern. Infolge dieser Entwicklung wird Helgoland zwar nicht mehr flächenmäßig kleiner, doch nun droht es auf lange Sicht unter den Schuttkegeln der Verwitterung, die sich langsam begrünen, zu versinken.
Ein weiterer bedeutender und bis heute markanter Eingriff in die Gestalt der Insel fand während und nach dem Zweiten Weltkrieg statt: Am 18. April 1945 war der damalige U-Boot-Stützpunkt Ziel eines massiven Luftangriffs der Royal Air Force. Die Bebauung der Insel wurde vollständig zerstört. Die Air Force nutzte die Insel in den Folgejahren als Übungsziel. Von den Bombardierungen zeugen die Bombenkrater im heutigen Oberland.
Zwei Jahre später, am 18. April 1947, sollten in einer Sprengung sämtliche militärischen Anlagen auf und unter der Insel sowie alte Munitionsbestände vernichtet werden, um so eine weitere Nutzung Helgolands aus militärischer Sicht unmöglich zu machen. Die Sprengung von rund 6700 Tonnen Munition erschütterte die Insel mit ihrem Sockel bis in eine Tiefe von mehreren Kilometern und führte zu einer dauerhaften Veränderung ihres Aussehens. (Siehe auch: Ende des Zweiten Weltkriegs und Nachkriegszeit)

## Flora und Fauna

### Felswatt und Tangwälder

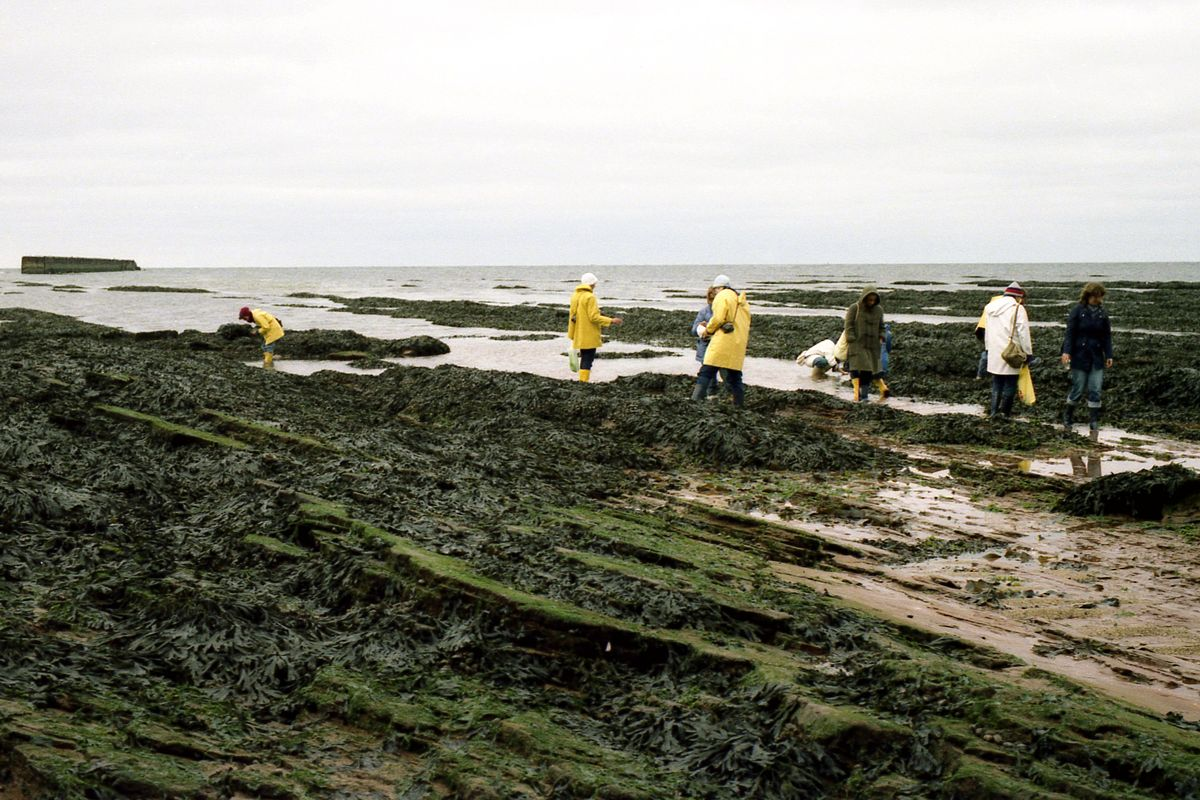
Felswatt

Das Felswatt des Helgoländer Felssockels (Naturschutzgebiet) ist ein für Deutschland einzigartiger Lebensraum, der von über 300 Algenarten besiedelt wird. In der Spritzwasserzone leben Kleiner Röhrentang und Purpurtange, in der oberen Gezeitenzone folgt Spiraltang, während das Felswatt von Blasentang, Sägetang und Meersalat bedeckt wird. Unterhalb der Niedrigwasserlinie gedeihen Tangwälder aus Fingertang, Zuckertang und Palmentang, welcher bis zu einer Tiefe von 8 m unter der Niedrigwassergrenze vordringt (siehe Liste der Meeresalgen von Helgoland).
Schon 1835 in der Frühzeit des Tourismus wurde den Badegästen ausführlich der Reichtum an Algen vorgestellt; die Forschungsergebnisse folgten z. B. 1863 bei Ferdinand Julius Cohn.

### Vegetation von Insel und Düne

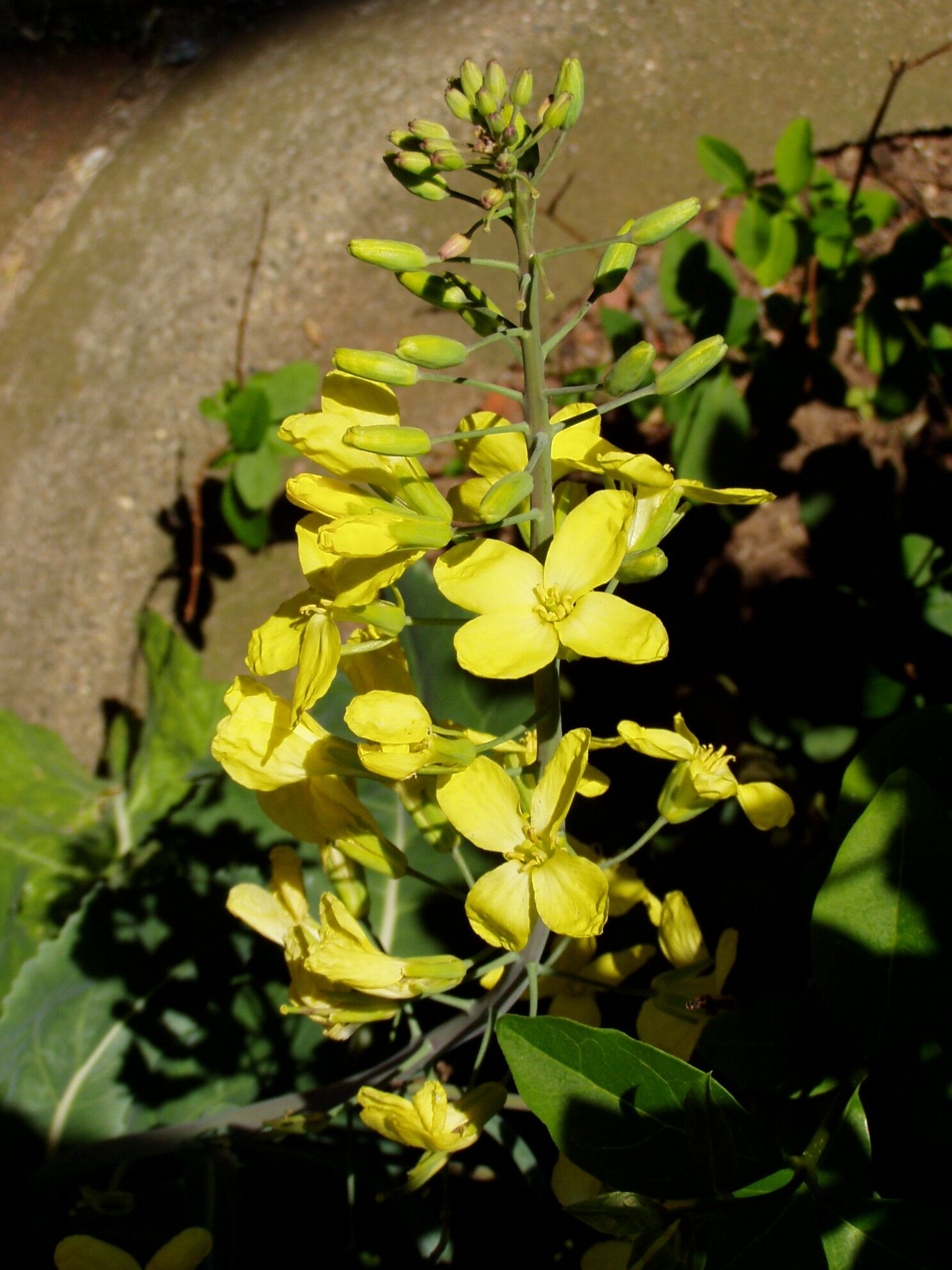
„Klippenkohl“, die Wildform des Gemüsekohls

Am Fuße der Klippen befinden sich Spülsäume und Fragmente von Salzwiesen mit typischen Salzpflanzen wie Portulak-Keilmelde, Strand-Melde, Strand-Beifuß, Wilde Rübe und Salz-Schuppenmiere. An der Steilküste wachsen die Wildform des Gemüsekohls (von den Helgoländern Klippenkohl genannt), Strand-Grasnelke, Strand-Wegerich und Dänisches Löffelkraut. Das Oberland ist von Grünland bedeckt. Es gibt dichte Bestände von Pfeilkresse. Wegen des starken Seewinds kommen Gehölze nur in der Mulde des Fanggartens der Vogelwarte sowie gepflanzt im Mittelland vor.
Der Großteil der Düne besteht aus Graudünen und Weißdünen sowie Gebüsch aus Sanddorn oder Silber-Ölweide. Auf der Aade im Südosten der Düne wird der Spülsaum von Kali-Salzkraut, Meersenf und Salzmiere besiedelt.
Schon aus dem 19. Jahrhundert gibt es Darstellungen der Flora Helgolands von Ernst Hallier, Karl Wilhelm von Dalla Torre und Johannes Reinke. Die Insel war ein beliebter Badeort und wurde auch deshalb von Forschern gerne besucht.

### Fauna

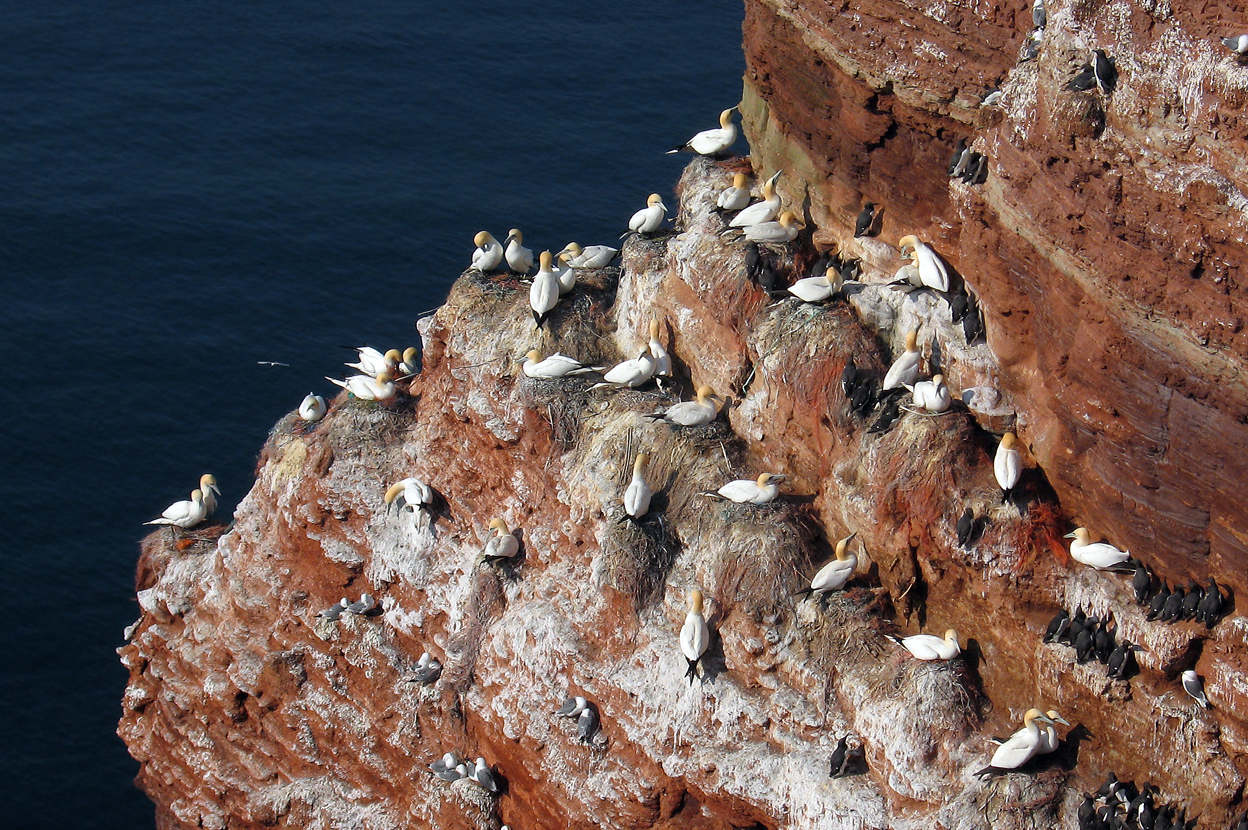
Lummenfelsen mit Basstölpeln, Trottellummen und Dreizehenmöwen

Auf den Felsbändern des Lummenfelsen brüten dichtgedrängt Trottellumme, Dreizehenmöwe, Silbermöwe, Tordalk, Eissturmvogel und seit 1991 auch der Basstölpel. Während des Vogelzugs im Frühling und Herbst nutzen Scharen von Zugvögeln die Insel als Rastplatz und werden in der Vogelwarte Helgoland beringt und erfasst. Helgoland gehört zu den Orten in Europa, an denen besonders viele Vogelarten nachgewiesen wurden; bis 1985 waren es bereits über 370 Arten. Seitdem sind immer wieder neue Erstnachweise von Vogelarten gelungen. Die Insel wurde mit 432 nachgewiesenen Arten (Stand Juni 2014) als „vermutlich der artenreichste Ort in Europa“ bezeichnet; zumindest gilt Helgoland als der an Vogelarten reichste Ort in Mitteleuropa.
Jährlich werden rund 240 verschiedene Vogelarten registriert. Regelmäßig werden dabei Seltenheiten beobachtet, weswegen die Insel ganzjährig von Vogelbeobachtern besucht wird, vor allem zu den Zugzeiten im Herbst und Frühjahr, wenn vermehrt mit Nachweisen gerechnet werden kann. Neben außergewöhnlichen Seltenheiten wie dem Rubinkehlchen oder dem Kronenlaubsänger lassen sich alljährlich Arten wie die Krähenscharbe oder seltene Laubsänger wie der Gelbbrauen-Laubsänger beobachten. Im Herbst werden – vor allem nach Stürmen aus Nordwest – Hochseevögel gesichtet, die sonst die deutsche Bucht meiden. Zuletzt sind 2014 zwei neue Arten hinzugekommen: der Wüstengimpel (Heimat: Nordafrika bis Asien) und – besonders von den Medien beachtet – Ende Mai der Schwarzbrauenalbatros (Heimat: u. a. Falklandinseln).
Die Vogelforschung ist untrennbar mit dem Namen Heinrich Gätke verbunden. Er kam 1837 als Kunstmaler ins Seebad Helgoland und begann bald Vögel zu jagen, zu sammeln und zu dokumentieren. Er knüpfte Kontakte zu den bedeutenden Ornithologen seiner Zeit, und Helgoland entwickelte sich zum Zentrum der Vogelforschung. Gätke war eine prägende Gestalt der Insel, er lebte im Gegensatz zu anderen Forschern dauerhaft auf Helgoland. Gätke veröffentlichte seine während mehrerer Jahrzehnte erworbenen Forschungsergebnisse 1891 in dem Buch Die Vogelwarte Helgoland. Damit prägte Gätke den Begriff „Vogelwarte“. Auf sein Wirken geht letztlich auch die Gründung der „Vogelwarte Helgoland“ zurück. Seine Vogel-Sammlung erwarb das Deutsche Reich; sie wurde der Grundstock des alten Helgoländer Museums.

### Schutzgebiete
Die Meeresgebiete, die direkt nordwestlich über westlich bis südlich der Hauptinsel Helgoland liegen, und jene, die sich unmittelbar nordnordwestlich über östlich bis südlich der Nebeninsel Düne befinden, bilden das Naturschutzgebiet (NSG) Helgoländer Felssockel (CDDA-Nr. 30101; 1981 ausgewiesen; 53,4783 km² groß); beide Inseln gehören, abgesehen von ein paar Felsen der Steilküste der Hauptinsel, nicht zu den durch einen schmalen Meereskorridor voneinander getrennten NSG-Bereichen. Flächenmäßig ähnlich geformt ist das Fauna-Flora-Habitat-Gebiet Helgoland mit Helgoländer Felssockel (FFH-Nr. 1813-391; 55,09 km²); es schließt Inselkleinteile – wie einige Felsen der vorgenannten Steilküste – mit ein. Beide Schutzgebiete liegen im Vogelschutzgebiet (VSG) Seevogelschutzgebiet Helgoland (VSG-Nr. 1813-491; 1.613,33 km²); beide Inseln zählen, abgesehen von ein paar Felsen dieser Steilküste, nicht zu den VSG-Bereichen. Im Steilküstenbereich (Hauptinsel) befindet sich das NSG Lummenfelsen der Insel Helgoland (CDDA-Nr. 82122; 1964; 0,86 ha).

## Geschichte

### Vorgeschichte

#### Forschungsgeschichte

Oben Mejers Karte von 1652 mit fünf (Grab-)Hügeln auf dem Oberland, unten Mejers Vorstellung eines alten Helgolands

Zur Vorgeschichte Helgolands werden seit vielen Jahrhunderten Thesen aufgestellt: Im 17. Jahrhundert wurde zunächst eine frühere Größe der Insel postuliert. Hintergrund dieser Thesen war das Interesse des dänischen Königs, die Zugehörigkeit der Insel zu Schleswig zu beweisen. Johannes Mejer zeichnete 1652 die Karte eines großen Helgolands. Die Insel wurde schon 1631 von Johann Isaak Pontanus als Herthainsel, als germanisches Zentralheiligtum, angesehen. Dazu kamen schon in dieser Zeit Überlegungen, Helgoland als die antike Bernsteininsel zu sehen.
Zu Grabungen kam es erst in der Zeit des Tourismus. Zwei Grabhügel wurden 1845 und 1893 durch interessierte Laien freigelegt. Die Funde wurden in dieser Zeit nicht in eine Theorie einer großen Bedeutsamkeit der Insel in vorgeschichtlicher Zeit eingeordnet. Sie wurden in den Museen vergessen oder gingen verloren.
Emphatisch wurde die Vorgeschichte wieder in der völkischen Bewegung betrachtet, zum Beispiel von Heinrich Pudor.
Nach der Sprengung von Bunkeranlagen auf Helgoland wurde in den 1950er Jahren in Aufnahme völkischer Ideen von Jürgen Spanuth die Insel mit Atlantis gleichgesetzt. Grabungen auf der Insel waren nun nicht mehr denkbar.
Trotz der äußerst prekären Quellenlage werden weiter Hypothesen und Theorien gerade von archäologischen Laien aufgenommen und entwickelt. Dazu gehört die noch heute diskutierte und nicht durch Funde belegbare Theorie eines bronzezeitlichen Kupferabbaus. Die These eines Handels mit Helgoländer rotem Feuerstein scheint durch Funde auf dem Festland belegbar zu sein, auch sie wird besonders von Laien gerne unterstützt. Alte Theorien, die schon im 19. Jahrhundert oft widerlegt wurden, wurden immer wieder neu aufgenommen, so etwa von Heike Grahn-Hoek (siehe Abschnitt Literatur). Repräsentant einer kritischen Tradition ist der Heimatforscher Albert Panten; im 19. Jahrhundert waren es unter anderen der Historiker Johann Martin Lappenberg und der Publizist Friedrich Oetker. Zu den wenigen Fachleuten gehört der Archäologe Claus Ahrens.
Dennoch wird auch heute noch die Insel als Zentrum für Kupferabbau, auch als Bernsteininsel und zentrales germanisches Heiligtum vorgestellt. In seriösen Aufsätzen wird dabei immer der Konjunktiv benutzt.

#### Vorgeschichtliche Funde

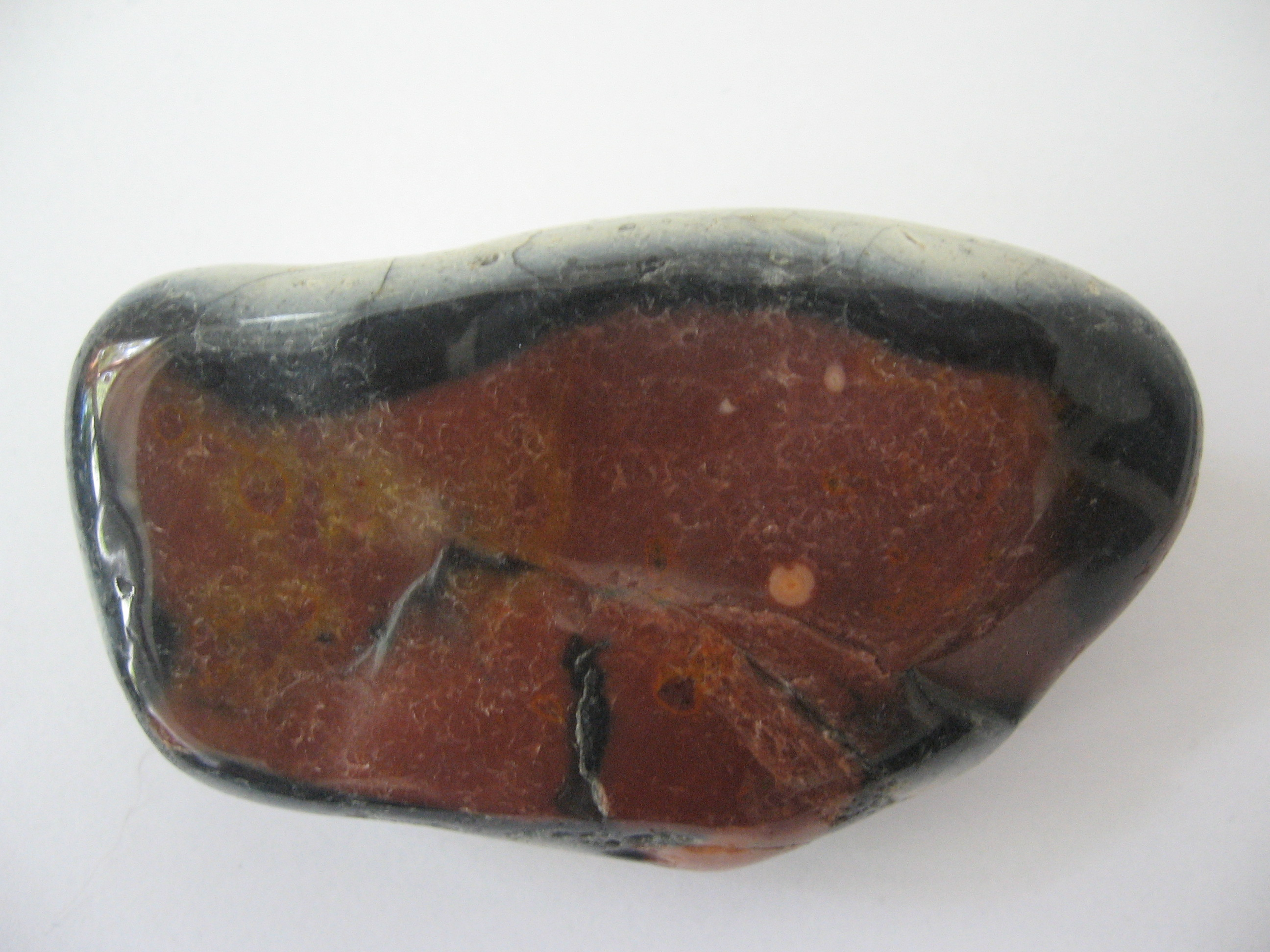
Helgoländer Feuerstein (roter Feuerstein; poliert)

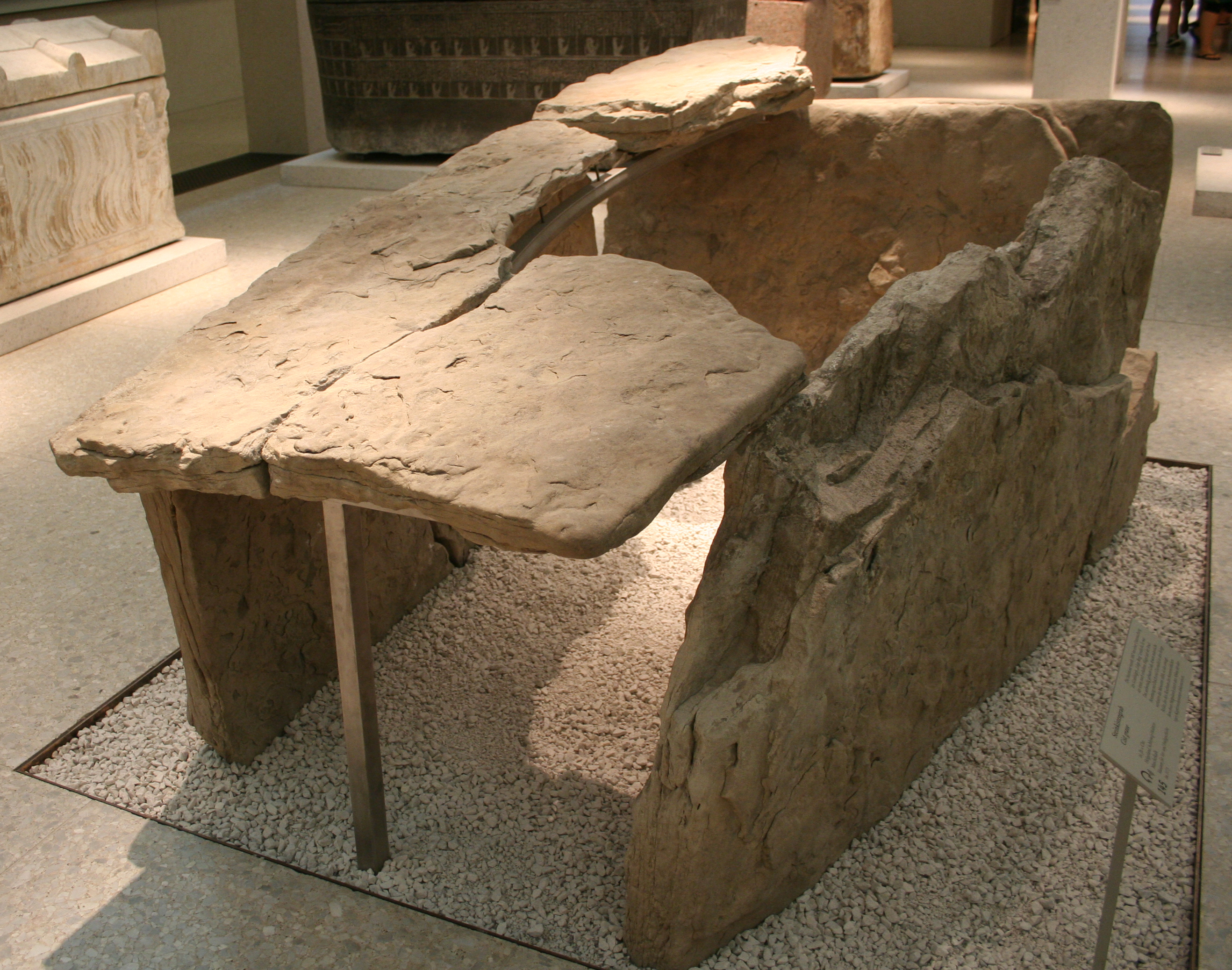
Steinkiste von Helgoland im Neuen Museum in Berlin

Auf Helgoland konnten im 19. Jahrhundert vier Hügel identifiziert werden, von denen drei eindeutig Hügelgräber aus der Bronzezeit waren. Im 17. Jahrhundert waren noch acht bekannt und in Karten mit Namen bezeichnet. Claus Ahrens vermutet, dass es in dieser Zeit aber insgesamt noch dreizehn Hügel gab. Auch weitere kann man vermuten, die auf Teilen des Oberlandes standen, die schon in den Jahrhunderten davor durch Felsabbruch verloren gingen. Am Moderberg wurde 1845 von dem Seebadgründer Jacob Andresen Siemens ein Steinkistengrab freigelegt; von den Funden gibt es heute Reste im Historischen Museum der Universität Lund (LUHM) in Schweden. Ob auf dem Flaggenberg ein Grabhügel war, ist nicht gesichert. Der Kleine Berg (nicht auf der Mejerschen Karte, aber südlich des Bredebergs mit der alten Feuerblüse) wurde von Otto Olshausen ausgegraben. Er fand hier die Steinkiste von Helgoland, die seit 2009 wieder im Museum für Vor- und Frühgeschichte, einem Teil des Neuen Museums, in Berlin ausgestellt ist. Eine Replik befindet sich vor dem Museum Helgoland. Die letzten Hügel sind alle durch die Festungsarbeiten der kaiserlichen Marine verschwunden. Auch durch diese Arbeiten kam es zu einigen Zufallsfunden, die Ahrens in seinem Aufsatz beschreibt. Nach ihm wurden zuletzt noch 1961 im Bauschutt in der Nähe der Vogelwarte vorgeschichtliche Funde gemacht.
Für die Diskussion wichtig sind auch die Funde aus Helgoländer Feuerstein auf dem angrenzenden Festland. Bis zu 300 km im heutigen Binnenland von Deutschland, den Niederlanden und Dänemark finden sich Artefakte aus dem roten Feuerstein von Helgoland. Wohn- oder Rastplätze der frühen Kulturen mit Fundstücken auf dem Festland konnten altersmäßig zugeordnet werden. Die Funde von Kupferscheiben hingegen stammen unumstritten aus dem Mittelalter.

#### Meeresanstieg
Im Mesolithikum, der Mittelsteinzeit, etwa vor 11.600 Jahren bis 7.500 Jahren, wurde Helgoland langsam durch den Meeresanstieg zur Insel (siehe Doggerland). Dabei könnte in der südlichen Nordsee eine Vielzahl von großen und kleinen Inseln entstanden sein, die untereinander, aber auch vom Festland, erreichbar gewesen sein könnten. Die meisten dieser Inseln wären dann bei weiter steigendem Meeresspiegel untergegangen.
Durch die Funde ist eine vorgeschichtliche Besiedlung der Insel seit dem Neolithikum (Jungsteinzeit) belegt. Ob die Besiedlung kontinuierlich war, ist allerdings nicht beweisbar. Das Neolithikum ist gekennzeichnet durch den Übergang auf sesshafte Besiedlungsformen. Es wurden Plankenboote entwickelt, die gerudert wurden und bei entsprechender Wetterlage den Verkehr zwischen dem Festland und der Insel ermöglichten.
Nach der These von der Einmaligkeit des Helgoländer Feuersteins folgt, dass auch für diese Zeit ein lebhafter Warenaustausch bzw. Handel mit Halbfertig- und Fertigprodukten aus Helgoländer Feuerstein stattgefunden hat. Seit der Zeit der Trichterbecherkultur im Mittelneolithikum (dem mittleren Abschnitt der Jungsteinzeit) und „im Laufe der Bronzezeit bis in die mittlere Vorrömische Eisenzeit wurden in großem Umfang Artefakte aus Helgoländer Feuerstein hergestellt und von der Insel exportiert“, berichtet der Archäologe Jaap Beuker. Die These der Einmaligkeit des roten Feuersteins wird aber auch kritisiert.

### Antike
Aus der Antike sind nur wenige Nachrichten über Nordeuropa überliefert worden. Aber in der Naturgeschichte Plinius’ des Älteren wird mehrfach der heute nicht mehr erhaltene Reisebericht des Pytheas von Massilia (um 325 v. Chr.) zitiert. Eine Textstelle wird von manchen Autoren auf Helgoland bezogen, was allerdings sehr umstritten ist.

„Pytheas gibt an, ein germanisches Volk, die Guionen [oder Gutonen, je nach Abschrift des Textes von Plinius], wohne an einer Versumpfung des Ozeans, … eine Tagesreise von da liege die Insel ‚Abalus‘; dorthin werde der Bernstein im Frühling von den Wellen getrieben und sei eigentlich eine geronnene Ausscheidung der See; die Anwohner gebrauchten ihn statt Holz zum Feuer und verkauften ihn an die benachbarten Teutonen. Timaeus stimmt ihm darin bei, nennt aber die Insel ‚Basileia‘.“

Weitere Hinweise auf Literatur der Antike wurden schon seit dem 16. Jahrhundert geliefert, von Friedrich Oetker aber schon kritisch diskutiert, von Spanuth oder Grahn-Hoek (siehe unten Literatur) dagegen positiv aufgenommen. Es ging immer darum, allein durch alte Quellen eine besondere Bedeutsamkeit der Insel festzustellen.

### Mittelalter

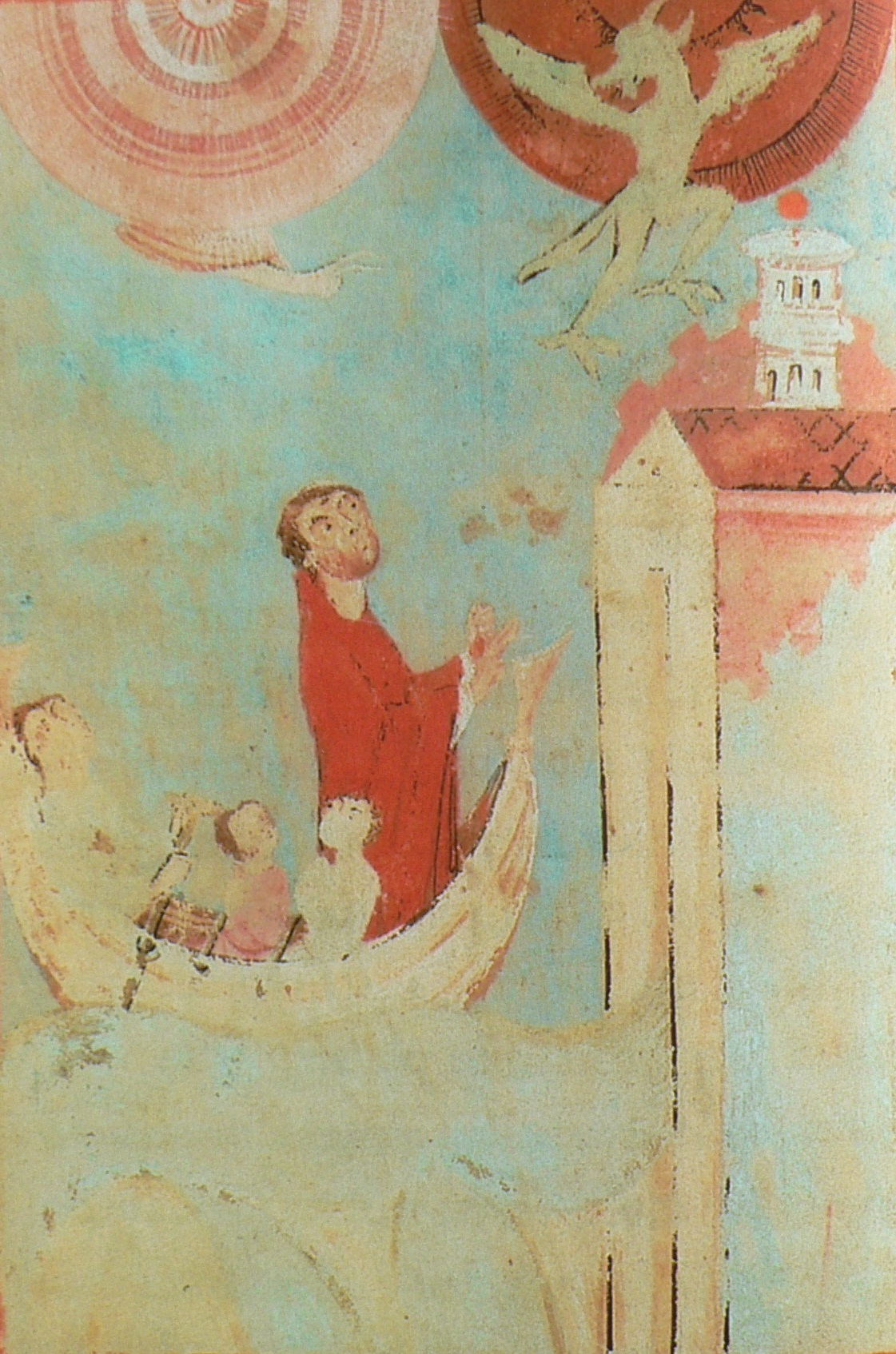
Heiliger Liudger bei der Überfahrt nach Helgoland; Buchmalerei aus der Vita secunda Liudgeri (11. Jahrhundert)

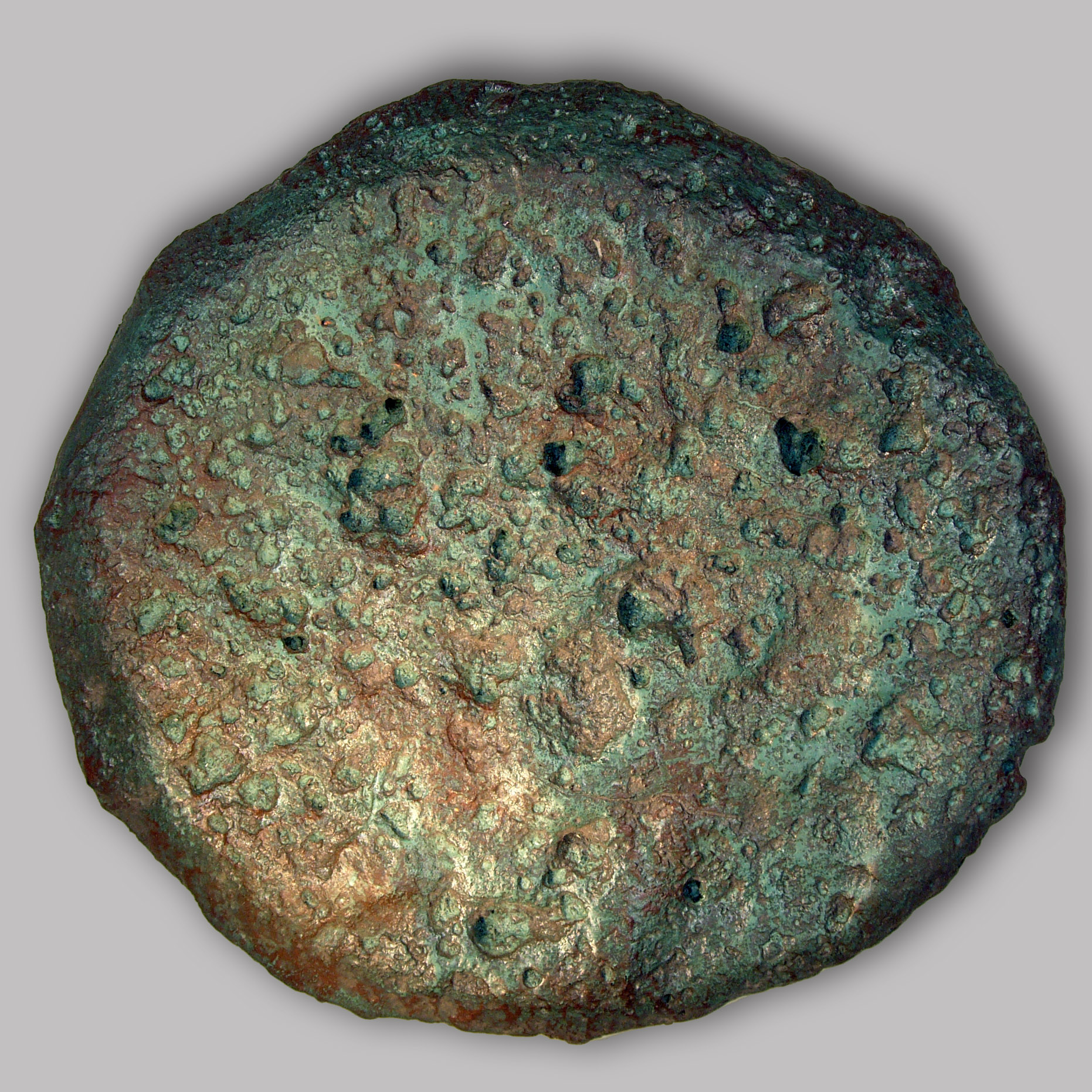
Mittelalterliche Kupferscheibe

Für das frühe Mittelalter gibt es als Quellen nur historisch wenig zuverlässige Heiligenlegenden. Um 800 schrieb Alkuin über einen Aufenthalt des Friesenherrschers Radbod auf Helgoland in der Heiligenlegende des Bischofs Willibrord von Utrecht. Willibrord versuchte danach zwischen 690 und 714 vergeblich, die Helgoländer Friesen zu missionieren. Die Christianisierung gelang erst 100 Jahre später durch Bischof Liudger von Münster. Nach seiner Heiligenlegende soll er alle Heiligtümer Fosites vernichtet und den Helgoländer Häuptlingssohn Landicius zum Priester geweiht haben. Kunde vom frühmittelalterlichen Heiligland gibt auch Adam von Bremen in seiner Chronik Gesta Hammaburgensis ecclesiae pontificum. In den Scholien dazu wird der frühere Name unter Bezug auf Willibrord als „Fosetisland“, der aktuelle Name aber als „Farria“ bezeichnet, was auf eine Verwechslung mit den Färöern hinweisen kann.
Bei allen frühen Quellen ist umstritten, ob sie sich auf Helgoland beziehen.
Wie das übrige Nordfriesland stand Helgoland im 12. und 13. Jahrhundert unter der dänischen Krone und galt ab dem 14. Jahrhundert als dänisch. Der in dänischen Diensten stehende Amtmann und Kaperkapitän Waldemar Zappy wirkte Ende des 14. Jahrhunderts auf Helgoland. Nicht nachweisbar ist hingegen ein Aufenthalt Klaus Störtebekers auf der Insel, obwohl er 1401 bei Helgoland gefangen worden sein soll. Erst mit dem Aufkommen der Seebadliteratur wird die Insel mit seinem Namen verbunden. Noch heute wird mit dem – allerdings nicht belegbaren – Begriff „Seeräubernest“ für die Insel geworben.
Helgoland war im Spätmittelalter als Fanggebiet von Heringen bekannt. Während der Blütezeit des Heringsfangs Ende des 15. Jahrhunderts versuchten die Hansestädte Bremen und Hamburg Besitzansprüche auf die Insel geltend zu machen. Eine schriftliche Quelle aus der Hansezeit berichtet von dem Verlust einer Schiffsladung Kupfer 1409 bei Helgoland. Kupferscheiben wurden noch nach dem Zweiten Weltkrieg in der Nähe der Insel gefunden und in das Mittelalter datiert. Im Rahmen einer Analyse von 1978 wurde vermutet, dass das Kupfer von Helgoland stammt, was zu vielen Theorien (siehe Vorgeschichte) führte. Eine weitere Analyse von 1999 legte das Gegenteil nahe.

### Frühe Neuzeit
Helgoland wurde bei der Landesteilung 1544 zunächst vergessen, kam dann aber letztlich zum Herzog von Schleswig-Holstein-Gottorf und gehörte – mit einem dänischen Zwischenspiel in den Jahren 1684–1689 – bis 1714/21 zu den gottorfischen Anteilen im Herzogtum Schleswig. Es hatte den Status einer Landschaft mit einem hohen Grad an Selbstverwaltung.
Die Heringsfänge waren deutlich zurückgegangen.
Im Jahr 1542 ließ sich der Dithmarscher Pirat Peter Wiben auf der Insel nieder; er wurde dort 1545 von einer Truppe aus Dithmarschen erschossen. Wichtig waren die Schifffahrt, die Fischerei und auch das Lotsenwesen, das sich ab dieser Zeit entwickelte. Für die Strandungen auf der Insel gab es ein eigenes Recht. Schon in der zweiten Hälfte des 16. Jahrhunderts unterhielt Herzog Adolf I. von Schleswig-Holstein-Gottorf eine kleine ständige militärische Besatzung.

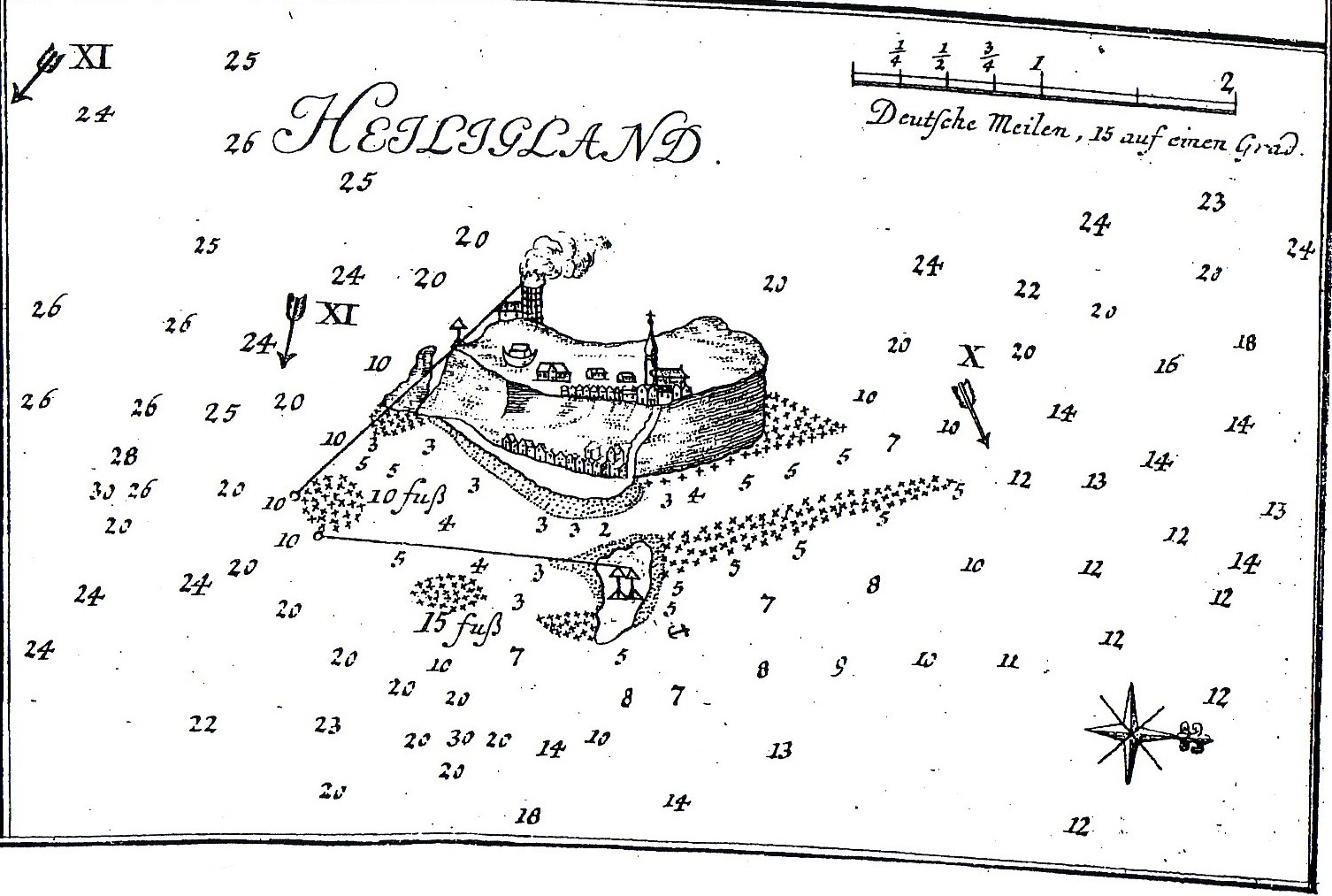
Helgoland nach Abtrennung der Düne (1757)

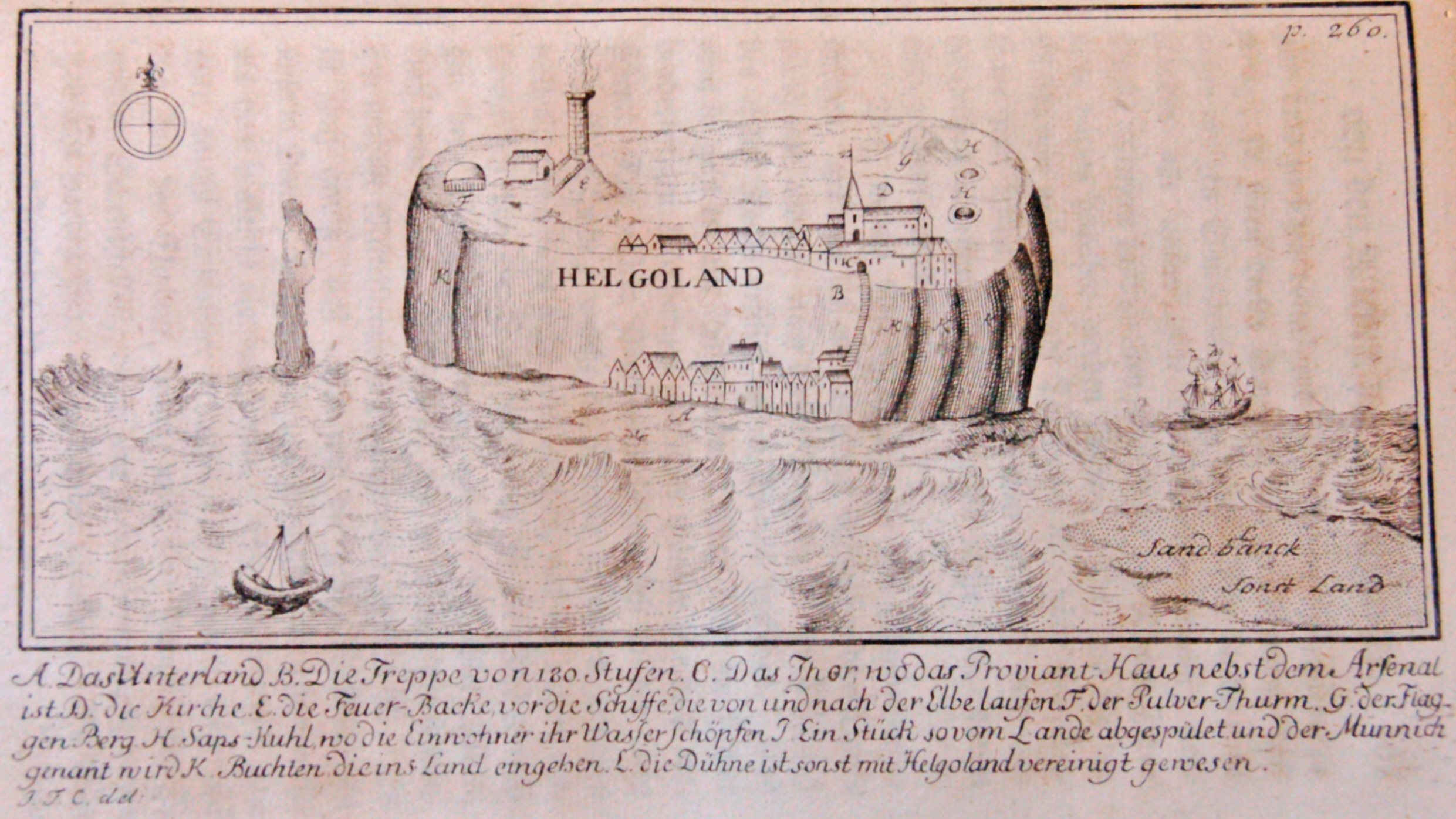
Zeichnung von Johann Friedrich Camerer (1758)

1630 wurde von Hamburg das erste Leuchtfeuer (Feuerblüse) auf der Insel gebaut. 1656 ist das erste Lotsenexamen auf Helgoland nachweisbar. 1686 musste die 1609 errichtete Kirche neugebaut werden; erst 1706 wurde der Kirchturm fertig. Dänemark besetzte 1684 die schleswig-gottorfische Insel Helgoland, musste sie aber bald wieder zurückgeben. 1709 wurde ein neues Kommandantenhaus errichtet.
Das Teilherzogtum Schleswig-Holstein-Gottorf wurde nach dem Großen Nordischen Krieg (1700–1721) auf seine holsteinischen Landesteile reduziert; es musste seine schleswigschen Besitzungen aufgeben. Helgoland wurde schon 1714 von dänischen Truppen erobert und gehörte von da an zum weitgehend einheitlichen Herzogtum Schleswig unter dänischer Krone. Die Neujahrsflut 1721 zerstörte den Woal, die Landzunge zwischen dem roten Buntsandsteinfelsen der Hauptinsel und dem östlich gelegenen Witte Kliff, einem Kalkfelsen, dessen Abtragung durch die Nordsee aufgrund des dort bis ins 17. Jahrhundert betriebenen Steinbruchs beschleunigt wurde. Über den verbliebenen Klippen bildete sich die heute für den Badebetrieb genutzte Düneninsel. Erst 1723 wurde ein Bollwerk zum Schutz des Unterlands am Nordoststrand gebaut. Die Insel geriet politisch in Vergessenheit.
Gegen Ende der dänischen Zeit wurde die Insel von Naturforschern besucht; Georg Christoph Lichtenberg machte 1773 eine Reise und berichtete viel und begeistert, im September 1790 folgte Alexander von Humboldt. Seit der Mitte des 18. Jahrhunderts hatte Helgoland in der gelehrten Öffentlichkeit Interesse gefunden; Besuche waren aber noch sehr selten und abenteuerlich.

### Britische Kronkolonie 1807–1890
In der britischen Zeit wurde Helgoland zum führenden Seebad und „Sehnsuchtsort“ der Deutschen.

#### Gouverneur William Osborne Hamilton 1808–1815
Im Verlauf der Auseinandersetzungen zwischen Dänemark und Großbritannien in den Napoleonischen Kriegen besetzten am 5. September 1807 britische Truppen die Insel. Die dänische Garnison feuerte dabei keinen einzigen Schuss ab. In der Kapitulationsurkunde sicherten die Briten zu, dass die innere Selbstverwaltung der Insel unverändert bestehen bleiben und ihre Bewohner nicht zum Dienst in der Kriegsmarine des Landes verpflichtet werden sollten. Die Inselverwaltung bestand aus sechs Rathmännern, die acht Quartiersleute und sechzehn Landesälteste ernannten. Die Quartiersleute waren für öffentliche Aufgaben auf jeweils einem Teil der Insel zuständig. Die Landesältesten fungierten als Helfer und Vertreter der Quartiersleute. Die Rathmänner, Quartiersleute und Landesälteste bildeten als Vorsteherschaft den Rat der Insel. Grund der Besetzung war die Kontinentalsperre, die 1806 von Napoleon gegen das Vereinigte Königreich verfügt worden war und in die 1807 auch Dänemark einbezogen wurde. Helgoland wurde als Kronkolonie in das Vereinigte Königreich Großbritannien und Irland eingegliedert.
Der erste Gouverneur wurde Corbet James D’Auvergne, der aber schon im Februar 1808 sein Amt an William Osborne Hamilton (1750–1818) übergab.
Helgoland entwickelte sich seit Anfang 1808 zu einem lebhaften Schmuggelplatz; die Insel übernahm gewissermaßen die Funktion Hamburgs als Überseehafen. Viele Hamburger und britische Kaufleute hatten Vertretungen auf Helgoland. Bis zu 400 Schiffe liefen täglich die Insel an. Die Helgoländer Lotsen kannten die Wege zum Festland gut. In Richtung Kontinentaleuropa wurden vor allem Kolonialwaren und Fertiggüter geschmuggelt. Auf dem umgekehrten Weg wurden vor allem Agrargüter umgeschlagen. Die britische Regierung schätzte den Wert der Waren, die im ersten Halbjahr 1809 von Großbritannien über Helgoland auf den Kontinent ausgeführt wurden, auf rund fünf Millionen Pfund.
Dazu war die Insel erster Anwerbungsort für die King’s German Legion; ein Hauptorganisator war Friedrich von der Decken. Über 2000 meist zuvor hannoversche Soldaten gingen über Helgoland nach England. Die Schwarze Schar des Herzogs Friedrich Wilhelm von Braunschweig rettete sich 1809 komplett über Helgoland nach England. Dazu residierte auf der Insel Edward Nicholas (1779–1828), der die Geheimdienstaktivitäten kontrollierte. Über Helgoland liefen viele Nachrichten zwischen England und dem Kontinent; Spione, Gegner Napoleons und Propagandaschriften wurden auf das Festland eingeschleust sowie Waffen an Widerstandsbewegungen geliefert. Im Verlauf des Jahres 1809 lagerten rund 50.000 Schusswaffen auf der Insel. Umgekehrt bildete Helgoland einen ersten Anlaufpunkt für Flüchtlinge aus dem napoleonischen Europa, darunter August Neidhardt von Gneisenau und Gustav IV. Adolf von Schweden. Der Schmuggel, der letztlich meist von Helgoländer Fischern gegen Bezahlung durch die Händler durchgeführt wurde, die zunehmende Tätigkeit als Schauerleute sowie die Unterbringung von Händlern und anderen ausländischen Besuchern führten zu erheblich wachsendem Wohlstand. Zwischen 1807 und 1810 verzehnfachten sich die Preise für Wohnhäuser. Von 1810 an begannen diese Aktivitäten aber nachzulassen, da Großbritannien durch seine militärischen Erfolge in Portugal und Spanien und über Geheimdienstaktivitäten in den Niederlanden einen verstärkten Zugriff auf den Kontinent erhielt.
Das Ende der Kontinentalsperre führte zu einem wirtschaftlichen Niedergang und Bedeutungslosigkeit. Schmuggel fand nicht mehr statt und die Lotsendienste wurden vor allem von Hamburgern und Bremern erbracht. Derweil war die traditionelle Fischerei auf Helgoland in den Jahren zuvor wegen lukrativerer anderer Verdienstmöglichkeiten niedergegangen und konnte nur mit Mühe wiederbelebt werden. Der Niedergang war wohl auch ein Auslöser dafür, dass 1811 81 Kaufleute eine Petition an die britische Regierung richteten, in der sie eine schlechte Rechtspflege bemängelten. Hamilton ging gegen diesen – aus seiner Sicht – Akt der Verschwörung vor und ließ einen der Rädelsführer für drei Wochen unter Hausarrest nehmen. 1816 wurde Hamilton deshalb von einem britischen Gericht zu einer Geldstrafe verurteilt. Die britische Regierung lehnte eine finanzielle Unterstützung des Auslandsterritoriums ab. Private und kirchliche Sammlungen in Großbritannien erbrachten 1815 aber einen rund 1000 Pfund starken Nothilfefonds für Arme auf Helgoland.
Im Kieler Frieden vom 14. Januar 1814 verblieb Helgoland bei den Briten als eine ihrer wenigen Erwerbungen.

#### Gouverneur Henry King 1815–1840

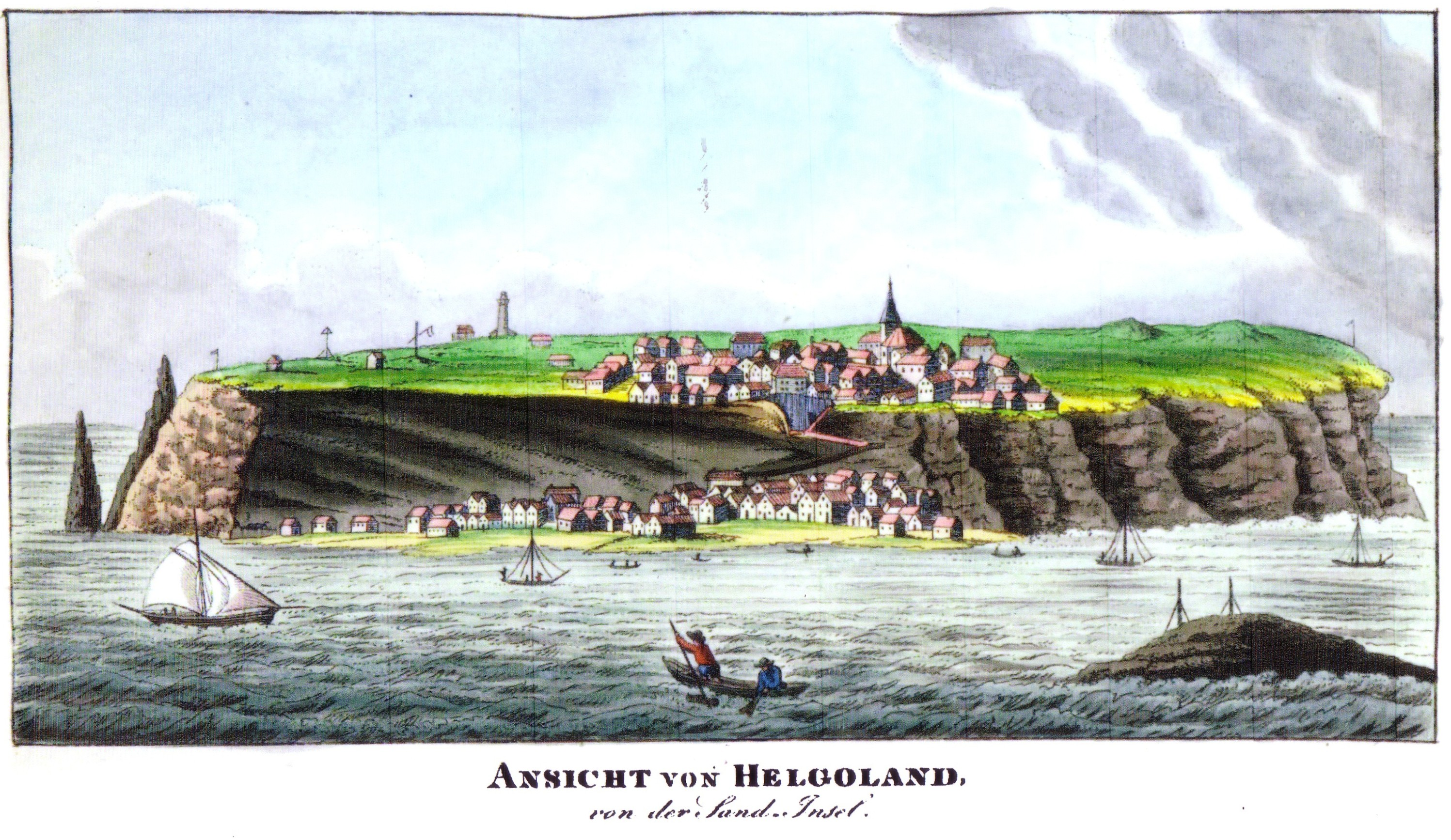
Blick von der Düne, aus: Friedrich von der Decken: Philosophisch-historisch-geographische Untersuchungen über die Insel Helgoland oder Heiligeland und ihre Bewohner. Hannover 1826.

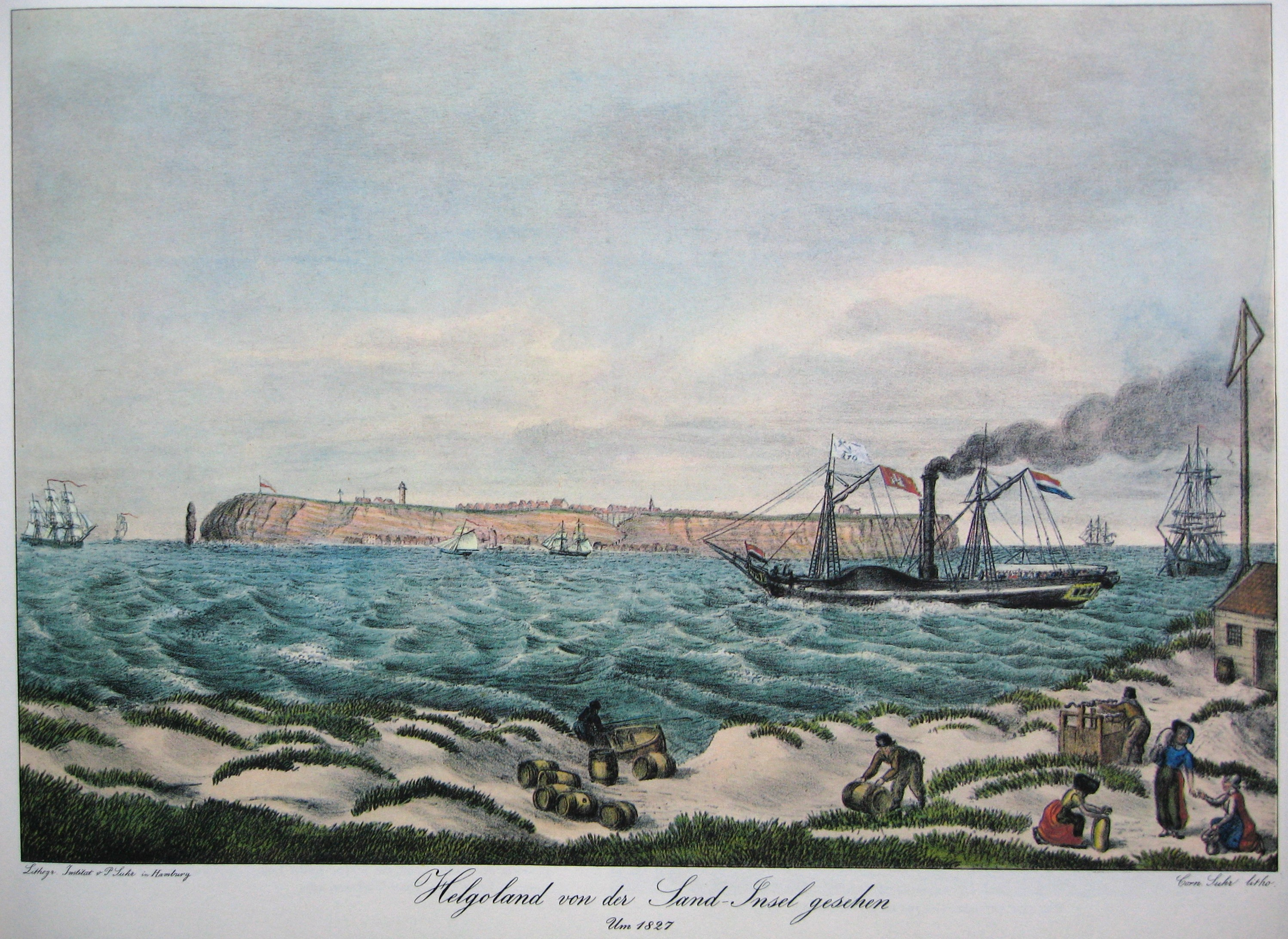
Lithographie von Cornelius Suhr (1827)

Unter Henry King verließen zu seinem Bedauern 1821 die letzten britischen Truppen die Insel. Er musste sich jetzt allein auf seine persönliche Autorität verlassen, was ihm aber gelang. Um der Armut zu begegnen, gründete Jacob Andresen Siemens 1826 nach dem Vorbild von Norderney das Seebad Helgoland. Der Durchbruch des Seebads kam 1829, als ein Kongress der Gesellschaft Deutscher Naturforscher und Ärzte in Hamburg eine Exkursion nach Helgoland unternahm. Teilnehmer waren Justus von Liebig und Adelbert von Chamisso; gerne dabei gewesen wäre auch Achim von Arnim; Goethe las mit Interesse die Berichte von der Exkursion. Ein eindrückliches Erlebnis war für die Gäste bereits die Fahrt mit dem Raddampfer. 1834 wurde die Treppenanlage erneuert. Es entstanden die ersten Gästehäuser am Falm und im Unterland das Gasthaus Mohr gegenüber dem Badehaus. Gegenüber dem Conversationshaus, der alten Börse der Schmuggelzeit, eröffnete eine Apotheke.

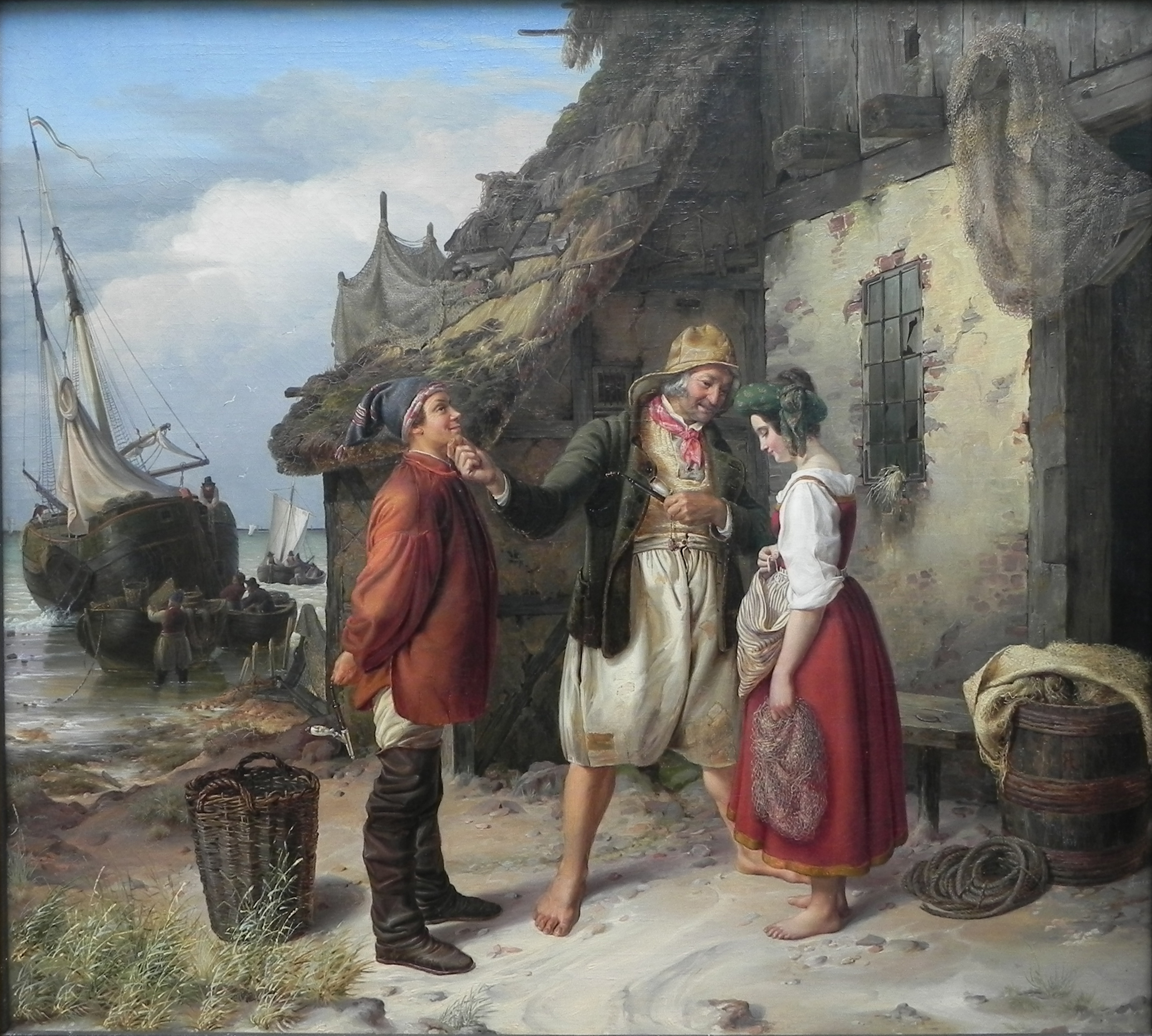
Rudolf Jordan: Heiratsantrag auf Helgoland, 1834, Altonaer Museum, Hamburg

In dieser Frühzeit der Helgolandbegeisterung malte Rudolf Jordan den Heiratsantrag auf Helgoland, der die Begeisterung für die schönen und natürlichen Helgoländerinnen deutlich machte. Das Bild erlangte eine hohe Popularität.
Der Revolutionär Harro Harring sorgte auf der Insel 1838/39 für Unruhe; auch er schrieb über Helgoland. Heinrich Heine galt im 19. Jahrhundert als der Dichter der Insel. Er hatte sie 1829 und 1830 besucht. Sein Helgoländer Tagebuch in Ludwig Börne: Eine Denkschrift von 1840 ist bis heute die bedeutendste Literatur vor Helgoländer Hintergrund. Seine späten Nordsee-Gedichte gehören auch zur Helgoland-Literatur. Im Gegensatz zu Norderney gibt es von ihm keine spöttischen Anmerkungen über Helgoland. Wichtig für die Rezeption der Insel war Ludolf Wienbargs Helgolandbuch. Der Verleger Julius Campe machte regelmäßig auf der Insel Sommerurlaub. Ab 1840 hatte Helgoland mehr Badegäste als Norderney, 1842 schon doppelt so viele. Zu den weiteren Dichtern, Schauspielern und Literaten vgl. Eckhard Wallmann: Helgoland – Eine Deutsche Kulturgeschichte (siehe unten, Abschnitt Literatur).

#### Gouverneure John Hindmarsh 1840–1856 und Richard Pattinson 1857–1863
John Hindmarsh war als Gouverneur in Südaustralien gescheitert, bevor er nach Helgoland kam. Er wie auch Richard Pattinson schafften es nicht, sich auf der Insel durchzusetzen. Gerne wurde den Gästen erzählt, dass auch ein englischer Polizist, der von Hindmarsh geholt worden war, von den Helgoländern verprügelt und unverrichteter Dinge wieder nach England zurückgeschickt worden war.
Die anarchischen Zustände lockten freiheitssuchende Gäste an. Sie gründeten 1847 ein Selbstverwaltungskomitee, das mit den Helgoländern über Preise verhandelte und Veranstaltungen organisierte. Anders als in anderen Bädern, dominierte der Adel nicht die Seebad-Gesellschaft. Auf der Insel sah man unter den Gästen wie auch den Helgoländern eine ideale Gleichheit verwirklicht. Auf der Insel wurden keinerlei Papiere kontrolliert. Die Gäste gingen auf die Jagd nach Vögeln, Seehunden und Fischen. Das Schießen wurde auch als Üben für den Barrikadenkampf gedeutet. Berichtet wurde von dem hohen Alkoholkonsum und den daraus folgenden sehr freien politischen Reden. Helgoland wurde zum Treffpunkt der Oppositionellen des Vormärz aus dem alten, nicht nur deutschsprachigen Mitteleuropa. Die österreichische Opposition war stark vertreten. Die politische Führung der Restauration in den deutschsprachigen Gebieten war sich dieser Funktion der Insel bewusst: 1844 forderte Metternich den britischen Außenminister George Hamilton-Gordon auf, das Entstehen einer liberalen deutschsprachigen Presse zu unterbinden. Die deutschen, in der Regel national eingestellten Liberalen bewerteten Helgoland zwiespältig: Einerseits erkannten sie die großen persönlichen Freiheiten im Vergleich zu den deutschen Fürstentümern an. Andererseits wurde die britische Hoheit über eine als deutsch angesehene Insel abgelehnt.

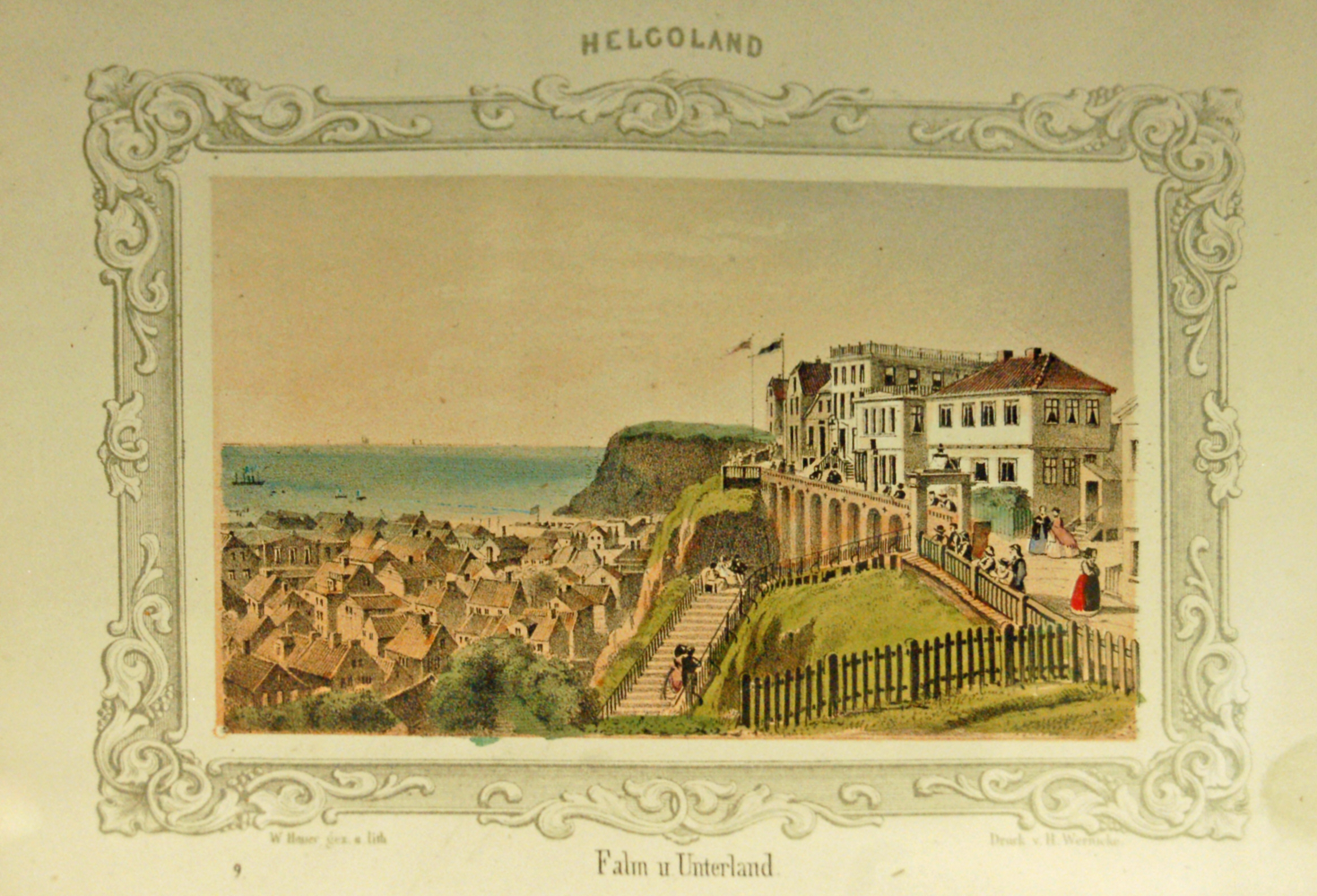
Wilhelm Heuer, Der Falm und Unterland, 1855. Heuer zeigte auf vielen Bildern das elegante Leben auf der Insel.

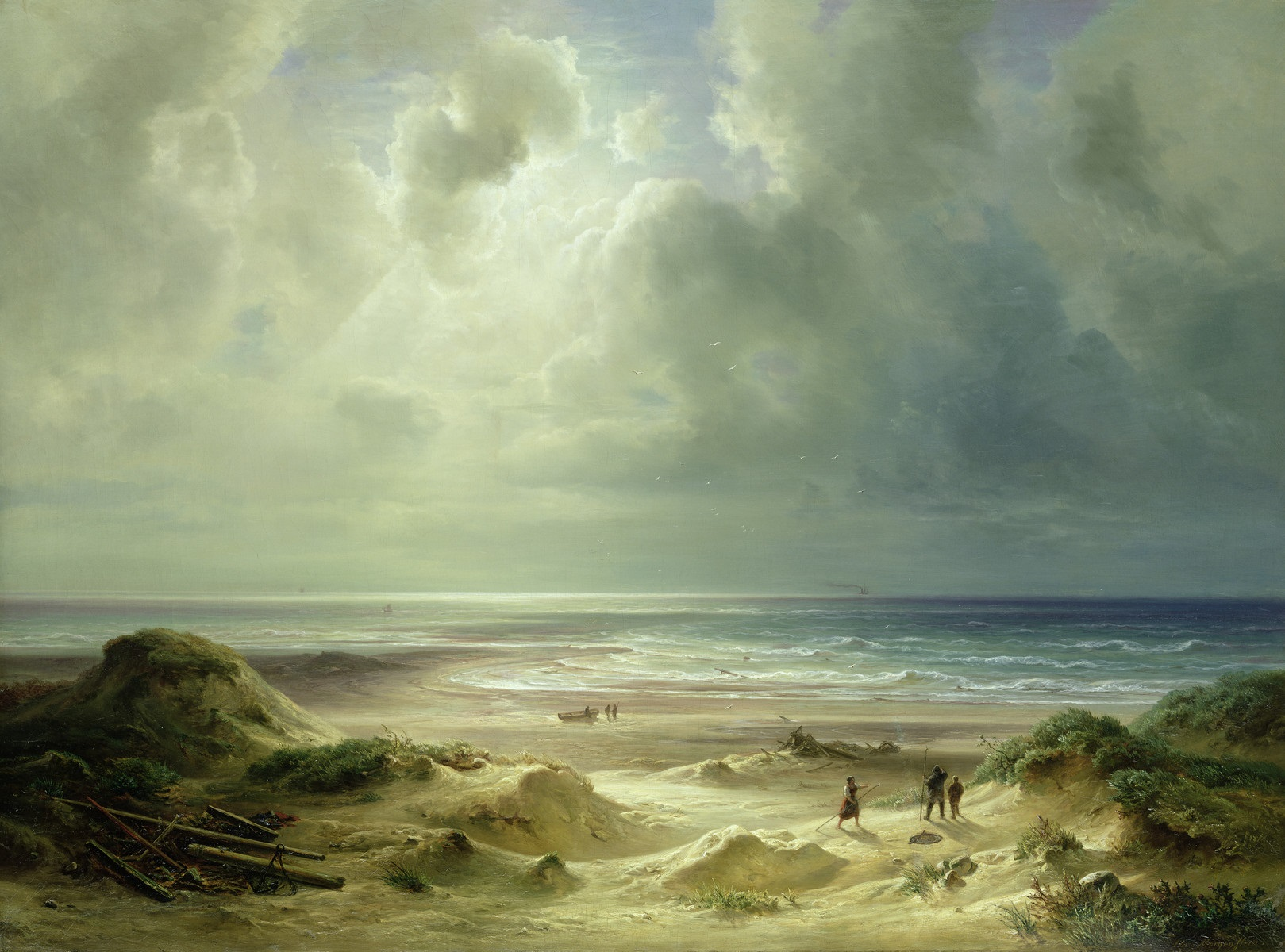
Christian Morgenstern, Die Dünen bei Helgoland, 1854, Hamburger Kunsthalle (dort im Depot)

In diesen Zusammenhang gehören auch die Besuche des Dichters Hoffmann von Fallersleben. Er dichtete während eines Ferienaufenthalts auf Helgoland am 26. August 1841 das Lied der Deutschen auf die von Joseph Haydn 1797 komponierte Hymne für den römisch-deutschen Kaiser. In der Helgoländer Urschrift gab es eine Variante zur dritten Strophe: Stoßet an und ruft einstimmig: Hoch das deutsche Vaterland! Über die Feiern mit revolutionären Reden und viel Alkohol, die ihn zu diesem Lied inspirierten, wurde in den damaligen Zeitungen als Skandal geschrieben – nicht über ihn, den damals noch wenig bekannten Germanisten.

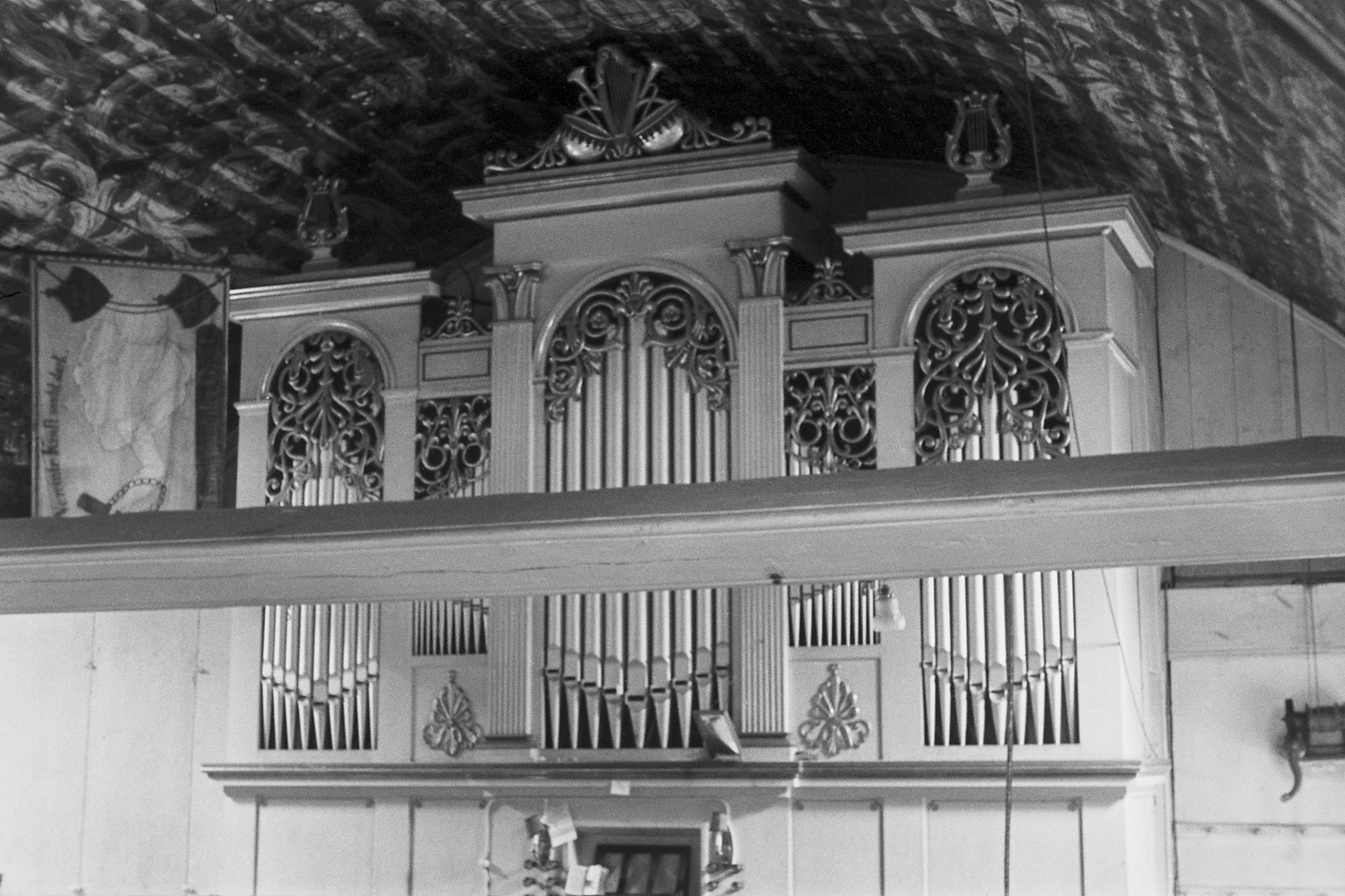
Meyer-Orgel von 1844

1844 erhielt Helgoland erstmals eine Orgel, ein wertvolles Instrument von Ernst Wilhelm Meyer & Söhne.
Einer der wichtigsten Inselgäste über Jahrzehnte war Franz Dingelstedt. Häufig besuchten auch Adolf Stahr und Fanny Lewald die Insel. Thema vieler Veröffentlichungen war die Heirat der schönen Helgoländerin Anna Mohr mit einem Grafen, angeblich dem verhassten Fürsten Felix von Lichnowsky, der sie habe sitzen gelassen.
Während der Revolution 1848/49 war die Insel ein Erholungsort für Revolutionäre; manche konnten auch von dort nach England fliehen. Vor Helgoland kam es trotz der britischen Präsenz zu einem deutsch-dänischen Seegefecht: 1849 mit Schiffen der Reichsflotte, was eine Attraktion für die Badegäste war, allerdings sonst in der deutschen Presse kaum wahrgenommen wurde.
In der Mitte des 19. Jahrhunderts erreichte die Popularität der Insel einen Höhepunkt. Nach der Revolution kam verstärkt auch der Hochadel zur Insel. Häufig zu Gast war Carl Alexander von Sachsen-Weimar-Eisenach. Einen ersten Einbruch für das Seebadleben stellte die Werbung für die englische Fremdenlegion 1855/56 dar, die im Krimkrieg kämpfen sollte. Das Oberland war mit vielen Baracken übersät.

#### Gouverneur Henry Berkeley Fitzhardinge Maxse 1863–1881

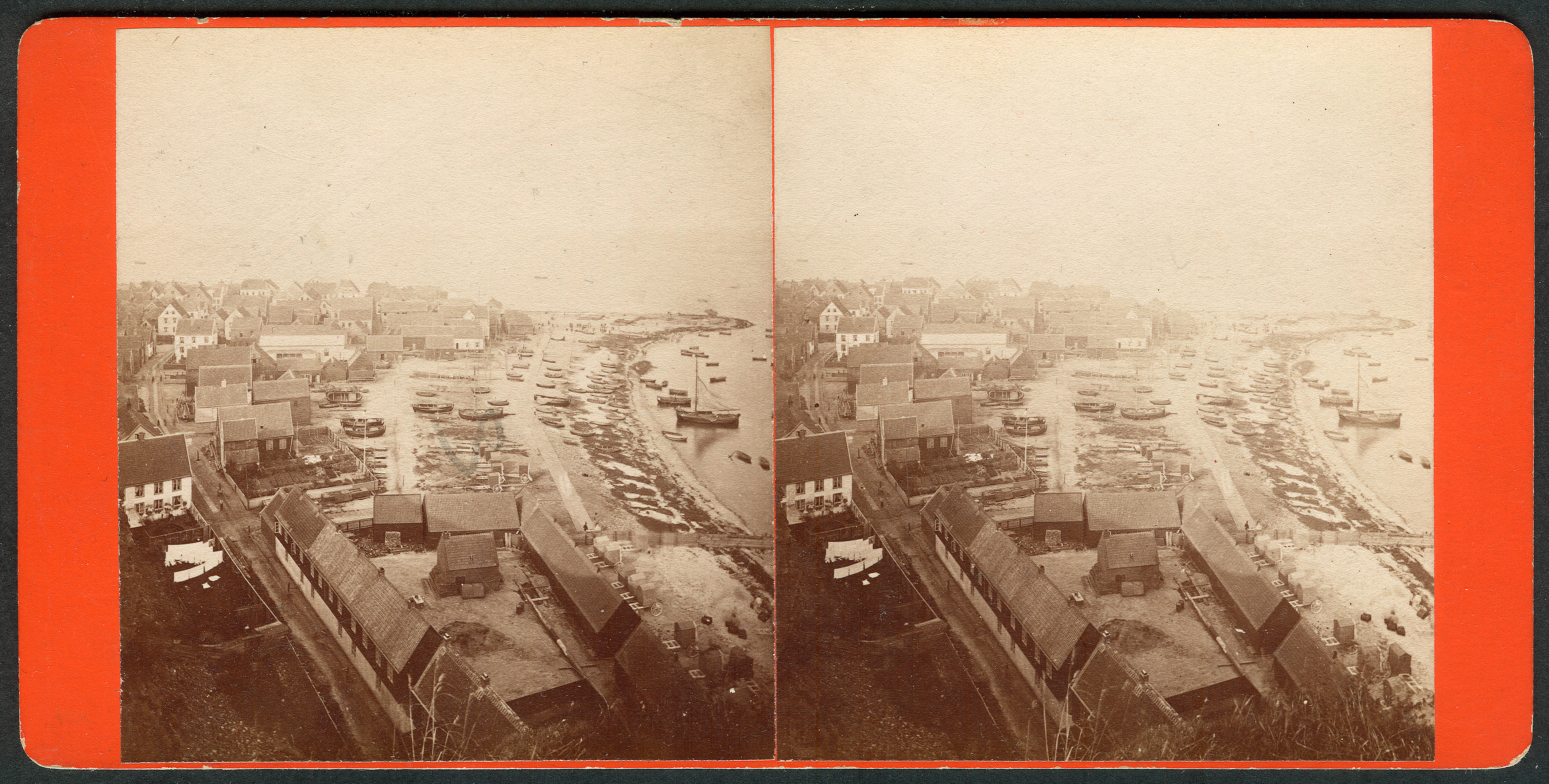
Unterland von der Südspitze: Erkennbar sind unten die Kasernen der britischen Küstenwache von 1868, daneben der Badestrand mit Badekarren (nur falls die Düne durch Sturm nicht erreichbar war), im Hintergrund das Theater; es fehlt noch die Landungsbrücke von 1869; der Südstrand ist noch reines Hafengebiet; es gibt hier keine Gästehäuser, nur eine Bretterpromenade
Stereoskopie, datiert Juli 1873 (Kaufdatum?), wahrscheinlich von 1868

Gouverneur Maxse erhielt bei seiner Einsetzung von der britischen Regierung den Auftrag, verschiedene als negativ angesehene Entwicklungen auf Helgoland zu beheben. Insbesondere handelte es sich um das verbreitete Glücksspiel, den hohen Schuldenstand der Inselverwaltung von mehr als 7000 Pfund, die Auswüchse beim Bergungswesen (die Ladung gestrandeter Schiffe wurde nach der Bergung durch die Helgoländer zu großen Teilen gestohlen; der Bergungslohn wurde frei ausgehandelt, je nach Gefahr) und die fehlende Überwachung der Vorsteherschaft durch die britische Verwaltung. 1864 kündigte Maxse an, die Rathmänner in der Vorsteherschaft um weitere sechs Repräsentanten der Inselhonoratioren sowie den Gouverneur zu ergänzen und jedes Jahr zwölf weitere Mitglieder direkt von den Bewohnern wählen zu lassen. Alle weiteren bisherigen Funktionsträger sollten nicht mehr der Vorsteherschaft angehören. Zudem verlangte er, die Spielbank nach dem Auslaufen ihres Vertrags zu schließen und Vorschriften zu Steuern und Strandgut streng durchzusetzen. Ein Großteil der Maßnahmen wurde in den folgenden Jahren umgesetzt. Dies löste erheblichen Widerstand unter den Rathmännern aus. 1866 schickte ein von ihnen angestoßenes Bürgerkomitee eine Petition zur Rücknahme von Maxses Reformen nach London. Kolonialminister Richard Temple-Nugent-Brydges-Chandos-Grenville verkündete daraufhin am 11. Juni 1867 persönlich auf Helgoland, dass alle Regelungen wie vom Gouverneur angeordnet in Kraft blieben. Die Helgoländer reagierten daraufhin am 20. Januar 1868 mit dem Beschluss eines Steuerstreiks und einer Verweigerung der Wahl der Vorsteherschaft. Der Kolonialminister suchte daraufhin am 9. April erneut die Insel auf, ernannte Maxse demonstrativ zum Ritter, löste die Inselselbstverwaltung auf und übertrug ihre Befugnisse auf den Gouverneur. Dieser konnte daraufhin ohne weitere Rücksprache per Erlass regieren. Temple-Nugent-Brydges-Chandos-Grenville setzte darüber hinaus einen Exekutivrat ein, der aber lediglich als ausführendes Organ des Gouverneurs diente. Der vereinzelte Widerstand der Insulaner, der in der festländischen Presse auch mit deutsch-nationalen Argumenten unterlegt war, erlosch schnell.
Maxse installierte eine zunächst sechs Mann starke Küstenwache mit neuer Kaserne im Unterland, um seine Autorität durchzusetzen. Die Helgoländer hatten keinerlei Mitbestimmungsrechte mehr. Das Seegefecht 1864 der preußischen und österreichischen gegen die dänische Marine wurde in der Öffentlichkeit wahrgenommen und machte die Insel in Österreich noch populärer.
Die Spielbank der Insel, die seit der Gründung des Seebads im Conversationshaus bestanden hatte, wurde 1871 geschlossen, was zu einem starken Rückgang der Besucherzahlen führte.
Um die Attraktivität der Insel zu steigern, gründete Maxse stattdessen ein Theater, dessen Intendanz er Carl Friedrich Wittmann übertrug. Maxses Frau Auguste Rudloff war eine ehemalige Schauspielerin des Wiener Burgtheaters. Beide waren Mittelpunkt des gesellschaftlichen Lebens während der Saison. In seinen ersten Jahren wurde viel gebaut, eine neue Straße wurde am Nordoststrand angelegt.
In diesen Jahren wurde Helgoland auch als Hochzeitsinsel für Gäste berühmt, vergleichbar mit Gretna Green. Paare konnten ohne Aufgebot in kurzer Frist heiraten.
Ab 1871 wurden die Stimmen in der deutschen Presse aggressiver, die Helgoland für Deutschland forderten. In diesem Zusammenhang kam erstmals die Idee eines Tauschs der Insel gegen ein koloniales Territorium auf. In der deutschen Presse wurde zunächst das zu Französisch-Indien gehörende Gebiet Pondicherry vorgeschlagen; diese Bedingung sollte Frankreich nach dem deutschen Sieg im Deutsch-Französischen Krieg diktiert werden, wozu es jedoch nicht kam. Diese und ähnliche Ideen in den folgenden Jahren wurden zudem von der britischen Regierung mehrfach zurückgewiesen.

#### Gouverneure Terence O’Brien 1881–1888 und Arthur Cecil Stuart Barkly 1888–1890
Unter Terence O’Brien entwickelte sich das Seebadleben wieder besser. Die Besucherzahlen steigerten sich von rund 4000 im Jahr 1880 auf 8320 im Jahr 1886. Damit ging eine erhebliche Besserung der wirtschaftlichen Lage der Insulaner einher. Der Haushalt der Kolonie entwickelte sich positiv. Am Südstrand entstanden neue Hotels und Pensionen. Auf der Insel weilte oft die kulturell sehr engagierte Großherzogin Sophie von Sachsen-Weimar; auch der Großherzog von Oldenburg und seine Familie gehörten zu den Stammbesuchern der Insel. Rudolf Lindau traf dort öfter Schriftsteller aus seinem Umkreis; er ließ sich im Ruhestand ganz auf der Insel nieder. Daneben gab es einen Kreis um Otto Brahm.
Gouverneur Arthur Barkly kam schon krank auf die Insel; er wurde oft von seiner Frau in seiner Arbeit vertreten. Ihre Erinnerungen mit der Trauer über die Militarisierung der Insel nach 1890 wurden gerne zitiert.

### Das deutsche Helgoland
Die deutsche Zeit ist durch den Festungsbau der Marine und den zunehmenden Massentourismus geprägt. Helgoland wurde ein Ort des Nationalstolzes.

#### Kaiserreich

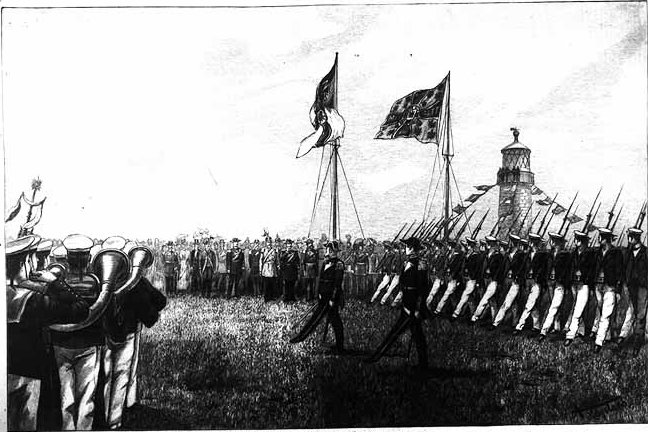
Parade zur Abtretung Helgolands an Deutschland am 10. August 1890

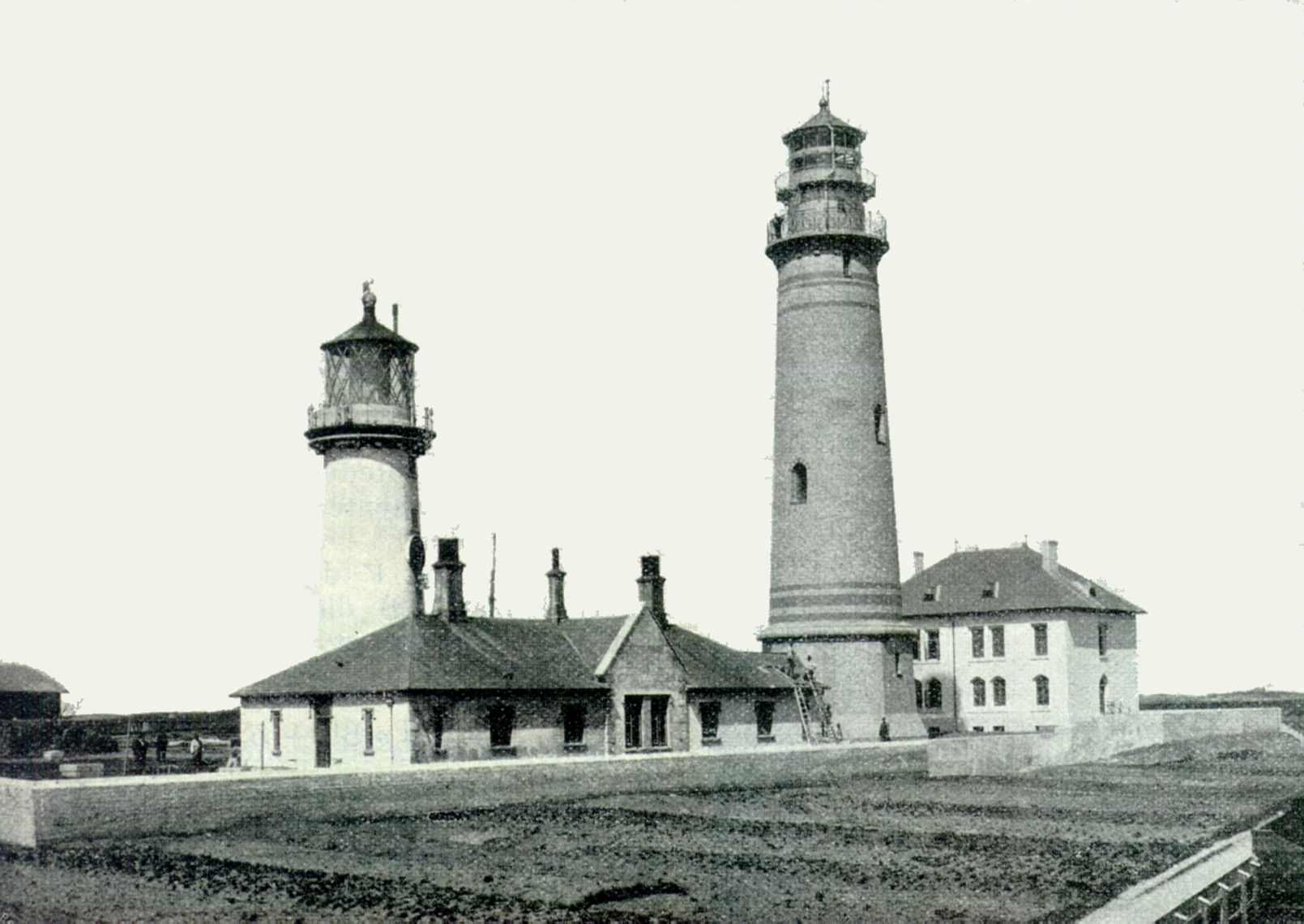
Der 1902 neu errichtete Leuchtturm (rechts) neben seinem Vorgänger, der kurze Zeit später abgetragen wurde

Am 1. Juli 1890 ging Helgoland durch den Vertrag zwischen dem Deutschen Reich und dem Vereinigten Königreich über die Kolonien und Helgoland an ersteres über und wurde dem Königreich Preußen zugeschlagen. Strategischer Hintergrund war aus deutscher und preußischer Sicht der im Bau befindliche Nord-Ostsee-Kanal. Dieser ermöglichte einen schnellen Wechsel von Handels- und Kriegsschiffen zwischen Nord- und Ostsee ohne Umrundung der Nordspitze Dänemarks; zudem mussten sich die passierenden Schiffe im Kriegsfall so nicht mehr der Bedrohung durch feindliche Kriegsschiffe und dänische Küstenartillerie aussetzen. Helgoland als britischer Beobachtungs- und möglicherweise Militärposten in der westlichen Kanaleinfahrt schmälerte dessen Wert. Aus britischer Sicht waren der Tausch gegen die inzwischen in den Blickpunkt gerückte ostafrikanische Insel Sansibar und Grenzvereinbarungen in Westafrika attraktiver als andere mögliche Abschlüsse, da sich dadurch die Möglichkeit zur Bereinigung von Territorialkonflikten mit dem Deutschen Reich in dieser Region bot. Königin Victoria stimmte trotz zuvor ablehnender Äußerungen am 12. Juni 1890 dem von Premierminister Lord Salisbury propagierten Tausch zu.
Die offizielle Übergabe Helgolands fand am 9. August 1890 statt; daran nahmen von deutscher Seite Karl Heinrich von Boetticher (Staatssekretär im Reichsamt des Innern) und von englischer Seite Gouverneur Barkly teil. Organisiert wurde die Übergabe durch Adolf Wermuth, beraten wurden beide Seiten von Rudolf Lindau. Aus Gründen des Protokolls betrat Kaiser Wilhelm II. die Insel erst am 10. August – zur direkten Übergabe fehlte ihm ein britisches Staatsoberhaupt als Gegenüber. In der folgenden Übergangsperiode wurde die Verwaltung durch Erlass einem Seeoffizier mit dem Titel „Gouverneur von Helgoland“ (Kapitän zur See Wilhelm Geiseler) und einem Zivilbeamten mit dem Titel „kaiserlicher Kommissar für Helgoland“ (Adolf Wermuth) übertragen. Helgoland wurde in Bezug auf die staatliche Verwaltung dem Kreis Süderdithmarschen in der Provinz Schleswig-Holstein zugeordnet.
Durch den umgangssprachlichen Namen des Vertragswerks (Helgoland-Sansibar-Vertrag, abschätzig auch „Hosenknopfvertrag“) wurde grob vereinfacht davon gesprochen, es habe sich um einen Tausch von Sansibar gegen Helgoland gehandelt. Deutschnationale Kritiker sprachen von einem „Tausch Hose gegen Hosenknopf“ und warfen Reichskanzler Caprivi vor, nach wirtschaftlichen wie kolonialpolitischen Gesichtspunkten gescheitert zu sein. Tatsächlich war Sansibar nie deutsche Kolonie. In der britischen Öffentlichkeit und im Parlament gab es viel Zustimmung für den Tausch, aber auch Kritik und Desinteresse. Da eine verlangte Volksabstimmung nicht durchgeführt wurde, veröffentlichte die kritische Pall Mall Gazette am 25. Juni 1890 eine eigene Umfrage unter den Helgoländern, die als Ergebnis eindeutig den Wunsch nach Verbleib unter englischer Herrschaft zeigte. Vereinzelte Kritik kam auch von einigen wenigen britischen Beamten, die auf Helgoland gedient hatten.
Die mehrheitliche Meinung der englischen und der deutschen Presse und selbst beider Geheimdienste war, dass die Helgoländer mehrheitlich dagegen seien, Deutsche zu werden. Allerdings waren sie von den deutschen Badegästen wirtschaftlich abhängig. Wichtig für sie war, dass sie nach dem Vertrag weiter keine Steuern zahlen mussten, die (bis heute bestehende) Zollfreiheit 20 Jahre lang garantiert wurde und erst die nach 1890 auf Helgoland geborenen Männer wehrpflichtig wurden. Im Rahmen des Vertrages wurden Anker- und Handelsrechte für britische Fischer auf Helgoland festgeschrieben sowie das Recht aller Inselbewohner, bis zum 1. Januar 1892 die britische Staatsbürgerschaft anzunehmen. Lediglich elf Bewohner machten von dieser Möglichkeit Gebrauch. Fünf von ihnen wanderten nach England aus. 1914, zum Beginn des Ersten Weltkriegs, gab es noch zwei Bewohner der Insel mit britischer Staatsbürgerschaft. Wer englisch blieb, musste eine nicht unerhebliche Kopfsteuer von 120 Mark zahlen und galt als Fremder, der im Krisenfall ausgewiesen werden konnte. Zur Germanisierungspolitik gehörte auch die Gründung eines Kindergartens. Die Kinder sollten hier schon früher als in der Schule Deutsch statt Helgoländisch sprechen und Kaisertreue einüben.

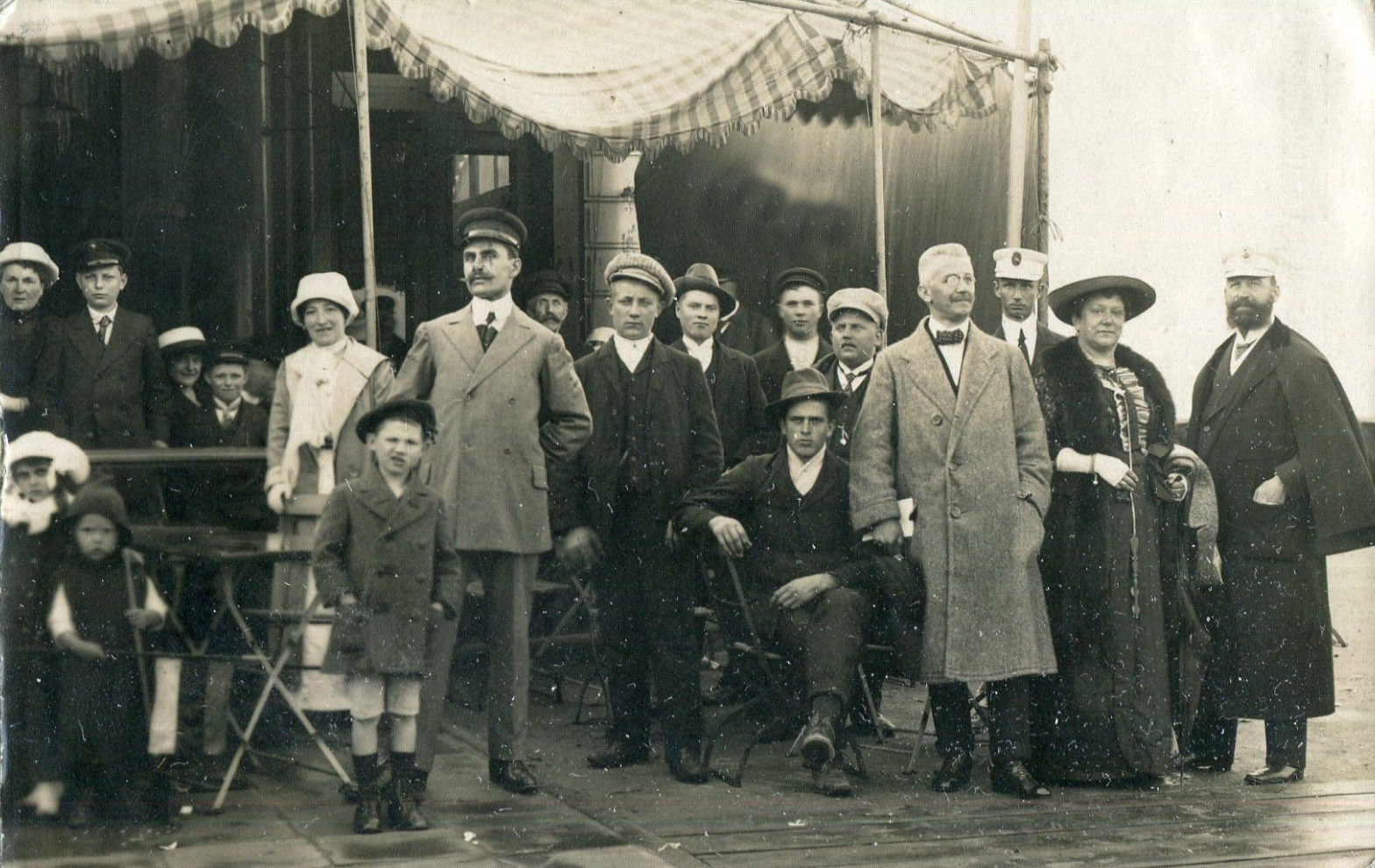
Besuchergruppe vor dem Helgoländer Konversationshaus, dem Treffpunkt der Tagesgäste, 1913

Schon bald änderten sich die Lebensverhältnisse, da immer größere Teile der Insel zu einer Seefestung wurden. Kaiser Wilhelm II. ließ Helgoland sofort zu einem Marinestützpunkt ausbauen. Wilhelm kam nahezu jährlich nach Helgoland; allerdings besuchte er primär seine Marine, äußerst selten die Helgoländer oder die Badegesellschaft. Im neuen Conversationshaus von 1891 war er nie. Die Marine wurde eine Attraktion für die Badegäste. Nicht nur vor dem Flottenmanöver des Kaisermanövers von 1904 fand eine Flottenparade vor der Insel statt.
Die Gästezahlen sanken, die wohlhabenderen Gäste kamen nicht mehr; dafür wurde Helgoland ein Ziel vieler Vereinsausflüge. Die Vereine feierten die deutsche Marine. In vielen Veröffentlichungen wurde darüber räsoniert, dass die Helgoländer den Betrieb der Festung stören würden. Außerdem galten sie als „halbe Engländer“ und damit als potentielle Verräter. Die Frage, wie lange sie noch auf der Insel bleiben könnten, lag in der Luft.
Mit der Einführung des Bürgerlichen Gesetzbuchs im Jahr 1900 verschwand auch das besondere Helgoländer Eherecht mit der Möglichkeit, schnell und ohne vorheriges Aufgebot zu heiraten („Fremdentrauung“ für 200 Mark, die sich Kirche und Gemeinde teilten). Helgoländer und Politiker hatten sich vergeblich für den Erhalt dieser (etwa von August und Frida Strindberg am 2. Mai 1893 genutzten) liberalen Tradition eingesetzt.
Das kulturelle Interesse änderte sich. Helgolandgemälde zeigten im Kaiserreich primär die Kriegsmarine. Es gab wenige Ausnahmen: In den Jahren 1901 und 1902 stellte die Malerin Elisabeth Reuter aus Lübeck im eigenen Atelier auf der Insel aus. Im Zuge der österreichischen Helgoland-Begeisterung komponierte Anton Bruckner im Jahr 1893 seine Kantate Helgoland für Männerchor und Orchester auf einen Text von August Silberstein; dieses Werk über eine gescheiterte römische Invasion erinnerte an das Seegefecht bei Helgoland von 1864. Dazu entwickelten sich im völkischen Umfeld Phantasien von einer alten heiligen Insel Helgoland, zum Beispiel bei Gorch Fock.

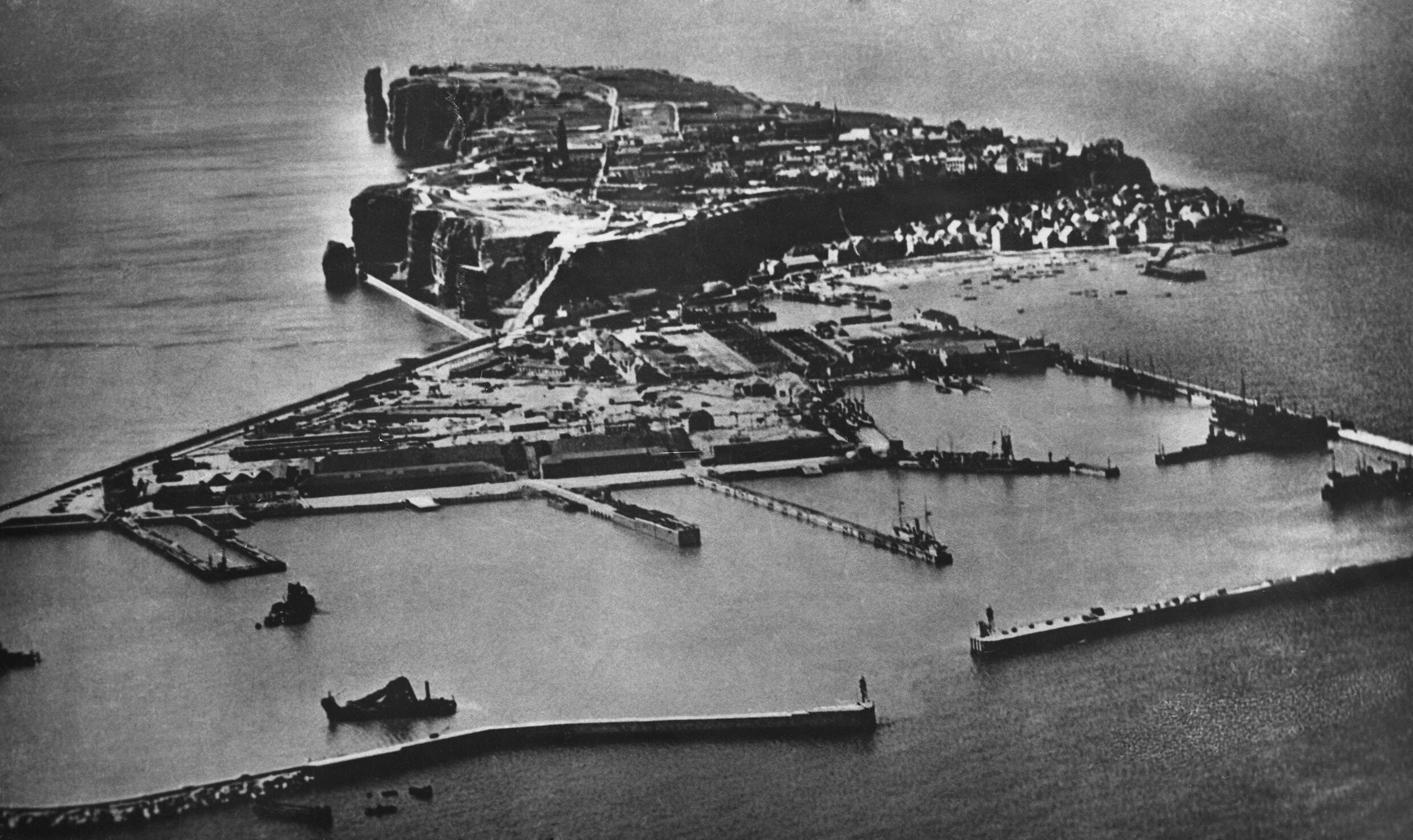
Der Südhafen wurde erst im Ersten Weltkrieg fertiggestellt.

1900 wurde auf Helgoland als erstem deutschen Seebad das Familienbad eingeführt. Männer und Frauen konnten nun zusammen baden, allerdings nicht mehr wie bis zum Ende der englischen Zeit nackt.
Ab 1908 wurde der Südhafen für die Marine gebaut. Der Tourismus litt deutlich unter den Bauarbeiten, das Oberland war schon militärisch genutzt, es gab Tunnel und unterirdische Anlagen.
Mit der kaiserlichen Erklärung des Kriegszustandes am 31. Juli 1914 bekam der Festungskommandant absolute Vollmachten auf Helgoland. In seinem Anschlag des gleichen Tages verfügte er die Ausweisung aller Gäste und wies auf sein Recht zu Verhaftungen, Hausdurchsuchungen und Waffengewalt hin. Auch kleinere Versammlungen wurden verboten. Tags darauf am 1. August wurde den Helgoländern befohlen, die Insel binnen zwölf Stunden zu verlassen. In Hamburg angekommen, war entgegen Versprechungen des Militärs keine Unterkunft organisiert, sie wurden nach einer Nacht auf den Dampfern und Landungsbrücken zunächst in den Auswandererhallen untergebracht. Entgegen der allgemeinen Annahme, der Krieg werde nur wenige Wochen dauern, konnten die Helgoländer erst 1918 wieder zurückkehren.
Im Krieg war Helgoland der Stützpunkt der 2. U-Boot-Flottille. In den Gewässern Helgolands fand 1914 das Erste Seegefecht bei Helgoland und 1917 das Zweite Seegefecht bei Helgoland statt. Beide Male kam es nicht zu einem Kampf um Helgoland oder zu einem Einsatz der Festungskanonen; die Besatzung langweilte sich hauptsächlich vier Jahre lang, was auch auf die britische Strategie der geografisch weit gefassten Seeblockade gegen das Deutsche Reich zurückzuführen ist.

#### Weimarer Republik
Während der Revolution 1918 übernahm zunächst ein deutscher Soldatenrat die Macht auf Helgoland. Dann kamen schon im Herbst die Helgoländer mit ihrer Gemeindevertretung zurück. Ihre Wohnungen waren nach der Benutzung durch die Soldaten verwahrlost.

Kaiserstraße 1932. Links das ehemalige Gasthaus Mohr, dann das Bekleidungsgeschäft Kuchlenz. Gegenüber besaß Franz Schensky ein Photogeschäft, vorne rechts das Gemeindehaus. Die Hakenkreuzflagge hängt wahrscheinlich an dem dazwischen liegenden Photogeschäft von Alfred Zerner, der auch von den Nationalsozialisten angegriffen worden war.

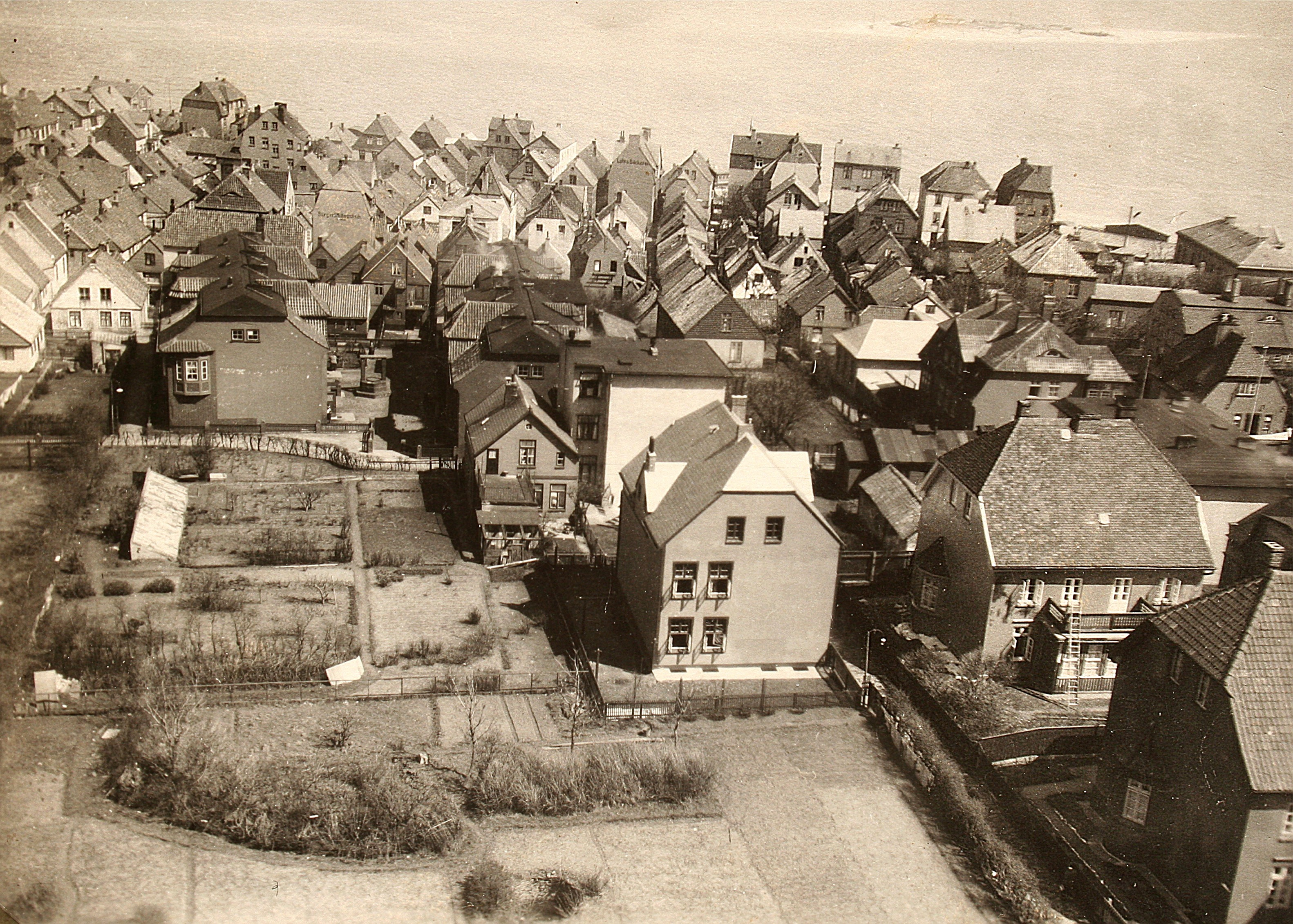
Blick vom Leuchtturm auf das Oberland um 1929/30

Helgoland, Treppe zum Oberland, ca. 1932

Die Helgoländer versuchten sehr schnell wieder Engländer zu werden. Britische Truppen waren ohnehin auf der Insel, um die Abrüstungsarbeiten gemeinsam mit Vertretern einer interalliierten Kontrollgruppe zu überwachen. Dazu gehörte auch, dass trotz Protesten der Einwohner große Teile der Hafenanlagen gesprengt werden mussten.
Ein wichtiges Argument für das Verlassen Deutschlands war die Einkommensteuer, die jetzt von der deutschen Regierung eingezogen werden sollte. Zudem sahen die Helgoländer sich von den Abrüstungsarbeitern majorisiert. Letztlich scheiterte der Versuch an dem Unwillen der Briten, Helgoland wieder zurückzunehmen. Es gab Kontaktversuche zu den Dänen, aber auch die waren vergeblich. Die Reichsregierung sah diese Separationsversuche mit Sorge und ergänzte die Verfassung nach Helgoländer Wünschen. Dazu wurde Helgoland ein eigener Landkreis mit einem Landrat auf der Insel. 1925 wurde das 100. Jubiläum der Seebadgründung gefeiert. Die politischen Streitigkeiten schienen sich gelegt zu haben. Gegründet wurde der Helgoländer Heimatbund mit einem eigenen Monatsblatt, das heute eine wichtige Quelle für die Geschichte ist. Im Jahr 1925 zählte Helgoland 2576 Einwohner, davon 2380 Evangelische, 148 Katholiken, 4 „sonstige Christen“ und 4 Juden.
Die Besucher kamen jetzt oft wegen des günstigen zollfreien Einkaufs. Die Zahl der Tagesgäste hatte schon im Kaiserreich massiv zugenommen; die schlechten wirtschaftlichen Bedingungen machten den Einkauf aber erst nach dem Ersten Weltkrieg attraktiv und verschlechterten weiter das Image der Insel. Im alten Kriegshafen war ein Strandbad entstanden.
Im Juni 1925 schloss der Physiker Werner Heisenberg auf Helgoland die grundlegenden Arbeiten an seiner mathematischen Beschreibung der Quantenmechanik ab. Er hatte sich wegen seines Heuschnupfens auf die Insel zurückgezogen.
1925 gründete sich der Club von Helgoland, um den Ruf der Insel zu verbessern. Landrat Gustav Etzel nutzte diesen Club für seinen Kampf gegen den Helgoländer Heimatbund; dessen Einsatz für Helgoländer Privilegien (Einkommensteuer-Freiheit) sah Etzel als Separatismus an. Über Helgolands Untreue dem Reich gegenüber wurde 1928 reichsweit wieder diskutiert, wie schon in den ersten Nachkriegsjahren. 

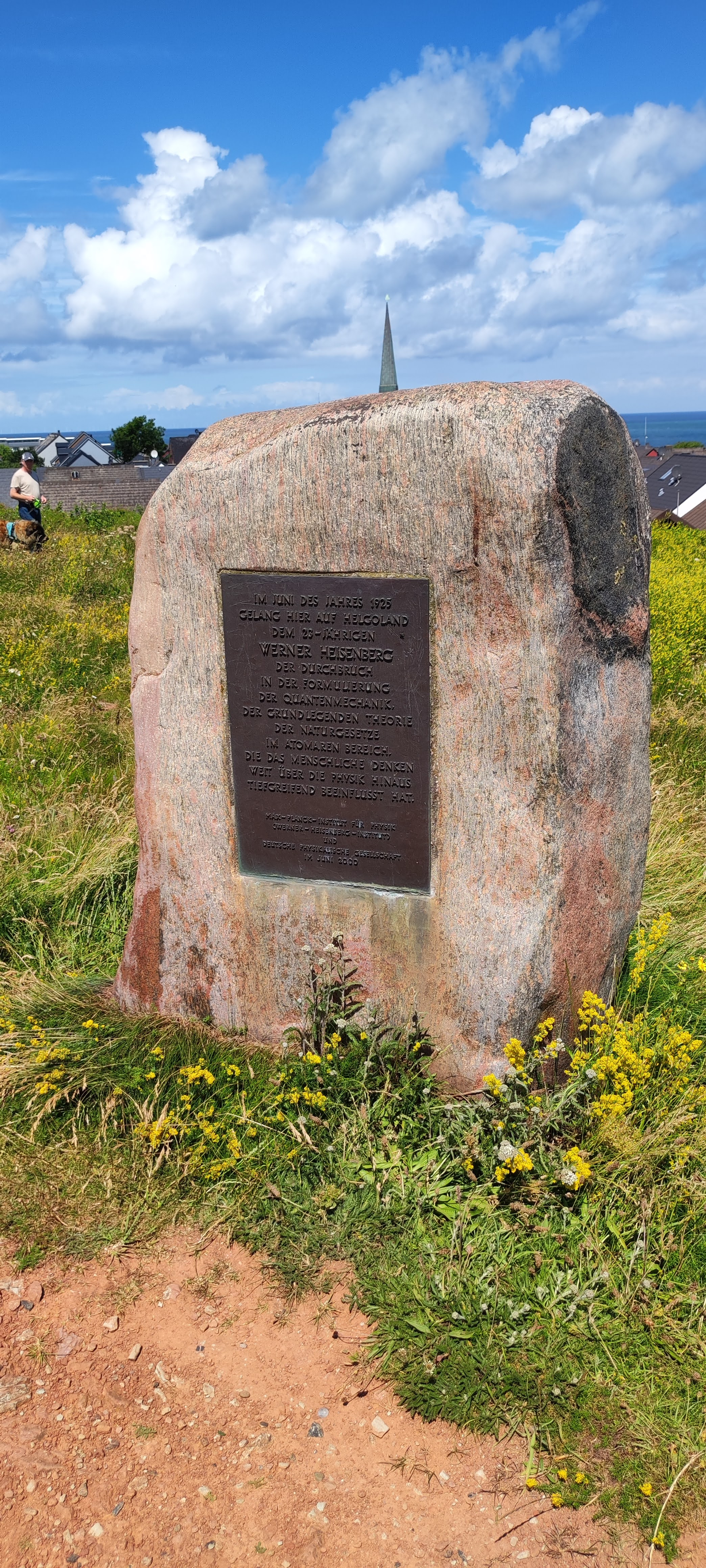
Gedenkstein Werner Heisenberg (Durchbruch Forschungen Quantenmechanik 1925 auf Helgoland)

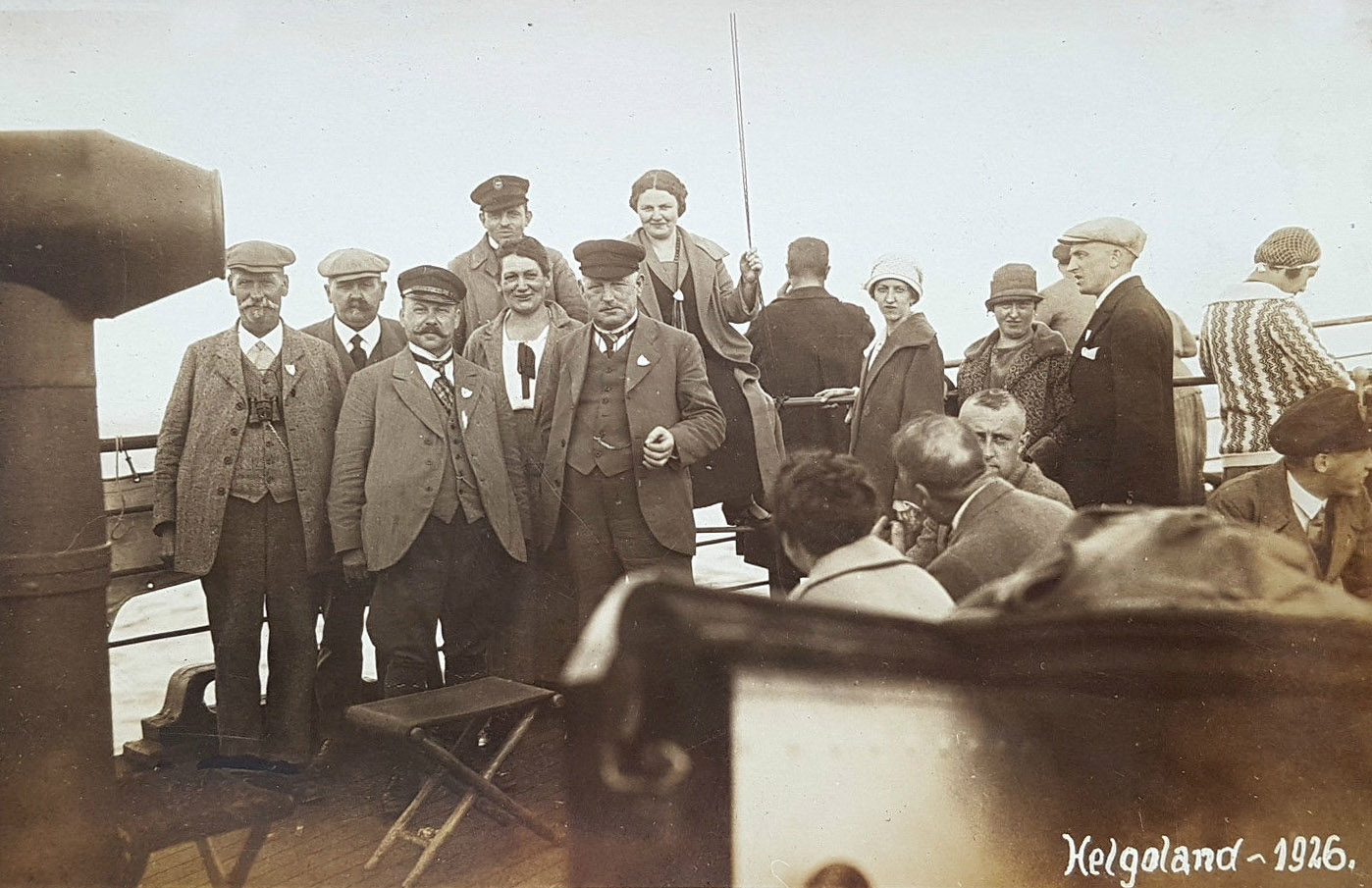
Touristen auf dem Weg nach Helgoland, 1926

Die frühen Helgoländer Nationalsozialisten unterstützten den Heimatbund. Dagegen wehrten sich dessen Mitglieder nicht, aber sie grenzten sich von ihnen ab mit dem Hinweis auf ihre jüdischen Mitglieder, die den Heimatbund auch gegen den Vorwurf des Antisemitismus verteidigten. Bei den Kommunalwahlen trat die NSDAP nicht an. Es dominierten die Liste des Heimatbunds mit August Kuchlenz und eine Liste des nicht so radikalen Franz Schensky, die mehr auf Kooperation mit dem Reich setzte. Beide starken Männer hatten sich direkt nach dem Krieg für eine Rückkehr nach Großbritannien engagiert. In der NSDAP waren bis 1933 nur Helgoländer mit zweifelhaftem Ruf tätig.
Bis 1933 blieben August Kuchlenz und der Heimatbund die stärkste Gruppierung. In der Wirtschaftskrise waren Suppenküchen und Wärmestuben für viele Helgoländer notwendig zum Überleben.

#### Nationalsozialismus und Zweiter Weltkrieg
Bei der Reichstagswahl am 5. März 1933 erhielt die NSDAP auf Helgoland 50,6 % der Stimmen. Bei der Wahl der Gemeindevertretung 1933 gewann sie drei der neun Sitze im Gemeinderat. Aber einige Vertreter der Helgoländer Listen traten zur NSDAP über. Es war das Ziel neuer Aktivisten, dass sich die NSDAP-Ortsgruppe neu aufstellen sollte. Die Führung der alten Helgoländer NSDAP, die Helgoländer Parteien unterstützt hatte, wurde entmachtet. Nun übernahmen Wissenschaftler der Biologischen Anstalt sowie Helgoländer Schullehrer die Macht auf der Insel. An der Spitze stand Karl Meunier, ein junger ehrgeiziger Wissenschaftler, der u. a. von Helmuth Hertling (1891–1942) unterstützt wurde. Am 26. November 1933 wurde der bisherige starke Mann der NSDAP, Georg Friedrichs (1887–1945), von Karl Meunier verhaftet und kam mit anderen Lokalpolitikern, darunter August Kuchlenz, in ein Konzentrationslager.
Die neue Führungsriege war absolut reichstreu und sah auch die Helgoländer als Deutsche an, was neu war und die Helgoländer mit ihrer bis dahin unklaren nationalen Identität in die nationalsozialistische Volksgemeinschaft aufnahm. Die Jugendlichen lernten bei der Hitlerjugend, dass sie Deutsche seien.
Die zentrale Person zwischen 1933 und 1945 auf der Insel war Karl Meunier (1902–1986) von der Biologischen Anstalt. Er war als Amtsvorsteher Vorgesetzter des Bürgermeisters, als Ortsgruppenleiter hatte er die Macht in der Partei. Er war auf der Insel ausgesprochen verhasst; die alten Helgoländer Nationalsozialisten strengten Parteiprozesse gegen ihn an, aber vergebens. Viele Helgoländer in der NSDAP wehrten sich gegen seinen brutalen, autoritären Stil. Es gibt noch heute einen reichen Bestand von Prozessakten des Parteigerichts, die bis in die Kriegsjahre reichen. Höhepunkt war ein großer Homosexuellenprozess, in dem auch führende Mitglieder der örtlichen Partei angeklagt waren. Eines der prominentesten Opfer war Alfred Wulff (* 1888), der als Professor an der Biologischen Anstalt tätig war und als brillanter Biologe und Kassenwart der NSDAP-Ortsgruppe hoch geschätzt war, aber wegen seiner Homosexualität Anstalt und Partei verlassen musste. Er kämpfte später um die Wiederaufnahme in die NSDAP und betonte seine nationalsozialistische Gesinnung.
Durch die Diskussionen über die alten Helgoländer Rechte (neben der Zollfreiheit auch die Steuerfreiheit) und die Bemühungen der Insulaner nach dem verlorenen Ersten Weltkrieg, britisch oder dänisch zu werden, galten die Helgoländer als potenzielle Staatsverräter. Die Nationalsozialisten hatten schon vor 1933 betont, dass die Helgoländer Deutsche seien, und sorgten so für eine eindeutige Identität. Seit der NS-Zeit wird diese Frage auch nicht mehr diskutiert.
Viele militärische Anlagen der Insel waren nach dem Ersten Weltkrieg nur zurückgebaut, aber nicht zerstört worden. Im Zuge der vom NS-Regime betriebenen Aufrüstung der Wehrmacht wurden sie ab 1935 unter dem Decknamen Projekt Hummerschere zu einem großen Marinestützpunkt ausgebaut. Schon ab 1933 wurden über die NS-Organisation Kraft durch Freude Helgoland-Fahrten angeboten. Das führte zu einem Einbruch bei der Zahl der Dauergäste.

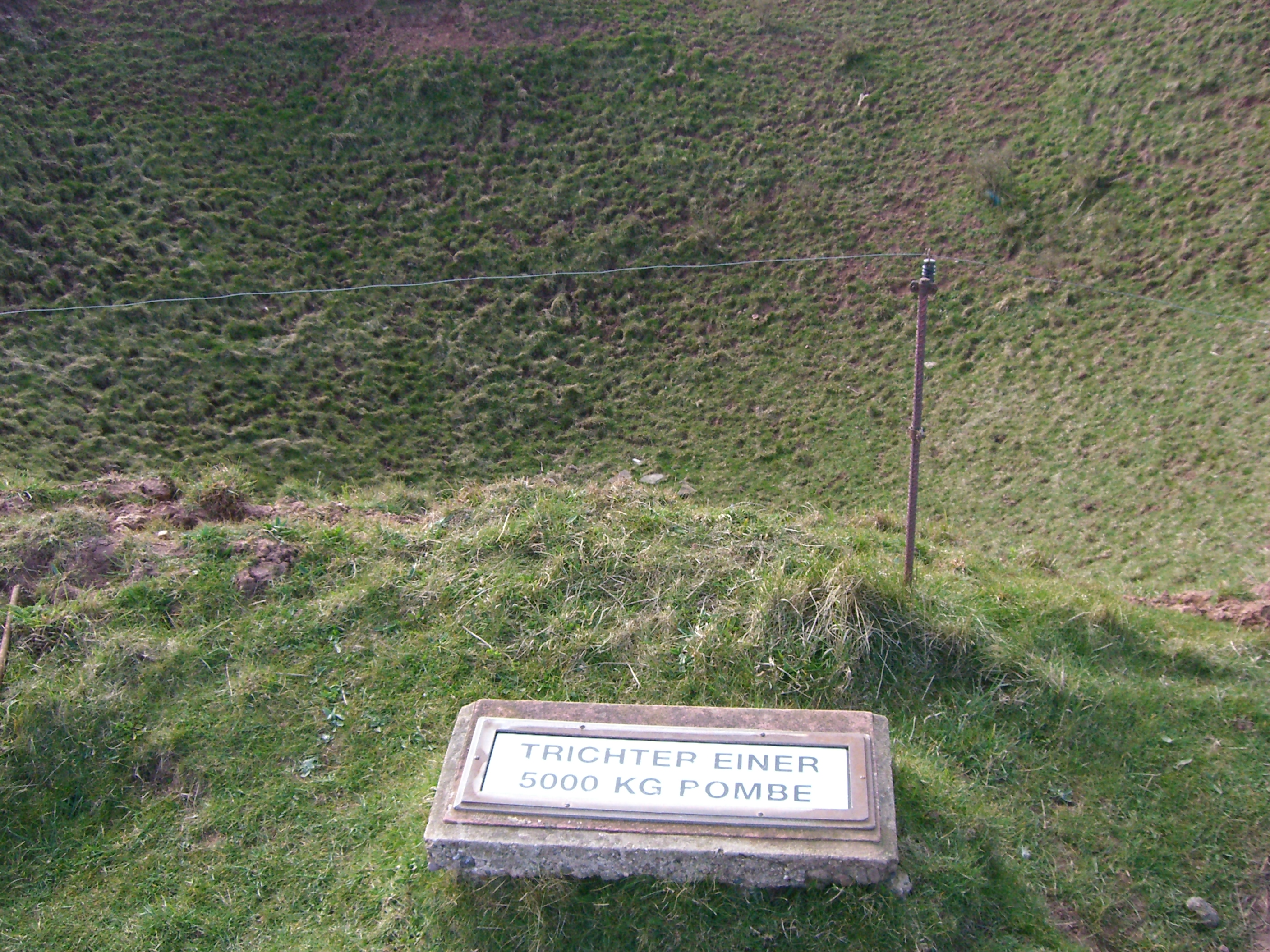
Trichter einer 5-Tonnen-Bombe auf dem Oberland

Am Anfang des Zweiten Weltkriegs wurden die Helgoländer nicht deportiert. Am 3. Dezember 1939 erfolgte der erste Bombenangriff der Alliierten; es handelte sich um einen erfolglosen Angriff von 24 Wellington-Bombern der RAF-Squadrons 38, 115 und 149 gegen deutsche Kriegsschiffe, die bei Helgoland lagen.
Die Insel war im Zweiten Weltkrieg zunächst wenig von Bombardierungen betroffen – was die geringe militärische Bedeutung zeigt, die vor allem die Briten ihr noch beimaßen. Durch die Entwicklung der Luftwaffe hatten Inseln ihre strategische Bedeutung weitgehend verloren. Das Projekt Hummerschere wurde 1941 abgebrochen.
Der auf der Düne errichtete Flugplatz war für eine ernsthafte Kriegsnutzung zu klein und verwundbar. Die zur Abwehr alliierter Bombenangriffe zeitweise eingesetzte Jagdstaffel Helgoland war mit einer seltenen, ursprünglich für den Einsatz von Flugzeugträgern aus konzipierten Version des Jagdflugzeugs Messerschmitt Bf 109 ausgerüstet. Vollendet und einsatzfähig waren der U-Boot-Bunker Nordsee III im Südhafen (ab Januar 1942, jedoch nur bis März 1942 durch U-Boote benutzt), Marineartillerie-Batterien (größtes Kaliber 30,5 cm), ein Luftschutzbunker-System mit umfangreichen Bunkerstollen und der Flugplatz mit der Luftwaffen-Jagdstaffel Helgoland (April–Oktober 1943). Die endgültige gesamte Länge der Tunnelanlagen wurde auf über 13 km geschätzt. Beim Bau der militärischen Anlagen wurden auch Zwangsarbeiter eingesetzt, unter anderem sowjetische Kriegsgefangene. Es gibt keinen Überblick über die Stärke der Inselbesatzung im Kriegsverlauf. Für 1941 gibt eine Quelle 2378 Arbeiter beim Hafenbau und 436 Soldaten an, mit dem weiteren Kriegsverlauf nahmen die Zahlen ab. Im November 1944 gab es nur noch 614 Arbeiter, dementsprechend wird die Zahl der Soldaten auch rückgängig gewesen sein.

#### Widerstand am Kriegsende – Versuch einer friedlichen Übergabe der Insel

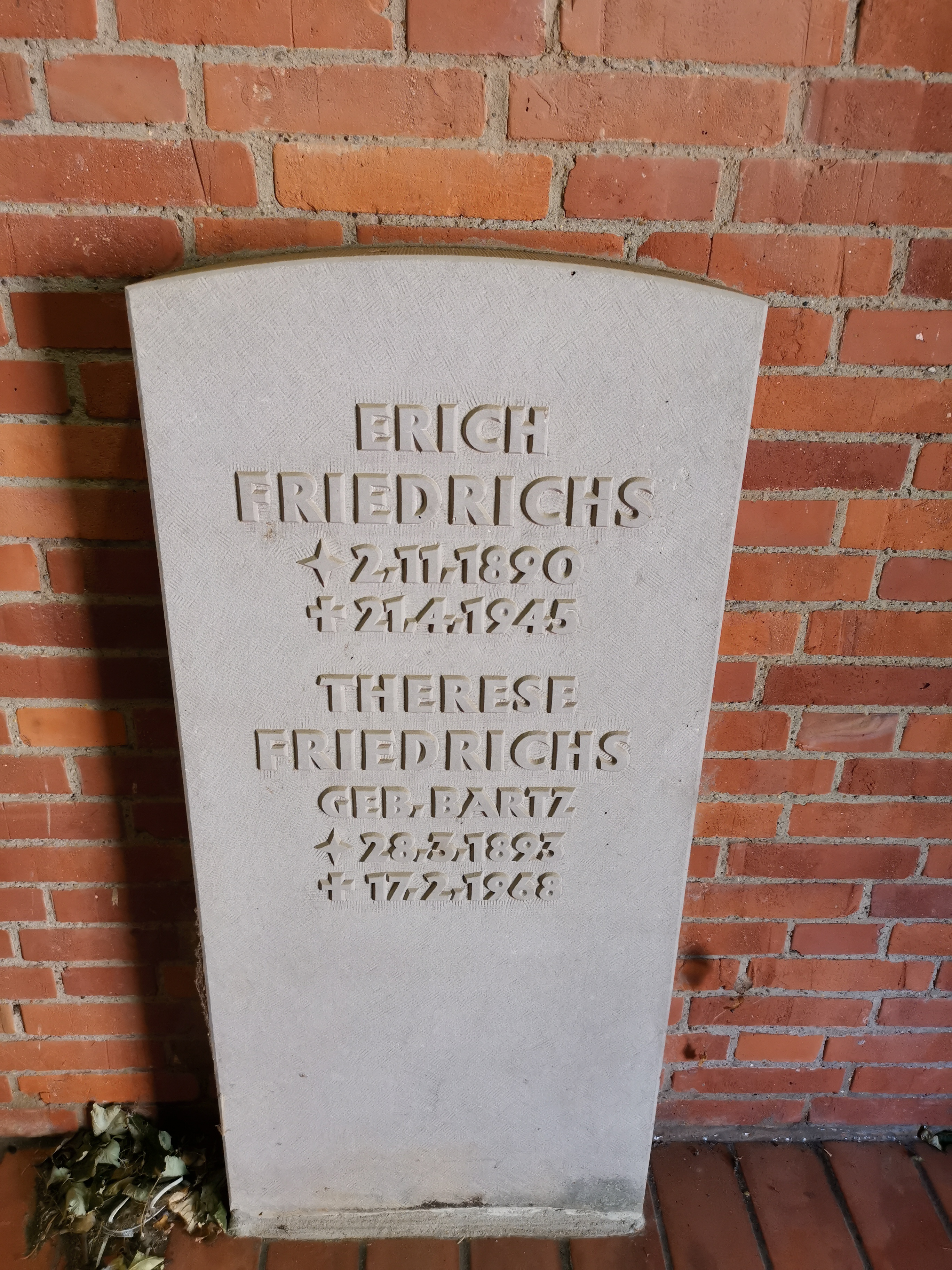
Gedenkstein (ehm. Grabstein seiner Frau) für den Widerständler Erich Friedrichs im Turm der St.-Nicolai-Kirche

Kurz vor Kriegsende 1945, als die Briten schon vor Bremen standen, gelang es dem aus Süddeutschland stammenden Dachdeckermeister Georg E. Braun und dem Helgoländer Erich P. J. Friedrichs (1890–1945), auf der vom Militär kontrollierten Insel eine Widerstandsgruppe zu bilden. Ihnen war klar, dass der Zweite Weltkrieg nicht mehr zu gewinnen war; so wollten sie versuchen, Helgoland vor der völligen Zerstörung durch die Alliierten zu bewahren. Bei Georg Braun auf dem Oberland trafen sich hauptsächlich Offiziere und Soldaten der in der Nähe liegenden Batterien Falm und Jacobsen. Treffpunkt im Unterland war Erich Friedrichs’ Gastwirtschaft Das Friesenhaus. Dort fanden sich hauptsächlich Helgoländer und Zivilisten vom Festland ein. Nie trafen sie sich in größeren Gruppen, sondern kamen immer wie zufällig vorbei, um Informationen auszutauschen. Während die Militärgruppe um Georg Braun die Pläne für eine kampflose Übergabe der Insel an die Alliierten ausarbeitete, unterhielten Friedrichs, der Funkoffizier an der Signalstation unweit des Hauses von Georg Braun war, und einige seiner Kollegen Funkkontakt zu den Engländern.
Kurz vor Ausführung der Pläne wurde die Aktion jedoch von zwei Mitgliedern der Gruppe verraten. Etwa 20 Männer wurden am frühen Morgen des 18. April auf Helgoland verhaftet und 14 von ihnen nach Cuxhaven transportiert. Nach einem Schnellverfahren wurden fünf Widerständler drei Tage später, am Abend des 21. April 1945, auf dem Schießplatz Cuxhaven-Sahlenburg hingerichtet. Die Urteile wegen Verschwörung und Aufforderung zur Meuterei wurden unterzeichnet von Rolf Johannesson. Den Verurteilten zu Ehren ließ das Helgoländer Museum am 17. April 2010 Stolpersteine auf Helgolands Straßen verlegen. Ihre Namen sind: Erich P. J. Friedrichs, Georg E. Braun, Karl Fnouka, Kurt A. Pester, Martin O. Wachtel (siehe die abgebildeten Stolpersteine).
Ein sechster Stolperstein gilt der Erinnerung an den Friseur Heinrich Prüß, der seine Ablehnung des Nationalsozialismus öffentlich aussprach und 1944 verhaftet und im Zuchthaus Brandenburg hingerichtet wurde.

#### Ende des Zweiten Weltkriegs und Nachkriegszeit
Bei zwei Angriffswellen am 18. und am 19. April 1945 warfen 1000 Flugzeuge der britischen Royal Air Force etwa 7000 Bomben ab. Die Mehrheit der Bewohner überlebte in den Luftschutzbunkern. 285 Menschen kamen ums Leben, darunter zwölf Zivilisten. Die anderen Opfer waren Soldaten, Flak- und Marinehelfer. Danach war die Insel kaum noch bewohnbar. Die Zivilbevölkerung wurde noch von den Deutschen evakuiert. Die rund 2500 Bewohner wurden in etwa 150 verschiedenen Orten Schleswig-Holsteins untergebracht.
Zum Ende des Krieges wurde Deutschland schrittweise von den Alliierten besetzt. Am 4. Mai unterschrieb Hans-Georg von Friedeburg im Auftrag des letzten Reichspräsidenten Karl Dönitz, der sich zuvor mit der letzten Reichsregierung nach Flensburg-Mürwik abgesetzt hatte, bei Lüneburg die Kapitulation aller deutschen Truppen in Nordwestdeutschland, den Niederlanden und Dänemark. Die Kapitulationsurkunde erwähnte, dass die Kapitulation auch für Helgoland als Teil von Nordwestdeutschland galt. Am 11. Mai 1945 wurde die Kapitulation auch auf Helgoland vollzogen; britische Soldaten besetzten die Insel.
Einige Helgoländer hatten zum Kriegsende eine Bleibe auf der Insel Sylt gefunden, von wo aus sie weiterhin Fischfang in ihren gewohnten Gewässern betreiben konnten. In Cuxhaven bildete sich eine Gruppe um August Kuchlenz, den alten Lokalpolitiker. Ähnlich wie nach dem Ersten Weltkrieg gab es wieder Bestrebungen, nach Großbritannien zurückzukehren. Die Helgoländische Muttersprache Halunder Friesisch wurde für die Identität der Helgoländer wichtiger.
Am 18. April 1947 zerstörten die Briten mit der bis 1985 größten nichtnuklearen Sprengung der Geschichte die militärischen Bunkeranlagen der Insel.
Sie inszenierten diese für die deutsche Öffentlichkeit; es gab eine eigene Broschüre dazu. Für die Sprengung war Munition auf die Insel gebracht worden. Noch 1949 wurden im „Helgoländer Loch“, etwa 2,5 Seemeilen (ca. 4,6 km) südlich von Helgoland, Granaten mit bis zu zehn Tonnen Tabun versenkt, rund 90 Tonnen Giftgasgranaten (ca. 6000 einzelne Granaten).

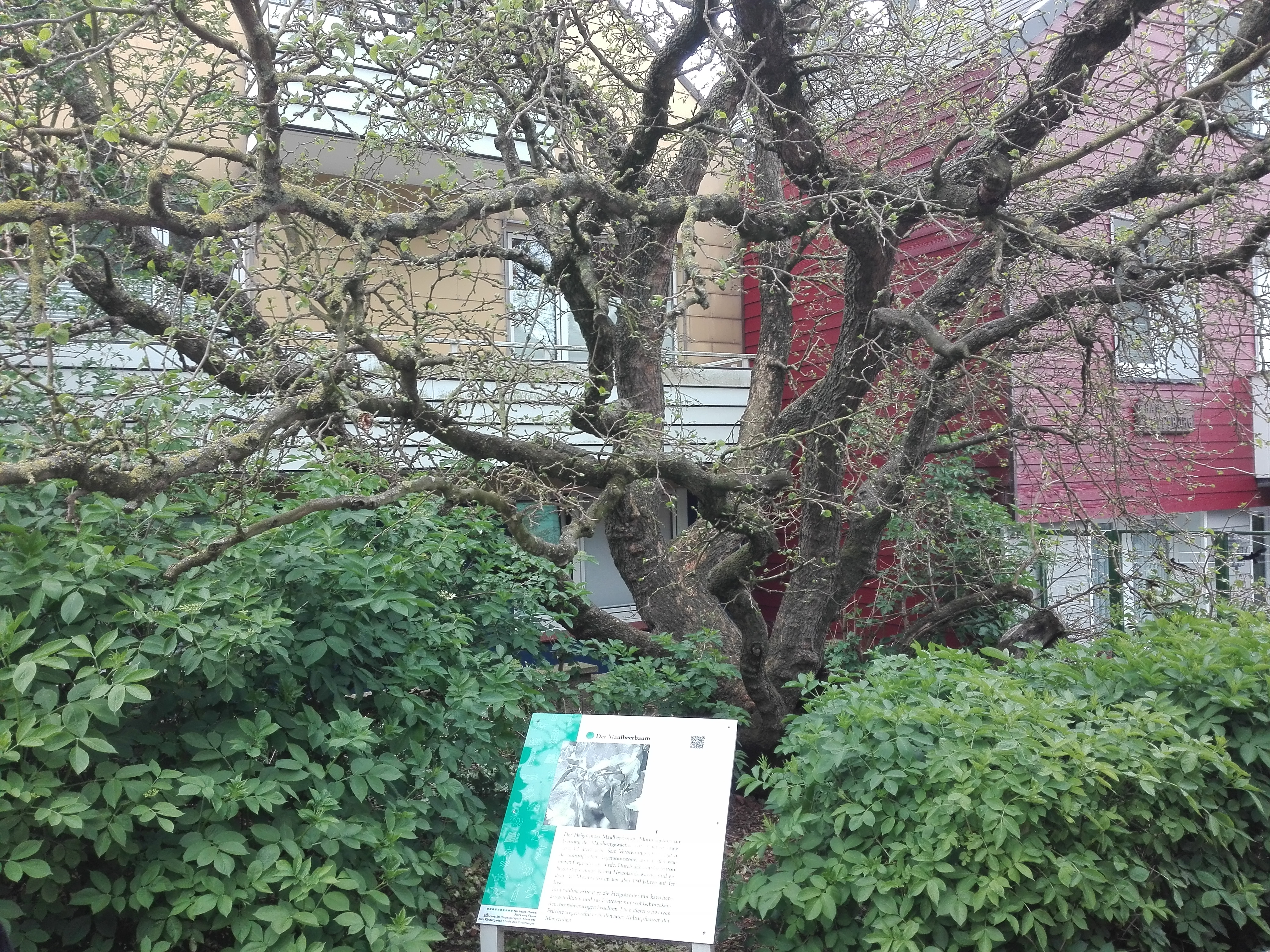
Das sog. Wunder von Helgoland, der Maulbeerbaum auf dem Oberland (2019). Er wurde schon im 19. Jahrhundert viel beschrieben und bedichtet.

Die Exil-Helgoländer starteten nun weitere politische Initiativen zur Wiederbesiedlung der Insel: Im März 1948 wurden die Vereinten Nationen angerufen. Es gab Appelle an das britische Unterhaus, die neu gebildete Bundesregierung und sogar an den Papst. Die alten englandfreundlichen Insulaner um August Kuchlenz hatten jetzt an Einfluss verloren; es sprachen die jüngeren, die im Nationalsozialismus gelernt hatten, dass sie Deutsche waren. Wichtige Figur war ab dieser Zeit Henry Peter Rickmers. Helgoland blieb militärisches Sperrgebiet und Bombenabwurfplatz für die britische Luftwaffe.

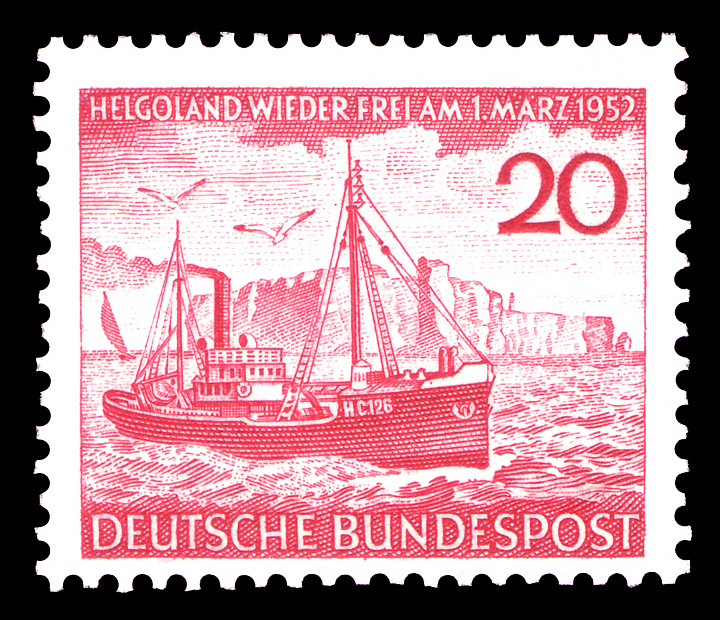
20-Pf-Sondermarke der Deutschen Bundespost (1952) anlässlich der Rückgabe Helgolands

Am 20. Dezember 1950 besetzten die beiden Heidelberger Studenten René Leudesdorff und Georg von Hatzfeld für zwei Nächte und einen Tag die Insel und hissten für die Presse die deutsche Flagge, die Flagge der Europäischen Bewegung und die Flagge Helgolands in unterschiedlichen Variationen. An einer zweiten Besetzung ab dem 27. Dezember 1950 nahmen zunächst vier weitere Personen teil, ab dem 29. Dezember schloss sich auch der damals in Heidelberg Geschichte lehrende Publizist Hubertus zu Löwenstein an. Die Frage, wer welche Rolle spielte, wird bis heute unterschiedlich dargestellt. Die breite Berichterstattung der nationalen und internationalen Presse, die Nicht-Kooperation deutscher Behörden und die dadurch entstehenden diplomatischen Verwicklungen zwischen Deutschland und Großbritannien führten dazu, dass die zweite Besetzung erst am 3. Januar 1951 von Großbritannien (mit Unterstützung deutscher Polizeieinheiten) beendet werden konnte.
Die Bemühungen der Helgoländer und die gewaltlose Aktion der zuletzt 16 Besetzer lösten eine breite Bewegung zur Wiederfreigabe Helgolands aus; selbst aus der DDR gab es eine breite Unterstützung. Nachdem der Deutsche Bundestag im Januar 1951 einstimmig die Freigabe der Insel gefordert hatte, gaben die Briten am 1. März 1952 Helgoland wieder an die Bundesrepublik Deutschland zurück. Die Bevölkerung erhielt die Erlaubnis, auf ihre Insel zurückzukehren. Bis heute ist der 1. März auf Helgoland ein Feiertag.
Für ihre gewaltfreie Aktion erhielten Leudesdorff und von Hatzfeld am 30. September 1993 das Bundesverdienstkreuz I. Klasse aus der Hand von Bundespräsident Richard von Weizsäcker. Am 19. Dezember 2010 wurden Georg von Hatzfeld posthum und René Leudesdorff bei einem Festakt auf Helgoland zu „Verdienten Bürgern der Gemeinde Helgoland“ ernannt, nachdem die Gemeindevertretung einstimmig einen entsprechenden Beschluss gefasst hatte.
Die Heimatvertriebenen aus den deutschen Ostgebieten begrüßten die Wiederfreigabe der Insel; noch einmal wurde Helgoland zu einem deutschen Symbol. An die Stelle des Stolzes auf die deutsche Festung trat die Freude über die erste Rückgabe eines von den Alliierten besetzten Gebietes. Ihre Hoffnungen, dass auch die Ostgebiete wieder deutsch würden, wurden gestärkt. Als Symbol für das Überleben der Insel wurden später oft der Flakturm, der trotz schwerer Beschädigung zu einem Leuchtturm ausgebaut wurde, und der Maulbeerbaum nahe dem Einstieg zum Schutzbunker (s. Bild) genannt, obwohl vereinzelt auch andere Gebäude (z. B. die Nordseehalle) sowie Bäume und andere Pflanzen überlebten.

#### Wiederaufbau
Eine Wiederaufbaukommission wurde 1952 ins Leben gerufen. Georg Wellhausen, der sich beim Wiederaufbau Hamburgs einen Namen gemacht hatte, wurde mit der Leitung der Kommission und dem Aufstellen eines Bebauungsplanes beauftragt, und es wurde ein Wettbewerb durchgeführt. Er entwickelte das städtebauliche Konzept, das bewusst von einer Rekonstruktion der Altbebauung absah, aber die gewachsenen Strukturen mit ihrer Ausrichtung nach der Windbelastung berücksichtigte. Als typisch gelten die asymmetrischen Giebelprofile und die farbigen Holzverschalungen, beispielsweise bei den Hummerbuden. Johannes Ufer entwickelte für die Häuser auf Helgoland ein Farbspektrum von 14 Farben, wobei er eher zarte Töne für das Oberland wählte und kräftige Töne für das Unterland. Der Kommission gehörte Konstanty Gutschow als Preisrichter an. Weitere Mitglieder waren Godber Nissen und Otto Bartning, der die Oberbauleitung übernahm. Mit dem Wiederaufbau entwickelten sich der Fremdenverkehr und der Kurbetrieb wieder zu wichtigen Wirtschaftszweigen. Helgoland erhielt 1962 die staatliche Anerkennung als Nordseeheilbad. 1967 galt der Wiederaufbau als abgeschlossen.

#### Krise und neue Wege
Die Zahl der Gäste stieg bis Anfang der 1970er Jahre. Dann galt die Insel als billiger Einkaufsort; es entstand die abschätzige Bezeichnung „Fuselfelsen“. Das Image wurde schlecht und die Besucherzahlen sanken. Durch neue Konzepte wird seitdem versucht ein besseres Image aufzubauen. Von der reichen Geschichte wird oft nur noch die Sprengung wahrgenommen. Die Reste der alten Bunkeranlagen werden gerne besucht – wie auch schon nach dem Ersten Weltkrieg. Ab 1983 wurden Bunkerführungen als regelmäßiges Angebot in die Inselprospekte aufgenommen. Die Gäste schätzen die Naturerlebnisse, seit 1998 wird mit den Seehunden auf der Düne geworben.
Ab April 2008 wurden Pläne des Hamburger Bauunternehmers Arne Weber diskutiert, die eine großangelegte Neulandgewinnung auf Helgoland vorsahen. Arne Weber besitzt das größte Hotel auf der Insel; er hatte schon vorher mit spektakulären Ideen für Helgoland geworben. Das Nordostgelände sollte mit dem Westrand der Düne verbunden werden. Auch nach Ablehnung des Projekts durch eine Lenkungsgruppe unter Vorsitz des Pinneberger Landrats 2010 wurde das Projekt weiter von Bürgermeister Jörg Singer verfolgt, bis 2011 in einem Bürgerentscheid eine Mehrheit von 54,74 % der Helgoländer dagegen stimmte.
Seit 2015 hat die Gemeinde große Einnahmen durch Windenergieanlagen. Durch die verstärkten Bauaktivitäten kommt es oft zu Bombenfunden. Am 19. Oktober 2017 wurde das gesamte Oberland evakuiert, da eine britische Fliegerbombe gefunden und entschärft wurde.
Die Sozialstruktur der Insel ändert sich. Viele Arbeitsstellen im Tourismus wurden dauerhaft durch Polen, Rumänen und Bulgaren besetzt; im Kommunalwahlkampf 2018 gab es sogar Werbung auf Polnisch.
Am 21. September 2020 wurden 68 Wohnungen eingeweiht, welche die Gemeinde in der Nähe des Leuchtturms bauen ließ, um dem Mangel an Wohnungen für Einheimische zu begegnen.

## Wappen

Flagge Helgolands

Frühere britische Flagge Helgolands

Blasonierung: „Zweimal geteilt von Grün, Rot und Silber“.
Helgoland besitzt das älteste Wappen im Kreis Pinneberg. 1696 wurde der Insel zusammen mit den anderen seefahrenden Städten und Landschaften des Herzogtums Schleswig-Holstein-Gottorf von Herzog Friedrich IV. eine Schifffahrtsflagge verliehen. Daraus entwickelte sich erst im späten 19. Jahrhundert das jetzige Wappen. Die Tingierung ist abgeleitet vom berühmten Helgoländer Spruch:
„Grön is dat Land, rot is de Kant, witt is de Sand. Dat sünd de Farven vun’t hillige Land.“
„Grün ist das Land, rot ist die Kant (seltener: Wand), weiß ist der Sand: Das sind die Farben von Helgoland.“
Nach Stadler ist die Krone erstmals im Jahr 1913 sicher belegt.
Die Flagge zeigt dieselben Farben wie das Wappen. Zur Zeit der britischen Herrschaft befand sich auf der Flagge zusätzlich der Union Jack in der Gösch.

## Politik
Die Gemeinde Helgoland gehörte vom 18. Februar 1891 bis zum 30. September 1922 zum Kreis Süderdithmarschen in der Provinz Schleswig-Holstein. Am 1. Oktober 1922 wurde sie zur einzigen Gemeinde im neuen Kreis Helgoland. Am 1. Oktober 1932 wurde dieser Kreis aufgelöst. Helgoland kam als amtsfreie Landgemeinde zum Kreis Pinneberg. Bis heute ist sie mit einem direkt gewählten Abgeordneten im Pinneberger Kreistag vertreten. Der Grund für die Zuordnung zum Kreis Pinneberg war, dass Pinneberg von allen schleswig-holsteinischen Kreisstädten aufgrund seiner Nähe zu Hamburg die beste öffentliche Verkehrsverbindung nach Helgoland hatte.
Ergebnis der Kommunalwahl vom 14. Mai 2023:
| Sitzverteilung in der RatsversammlungInsgesamt 13 Sitze - SPD: 3 - Grüne: 2 - SSW: 2 - FWgH: 4 - CDU: 2 Gemeindewahl 2023in Prozent %3020100 27,723,717,715,414,3 FWgHSPDGrüneCDUSSWGewinne und Verlusteim Vergleich zu 2018 %p 30 25 20 15 10 5 0 −5−10−15−20−25+27,7−9,5+17,7−23,6−13,4FWgHSPDGrüneCDUSSW |

Bei der Bürgermeisterwahl am 18. September 2022 konnte sich Thorsten Pollman durchsetzen, er bekam 51,31 % der abgegebenen Stimmen.

## Bildung
Die einzige allgemeinbildende Schule der Insel ist die James-Krüss-Schule, eine Gemeinschaftsschule mit integrierter Grundschule bis zum Abschluss der zehnten Klasse.

## Städtepartnerschaften
- Millstatt am See in Kärnten,  Österreich, seit dem 9. Mai 1974

## Religion

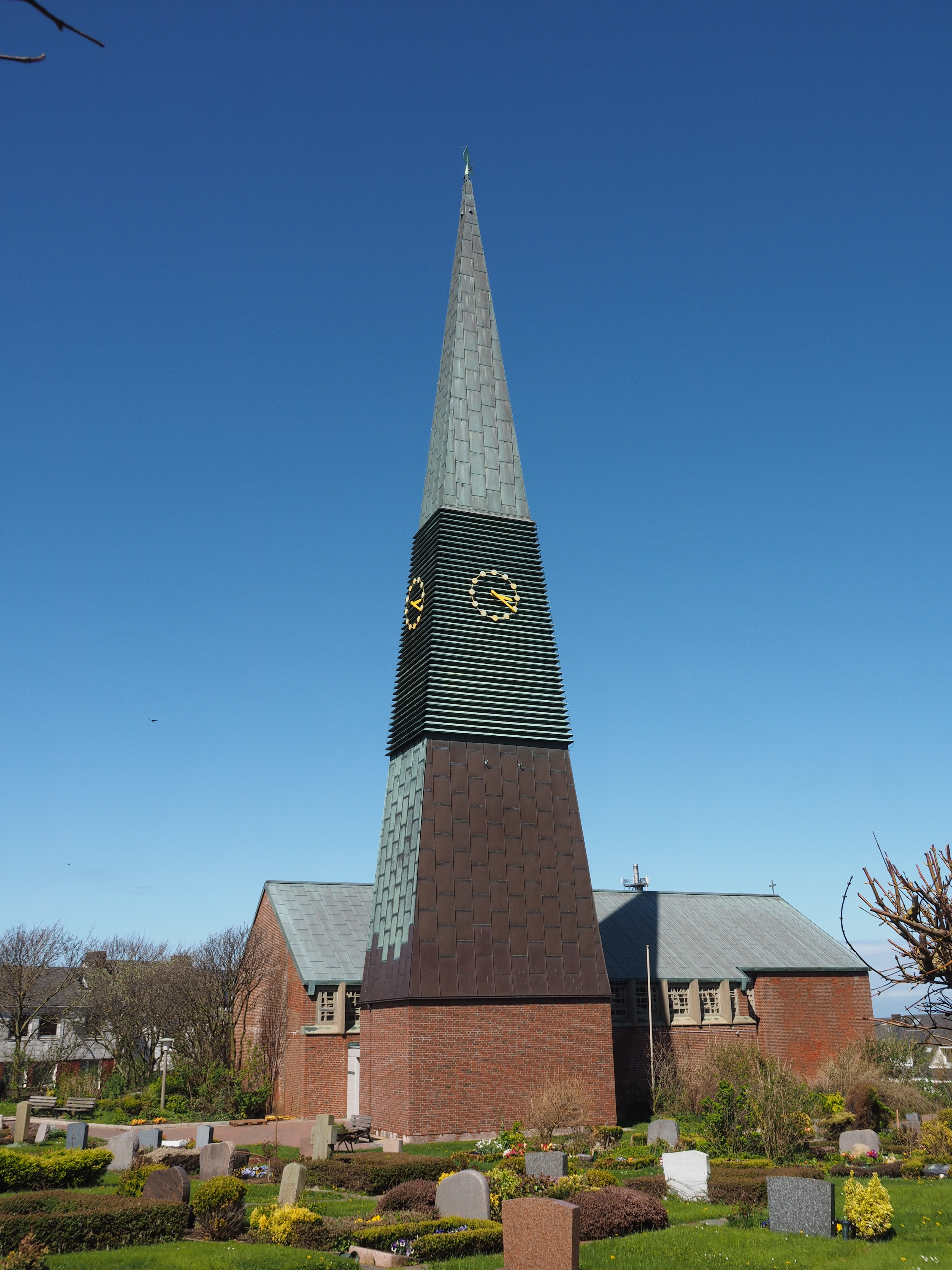
St.-Nicolai-Kirche

Helgoland wurde früher als das schleswig-holsteinische Festland von christlichen Missionaren besucht. Von Alkuin kommt ein erster schriftlicher Bericht über einen Inselbesuch des angelsächsischen Missionars Willibrord um 800. 100 Jahre nach dem Besuch schrieb er dessen Leben auf, um ihn als Heiligen zu rühmen. Nicht unumstritten ist, dass die beschriebene Insel auch Helgoland sei. In diesem Bericht wird auch kurz auf die Religion der Insulaner eingegangen und ein Gott Fosite erwähnt, der sonst allerdings nirgends erwähnt wird. Ebenso wird eine Quelle beschrieben, aus der nur schweigend geschöpft werden soll. Dieses Bild hat Alkuin wahrscheinlich aus der antiken Literatur übernommen. Alkuin gibt auch wörtlich die Rede Willibrords wieder, was genauso wenig als historischer Tatsachenbericht zu lesen ist. Welche Religion auf Helgoland damals verbreitet war, ist nur zu vermuten. Um 1900 wurde der Helgoländer Gott Fosite auf der Insel als Personifikation der Insel benutzt, ähnlich wie Germania für Deutschland oder Hammonia für Hamburg (siehe Abschnitt Sport).
Willibrord war nicht erfolgreich. Etwa 791 wurde angeblich die erste Kapelle durch den Münsteraner Bischof Liudger erbaut. Er soll alle Fosite-Heiligtümer vernichtet haben. Nach der Reformation gab es bis Ende des 19. Jahrhunderts nur evangelisch-lutherische Bewohner auf der Insel.
Der evangelisch-lutherischen Kirchengemeinde gehören etwa 800 Personen und damit die Mehrheit der Inselbevölkerung an. Am 29. November 1959 wurde die evangelische St.-Nicolai-Kirche, welche nach dem Schutzpatron der Seefahrer und Kaufleute, Nikolaus von Myra, benannt ist, eingeweiht. Die Kirchengemeinde ist Teil des Kirchenkreises Dithmarschen, obwohl die Kommunalgemeinde zum Kreis Pinneberg gehört. Dies resultiert noch aus der Zeit, als Helgoland verwaltungsmäßig zum Kreis Süderdithmarschen gehörte.
Die römisch-katholische Pfarrgemeinde auf Helgoland hat etwa 200 Gemeindemitglieder. Für die katholischen Angehörigen der Marine wurde schon im Kaiserreich auf dem Oberland eine Kapelle in der Sonnenuntergangsstraße in einem Marinegebäude eingerichtet, die später auch als Fremdenheim fungierte. Seit der Kirchweihe am 27. Juni 1971 hat Helgoland mit der St.-Michaels-Kirche eine eigene katholische Kirche. Sie wurde nach dem Erzengel Michael, dem Patron der Soldaten und Deutschlands, benannt und gehörte bis 1995 zum Bistum Osnabrück, seitdem zum neu gegründeten Erzbistum Hamburg.

## Sprache
Die traditionelle Sprache Helgolands ist das Halunder Spreek genannte Helgoländer Friesisch. Dieser inselfriesische Dialekt der nordfriesischen Sprache ist auf der Insel auch zum Amtsgebrauch zugelassen. Allerdings beherrschen nur noch wenige der Helgoländer das Halunder.
Eine Textprobe auf Halunder: „Med’n Oktoober für de iáárs Foortschichen weer noa Hambörri, en de Damper fan Tres küm weer taumoal uun’e Wek.“ Übersetzt ins Hochdeutsche: „Mitte Oktober fuhren die ersten Schiffe (‚Fahrzeuge‘) wieder nach Hamburg, und der Dampfer von Cuxhaven kam wieder zweimal die Woche.“
Die verbreitetste Sprache ist derzeit das Standarddeutsche. Daneben sprechen einige ältere Helgoländer auch noch Plattdeutsch, das auf Helgoland zwar nie Volkssprache gewesen ist, aber lange Zeit die Verkehrssprache für den Kontakt mit dem Festland war. 2005 wurde die Gemeinde Helgoland von der Aktion Sprachenland Nordfriesland mit der Auszeichnung „Sprachenfreundliche Gemeinde“ bedacht.

## Sehenswürdigkeiten (Auswahl)

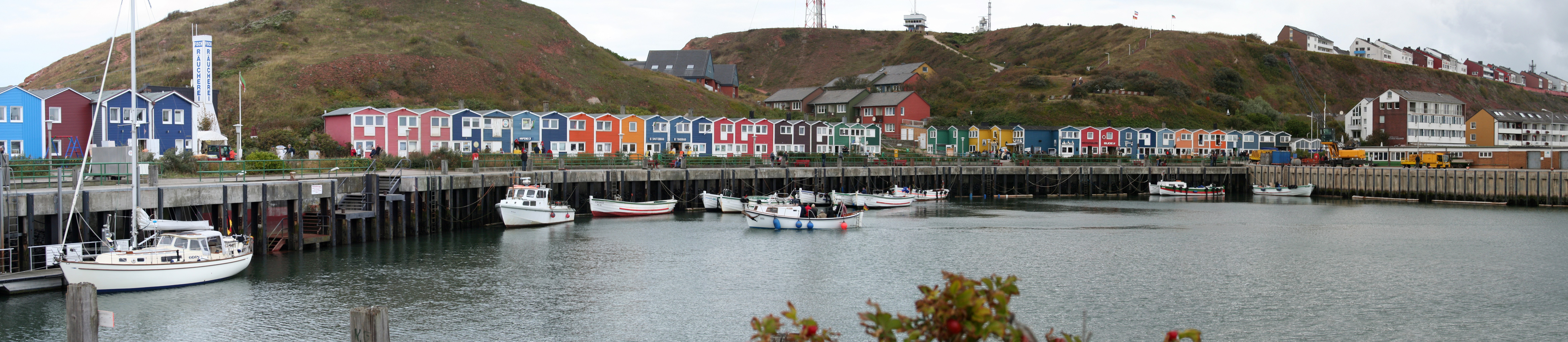
Unterland mit den bunten Hummerbuden

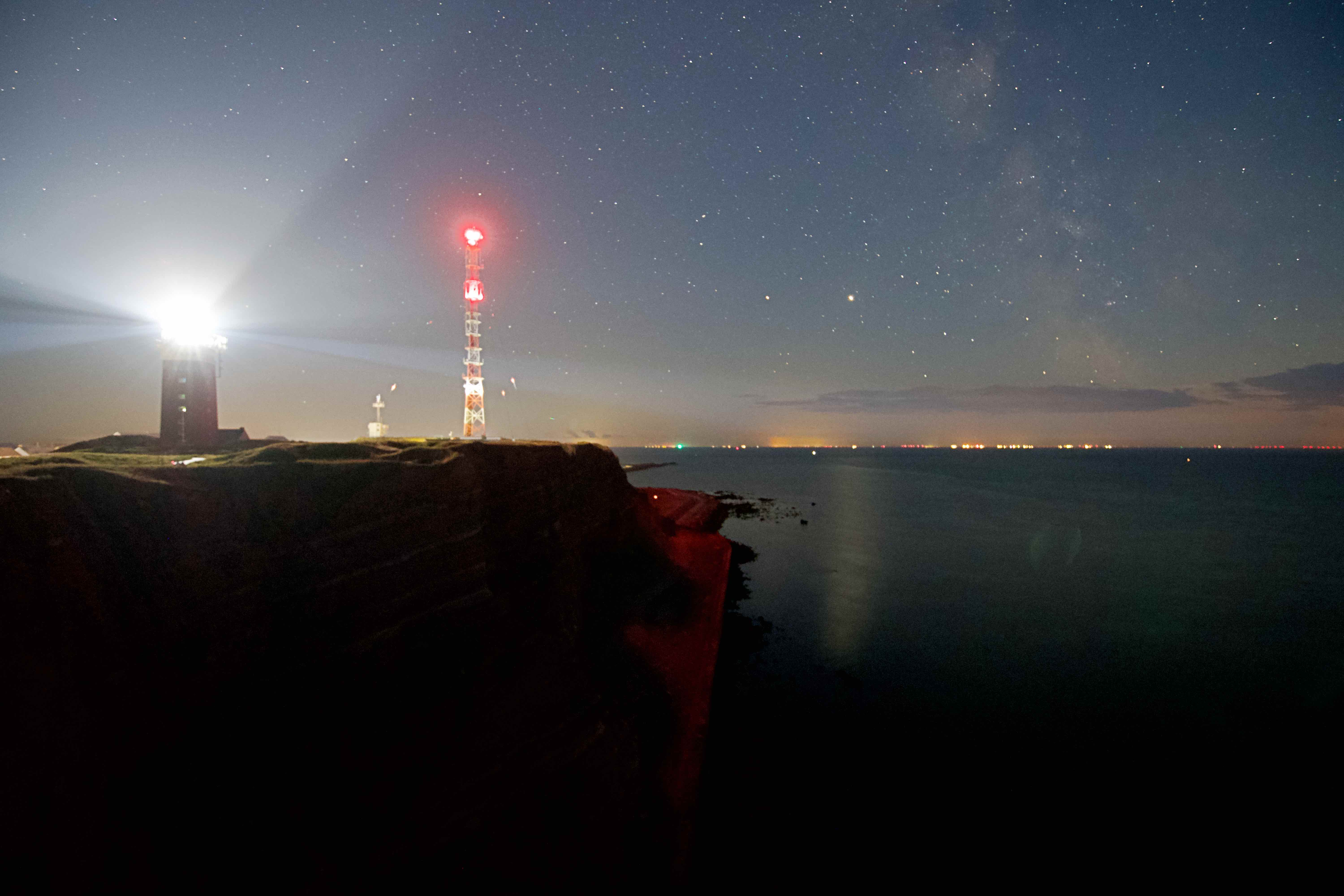
Strahlender Helgoländer Leuchtturm sowie der Richtfunkturm bei Nacht

- Lange Anna: Geologisch-naturkundliche Sehenswürdigkeiten sind unter anderem die Lange Anna (friesisch Nathurn Stak), ein 47 m hoher, frei stehender Felsen, und der von tausenden Seevögeln bevölkerte Lummenfelsen. Sie sind gut von einem Rundweg aus zu sehen, der auf dem Oberland entlang der Steilküste führt.
- Hummerbuden: Die bunt bemalten, hölzernen Hummerbuden am Hafen sind ehemalige Werkstätten der Fischer. Die heutigen Nutzungsarten stehen meist im Zusammenhang mit dem Tourismus.
- Museum Helgoland mit James-Krüss-Museum: Auf dem Museumshof des Museums Helgoland gibt es in zwei nachgebauten Hummerbuden ein kleines James-Krüss-Museum, in dem Fernsehaufnahmen, CDs, Fotografien, Manuskripte und Briefwechsel, darunter auch ein Brief von Astrid Lindgren an James Krüss, gezeigt werden.[166]
- Das Aquarium Helgoland am Nordosthafen wird von der Biologischen Anstalt Helgoland als Forschungs-, Lehr- und Schauaquarium betrieben. Anfang 2015 musste das Aquarium aufgrund finanzieller und technischer Probleme bei der Instandhaltung bis auf Weiteres geschlossen werden. Der Förderverein Bluehouse Helgoland[167] strebt an, das Aquarium mit einem neuen Nutzungskonzept wieder zu eröffnen.[168][169]
- Richtfunkturm Helgoland: Ein Sendeturm sehr ungewöhnlicher Bauweise befindet sich auf dem Oberland. Der Richtfunkturm Helgoland ist als Stahlfachwerkkonstruktion mit dreieckigem Querschnitt ausgeführt, die noch zusätzlich mit Pardunen gesichert ist.
- Leuchtturm: steht in unmittelbarer Nähe zum Richtfunkturm. Der im Zweiten Weltkrieg als Flakturm bzw. Flakleitstand konzipierte Bau wurde 1952 als Leuchtturm in Betrieb genommen. Er besitzt das lichtstärkste deutsche Feuer mit einer Nenntragweite von 28 Seemeilen (52 Kilometer),[170] so dass der Lichtstrahl in klaren Nächten bis zu den Ostfriesischen Inseln auszumachen ist. In den unteren zwei Stockwerken des Leuchtturms wurde zur Zeit des Kalten Krieges ein Atombunker eingebaut; die Scheinfenster in diesen Stockwerken brachte man nur aus ästhetischen Gründen an.
- Bunker: Rund 400 Meter der alten unterirdischen, mehrere Kilometer langen Bunkeranlagen und Schutzräume können in Führungen über einen Eingang vor der Kirche im Oberland besichtigt werden. Die genaue Zahl und Länge der unterirdischen Gänge auf der Insel sind noch immer unbekannt.
- Bunkerstollen Unterland: In einem alten Verbindungsgang des Bunkersystems, der vom Fahrstuhleingang im Unterland zu erreichen ist, ist seit Dezember 2022 eine Ausstellung zu finden, in der die Bombardierung der Insel durch Animationen nacherlebt werden kann.[171]
- St.-Nicolai-Kirche: Die Innenausstattung der auf dem Oberland gelegenen Kirche stammt zum Teil noch aus der alten Inselkirche, die am 18. April 1945 durch einen Bombenangriff zerstört wurde.

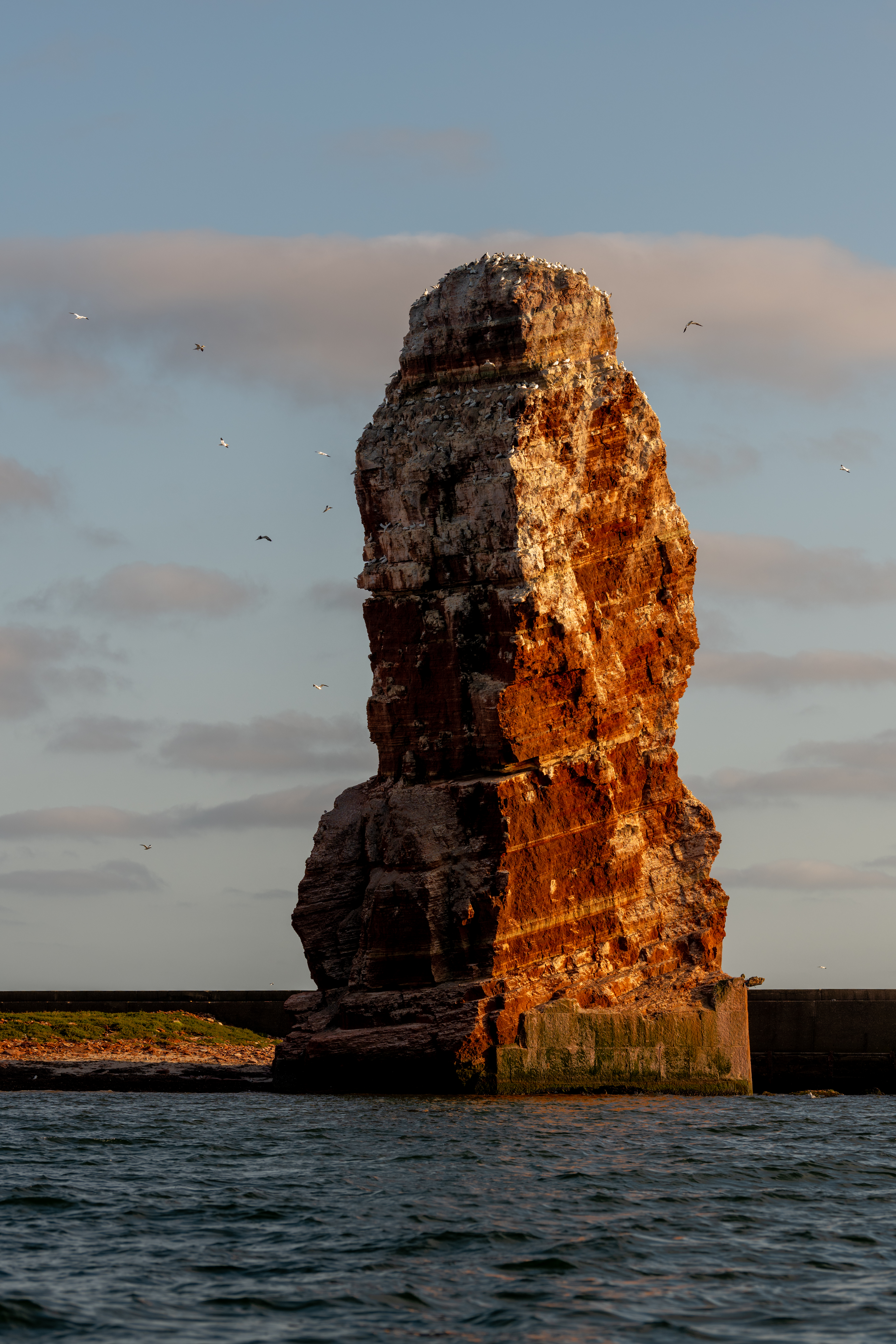
Lange Anna, Nathurn Stak
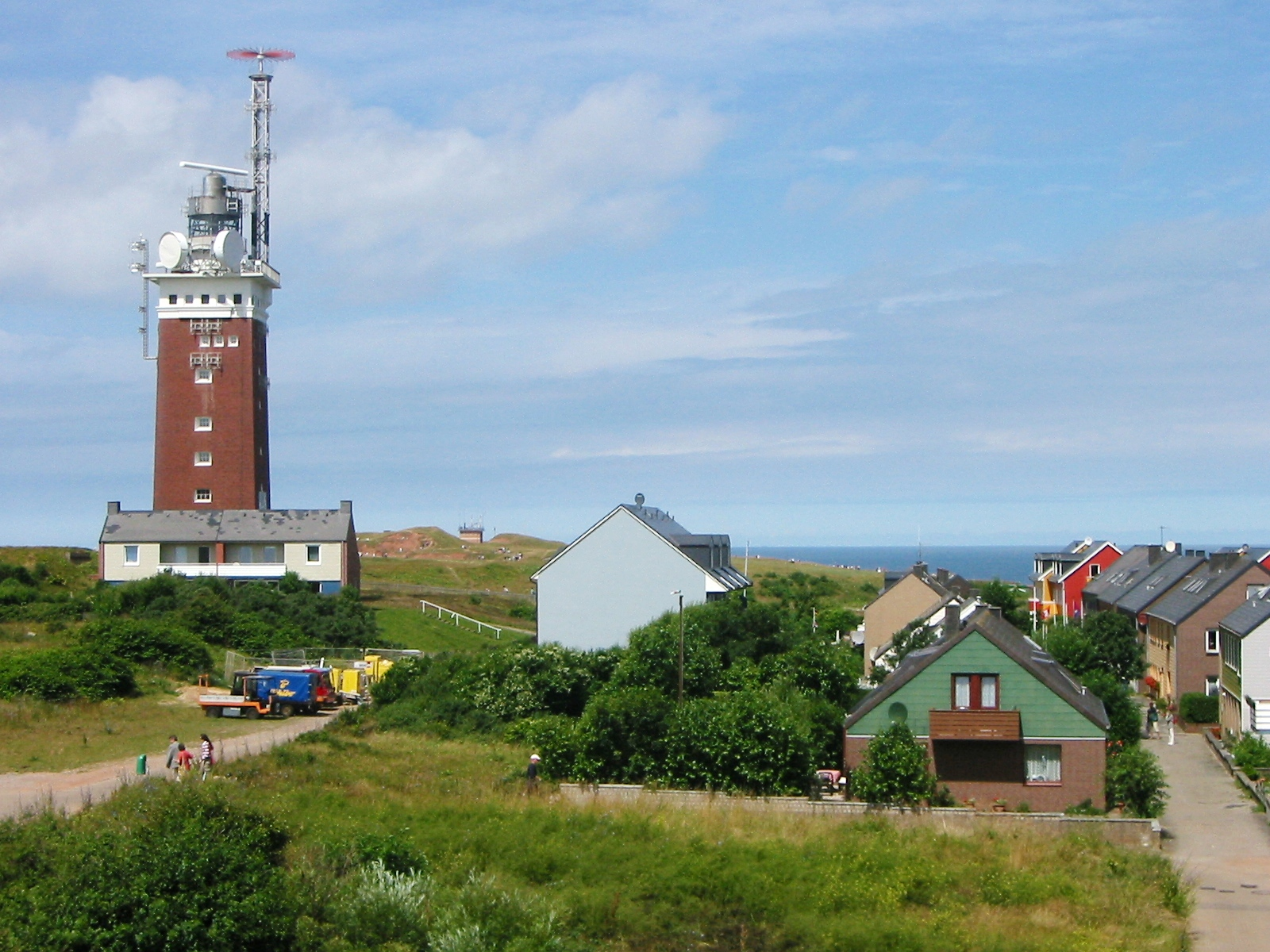
Oberland mit dem Leuchtturm
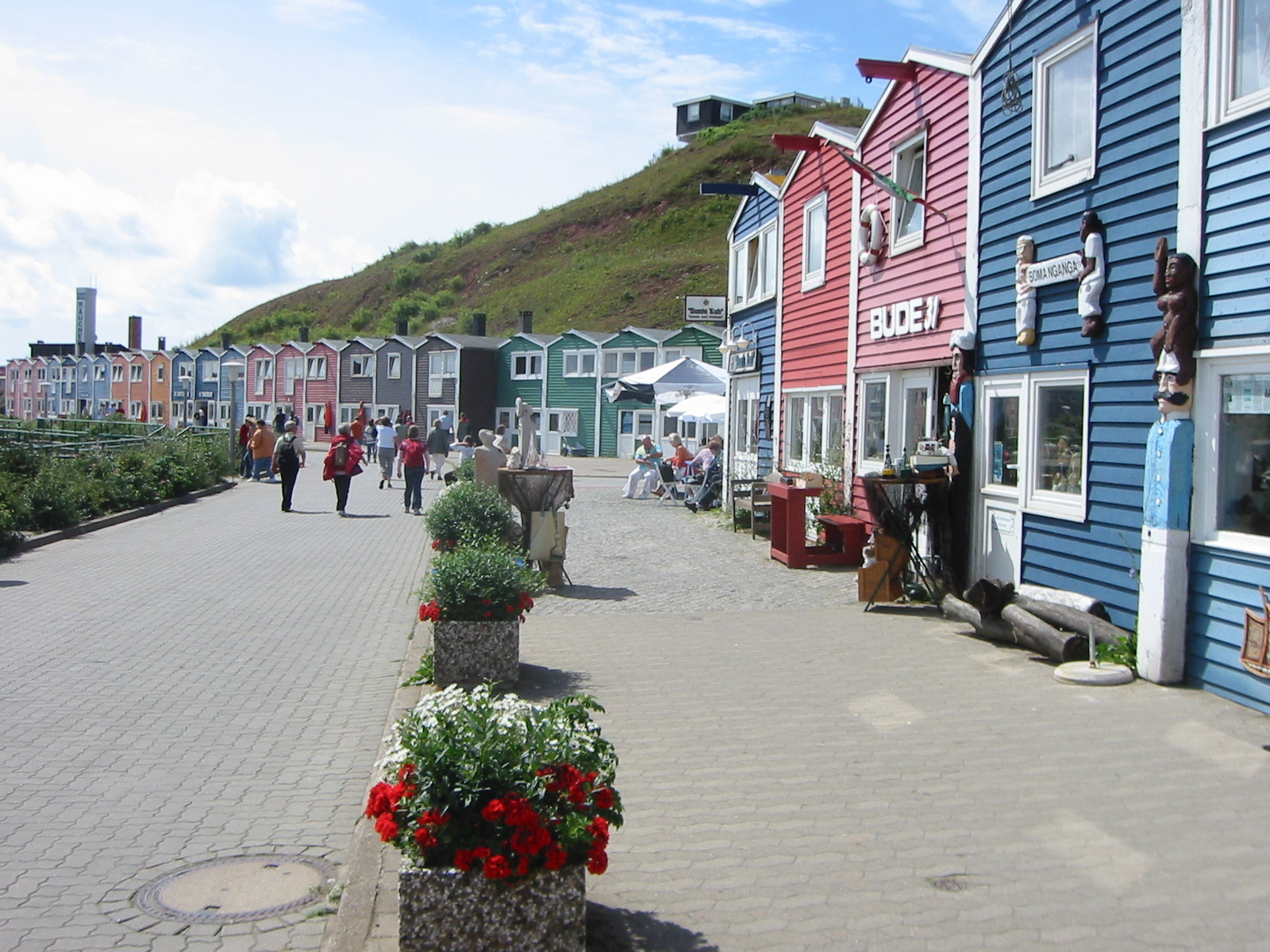
Hummerbuden
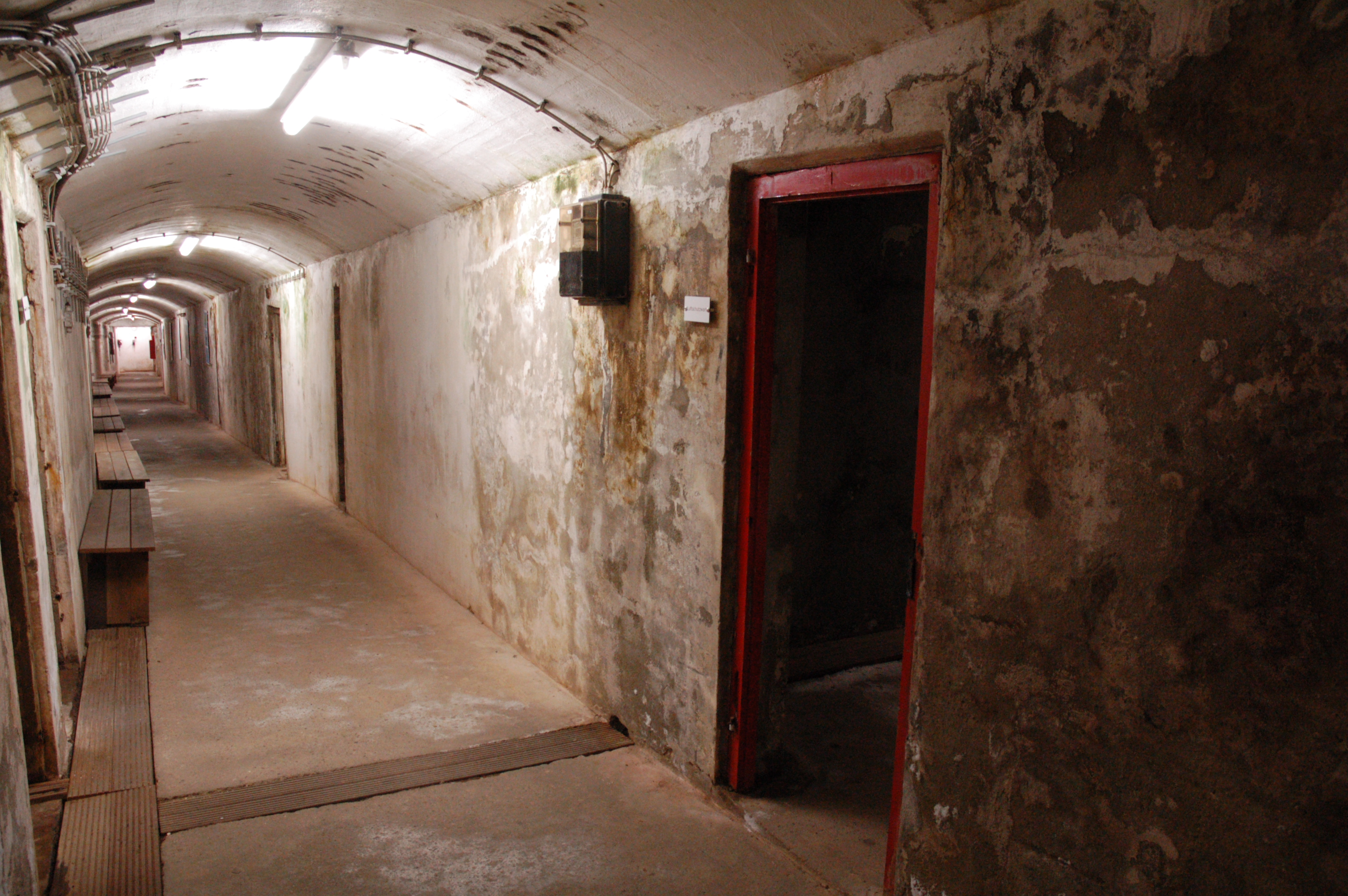
Bunkeranlagen im Innern Helgolands
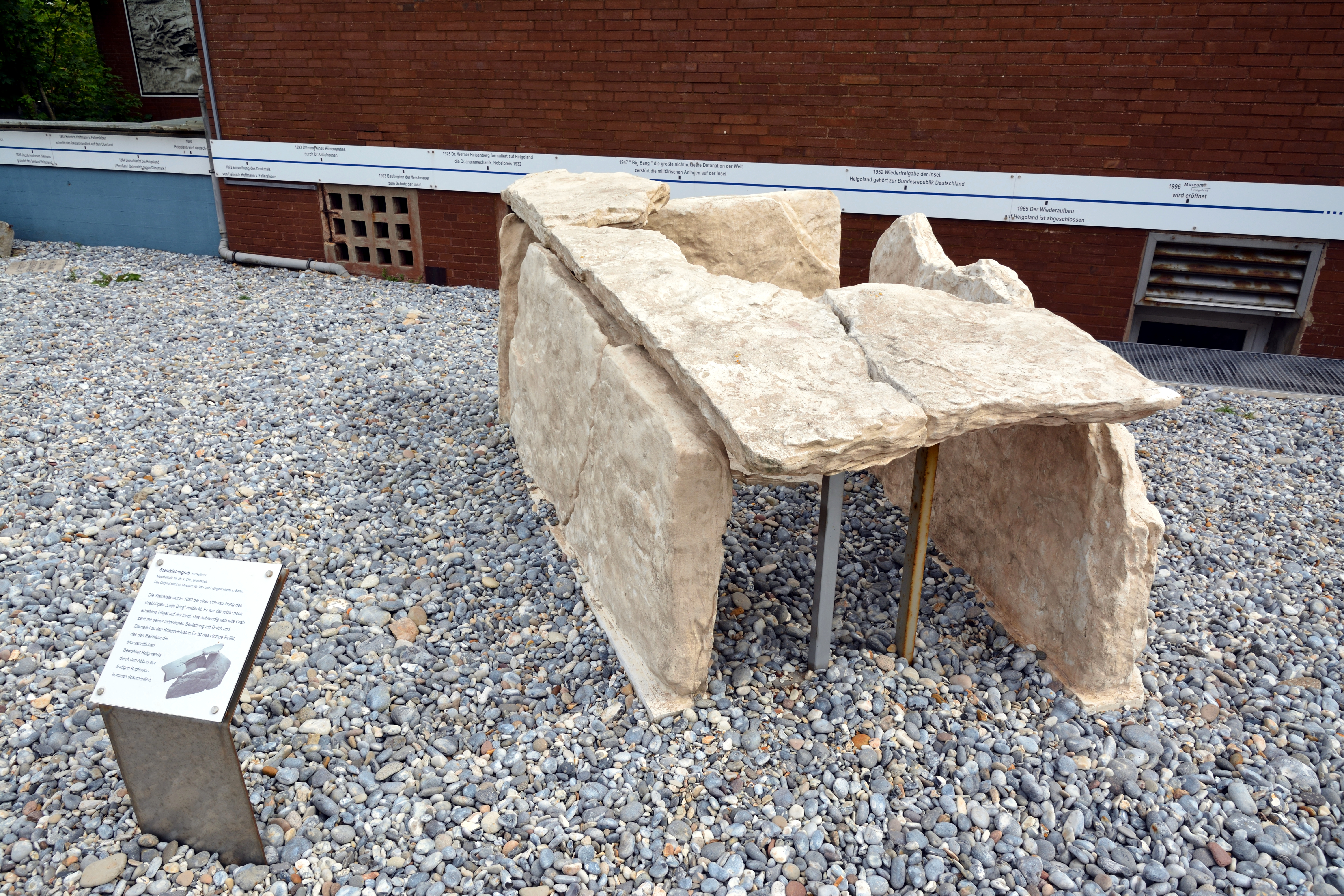
Replik der Steinkiste von Helgoland vor dem Museum Helgoland

## Regelmäßige Veranstaltungen (Auswahl)
- Nordseewoche (Hochseeregatta): Deutschlands einzige Hochseeregattaserie findet jedes Jahr am Pfingstwochenende statt.
- Störtebeker Opti Cup: Regatta für Optimisten, findet seit 2003 Ende Juli/Anfang August statt.
- Marathonlauf: Der Helgoland-Marathon wird seit 1998 alljährlich mit einigen Hundert Teilnehmern im Mai ausgetragen, meist am Sonnabend des Wochenendes, an dem in Hamburg das Volksfest Hafengeburtstag gefeiert wird.
- Beachvolleyball-Turnier: findet alljährlich im Sommer statt.
- Flens BeachSoccer Cup: Jedes Jahr Ende Juli/Anfang August findet am Südstrand der Düne ein großes Beachsoccer-Turnier statt.
- Inselfest: Auch als „Straßenfest“ oder „Tag des Seebäderdienstes“ bekannt, findet alljährlich an einem Sonnabend um den 12. Juli statt.
- Ruderregatta: Jedes Jahr im Juli veranstaltet die Allgemeine Fetenveranstaltungsgesellschaft Helgoland mit vielen Ruderteams der Insel und vom Festland ein Ruderfest mit Kostümen und Livemusik.
- Börtebootregatta: Zum Jahrestag der Abtretung Helgolands von Großbritannien an Deutschland am 10. August findet eine Regatta der Börteboote statt.
- Rock’n’Roll Butterfahrt: Das Festival findet jedes Jahr Ende April / Anfang Mai auf der Düne statt.

## Sport
Auf Helgoland befindet sich ein Fußballplatz mit Kunstrasen sowie einer Laufbahn und einer Sprunggrube. Die Fußballabteilung des VfL Fosite Helgoland ist (wie alle Vereine aus dem Kreis Pinneberg) Mitglied im Hamburger Fußball-Verband. Allerdings nimmt derzeit keine Mannschaft am regulären Spielbetrieb teil. Der Grund hierfür sind die hohen Kosten der Überfahrt aufs Festland. Deswegen bestreitet der Verein ausschließlich Freundschaftsspiele.
Jedes Jahr im Mai findet der Helgoland-Marathon auf einem Rundkurs auf der Insel statt, der fünfmal durchlaufen wird. Es nehmen bis zu 200 Männer und Frauen zumeist aus Deutschland teil.

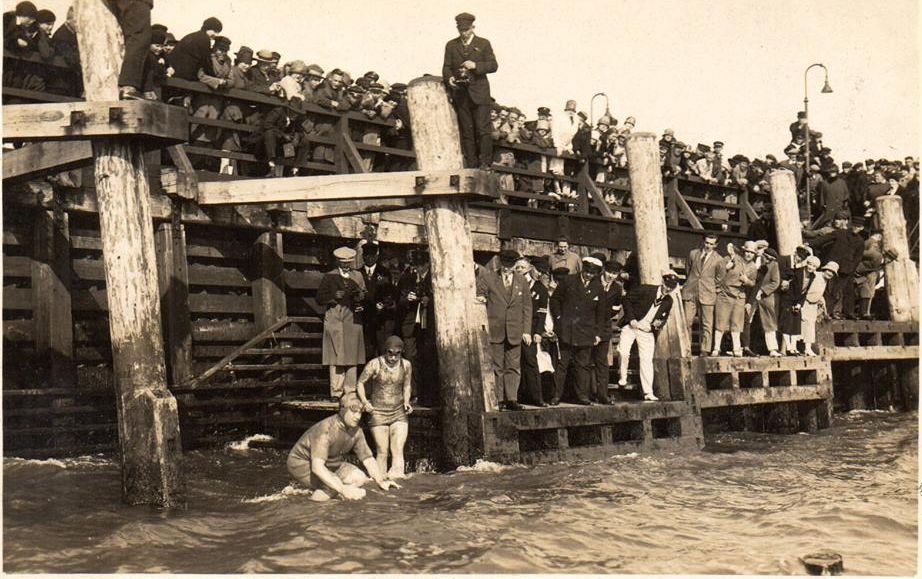
Der Dauerschwimmer Otto Kemmerich und die dänische Schwimmerin Edith Jensen vor ihrer Inselumrundung am 12. Juni 1927 von der Helgoländer Landungsbrücke

Helgoland hat eine lange Schwimmtradition. Schon Georg Christoph Lichtenberg bewunderte 1773 das Schwimmen der Helgoländer Jugend. Der Sieger der Meisterschaft für Gentlemen 1882 – Vorläufer der deutschen Schwimmmeisterschaften – der Berliner Gnewkow hatte 1881 die Insel in 2 Stunden und 1 Minute umschwommen, daran erinnerte man sich noch 1912. Zum Medienereignis wurde das Umschwimmen der Insel Ende der 1920er Jahre. 1927 umrundete die dänische Langstreckenschwimmerin Edith Jensen die Insel – samt neuem Südhafen – in 3 Stunden und 47 Minuten. Ihr Lehrer, der Dauerschwimmer Otto Kemmerich, mit dem sie zusammen gestartet war, war daran zunächst gescheitert; erst bei seinem zweiten Versuch am 21. Juni 1927 war er relativ erfolgreich (4 Stunden und 20 Minuten). Später im gleichen Jahr, am 27. Juli 1927, umschwamm die deutsche Schwimmerin Anni Weynell Helgoland in 4 Stunden und 8 Minuten und wurde dadurch bekannt. Der 66-jährige Sanitätsrat Siegfried Schaff schaffte es 1928 in 4 Stunden und 56 Minuten. 1929 wurde die Umrundung der Insel in 4 Stunden und 3 Minuten durch die Kemmerichschülerin Else Walter gemeldet.
Gut zu Schwimmwettkämpfen eignet sich die Strecke von Helgoland zur Düne („Dünenschwimmen“). Dokumentiert sind solche Wettkämpfe aus den 1920er Jahren. Von 1955 bis 2002 wurde regelmäßig einmal in der Saison ein Wettschwimmen Helgoland – Düne angeboten. Eine Neuauflage ist von 2010 bis 2014 in den Inselprospekten nachzuweisen.
Am 21. August 2021 schwamm André Wiersig als erster Mensch vom Festland (St. Peter-Ording) nach Helgoland. Die Entfernung beträgt 48,53 km. Wiersig schwamm, da er durch die Tide abgetrieben wurde, insgesamt 53,2 km.

## Wirtschaft und Infrastruktur
Der traditionelle Haupterwerb der Helgoländer, Fischfang und Lotsenwesen, spielt schon seit dem 19. Jahrhundert kaum noch eine Rolle. Bedeutend ist auch heute der Tourismus, wie schon seit dem frühen 19. Jahrhundert, dann neu und sehr wichtig die Windenergie und drittens der öffentliche Sektor mit einer großen Forschungseinrichtung. Für alle arbeiten etliche Handwerksbetriebe.

### Tourismus
Helgoland ist ein staatlich anerkanntes Seeheilbad. 2017 standen 1602 Betten in Privatquartieren, Pensionen und Hotels zur Verfügung.
Die Zoll- und Umsatzsteuerfreiheit Helgolands lockt, vor allem in den Sommermonaten, Tagesausflügler auch zum Duty-free-Shopping auf die Insel. Allerdings wird der Preisvorteil aufgrund des Wegfalls der Umsatzsteuer und der Zölle durch die ausschließlich auf Helgoland erhobene Gemeindeeinfuhrsteuer gemindert. Aufgrund der niedrigen Preise für Dieselkraftstoff gilt Helgoland unter Sportbootkapitänen zudem als Geheimtipp für Törns in der Deutschen Bucht. Auch Sportpiloten profitieren von dem Preisvorteil beim Tanken auf dem Helgoländer Flughafen.

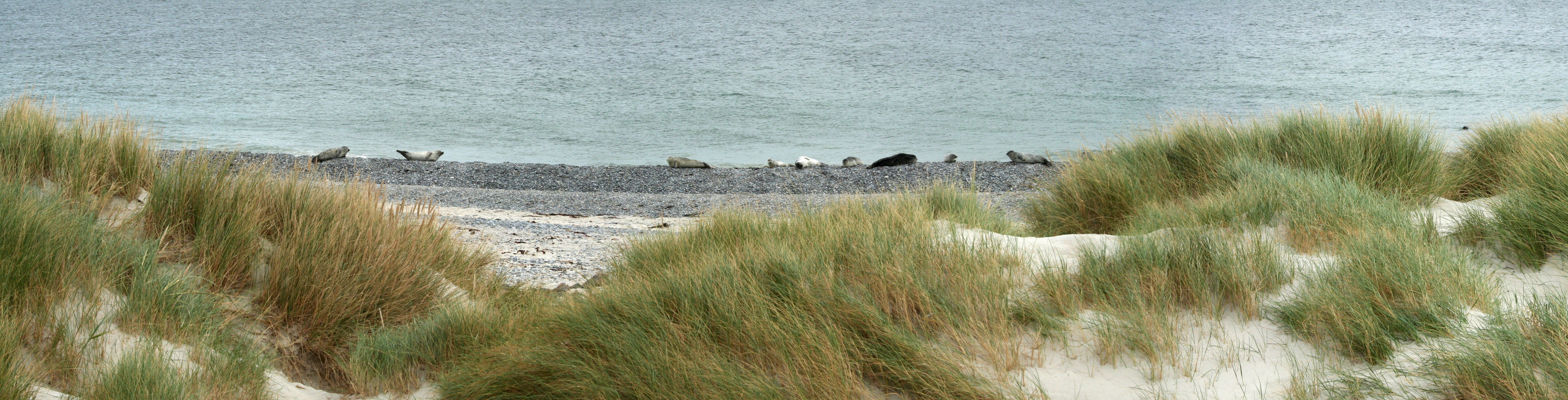
Seehunde am Oststrand der Insel Düne

Die der Hauptinsel vorgelagerte und per Fähre zu erreichende Düne ist bevorzugtes Ziel derjenigen Urlauber, die nicht nur als Tagestouristen auf Helgoland verweilen und sich vor dem täglichen Touristenandrang dorthin zurückziehen. Auf der Düne teilen sich die Badegäste an manchen Tagen den Strand mit Seehunden und Kegelrobben, die ihre Scheu gegenüber Menschen weitgehend abgelegt haben.

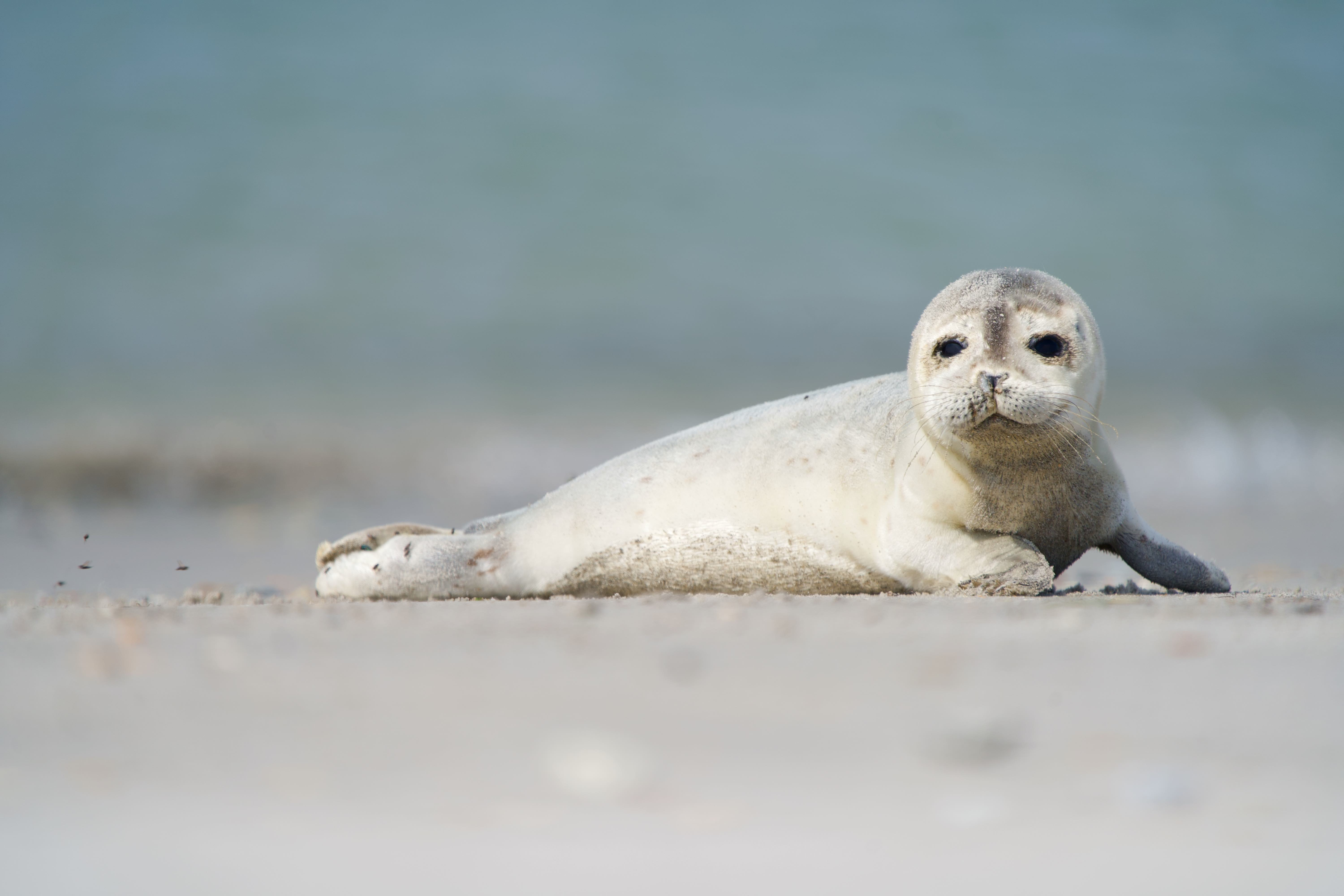
Ein Seehundjungtier auf der Helgoländer Düne

Von Ende der 1960er bis Ende der 1970er Jahre kamen bis zu 800.000 Ausflügler im Jahr – Besucherzahlen, die später nicht mehr erreicht wurden. Helgoland wurde damals mit dem abfälligen Spitznamen „Fuselfelsen“ bedacht, weil Touristen dort alkoholische Getränke zollfrei kaufen konnten.
Um den Schwerpunkt wieder weg vom reinen Tages- und Einkaufstourismus auf Übernachtungsgäste zu legen, wurde 1999 das alte Kurhaus durch einen Hotelneubau ersetzt und 2007 das Meerwasserschwimmbad renoviert, das jetzt den Namen Mare Frisicum Spa Helgoland trägt. Die Zahl der Tagestouristen stieg 2011 erstmals nach langer Zeit wieder leicht an. Von 2007 bis 2010 stieg die Zahl der Übernachtungsgäste um rund 30 %. Im Jahr 2012 gab es rund 70.000 Übernachtungsgäste, die Zahl der Helgoland-Ausflügler insgesamt betrug 316.241. 2012 wurde die HelgolandCard eingeführt, die die frühere Kurkarte ersetzt.
Das Geschäft mit dem Tagestourismus steht in einem Spannungsverhältnis zu dem Geschäft mit den Übernachtungsgästen.

### Windenergie

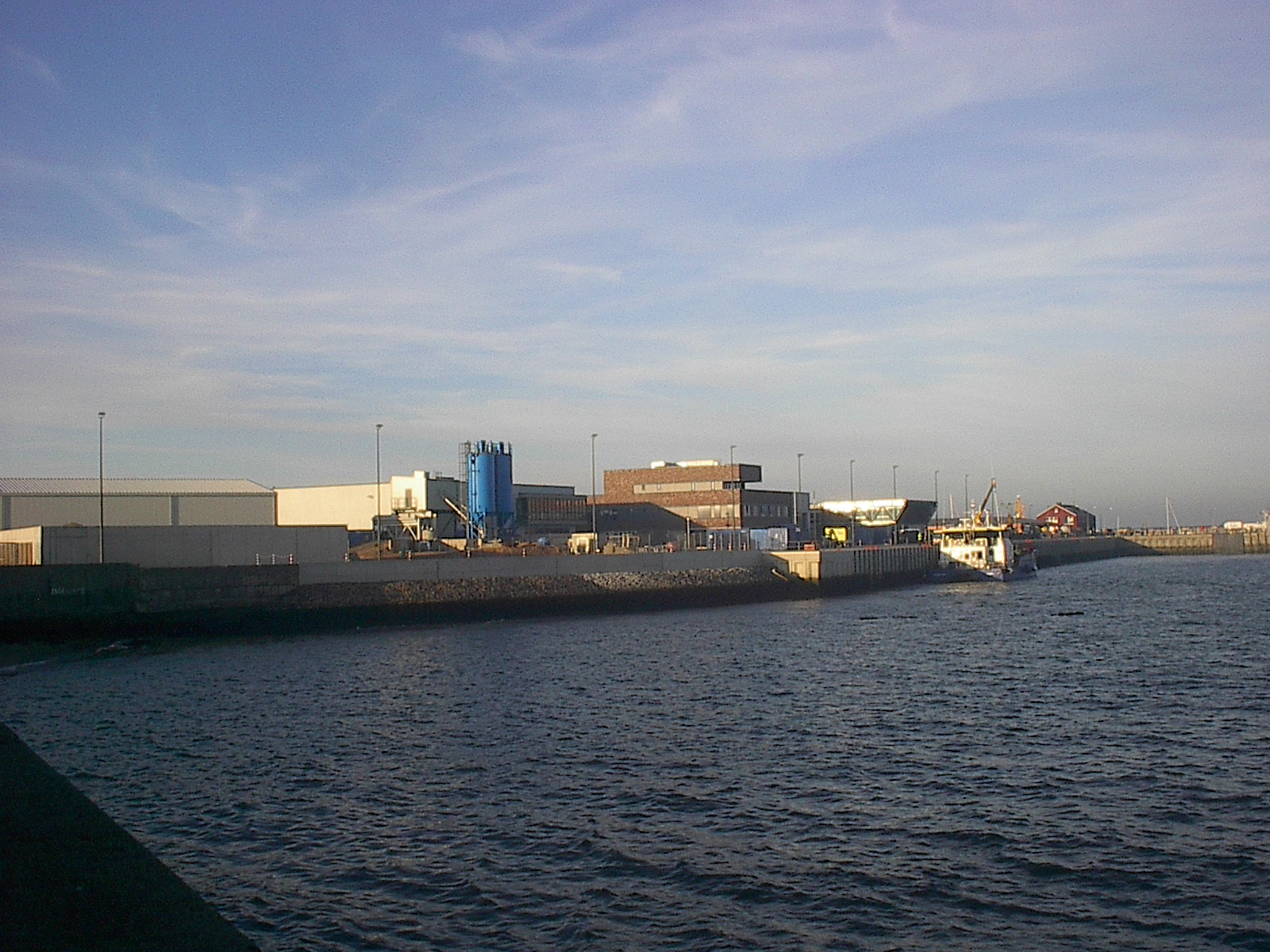
Bauten für die Windenergie-Firmen am Südhafen, vor dem Schiff das 2019 eröffnete Fracht- und Passagierterminal

Seit den hohen Gewerbesteuereinnahmen durch die Offshore-Windenergie-Firmen ab 2015 ist der Haushalt der Gemeinde Helgoland mehr als ausgeglichen. Die etwa 100 Arbeitsplätze sind meistens im 14-täglichen Wechsel besetzt. Es gibt neugebaute Wohnheime für die Arbeiter. Das größte Hotel der Insel ist als Tagungsort an Windenergiefirmen vermietet.
Auf dem im Jahr 2013 von der Hafenprojektgesellschaft Helgoland mbH (HGH) erschlossenen Südhafengelände bauten die Unternehmen E.ON, RWE und WindMW, die am Bau und Betrieb mehrerer Offshore-Windparks in der Deutschen Bucht beteiligt sind, eine Betriebsbasis für Wartung und Service. Vorher musste das Gelände von den noch zahlreich vorhandenen Kampfmitteln aus dem Zweiten Weltkrieg und der Nachkriegszeit geräumt werden. Die Offshore-Windparks Meerwind Süd und Meerwind Ost von WindMW wurden 2014 rund 23 km nördlich von Helgoland fertiggestellt. Der Windpark Nordsee Ost von RWE-Innogy wurde im Mai 2015 eröffnet. Der Offshore-Windpark Amrumbank West von E.ON ging im Oktober 2015 in Betrieb.
Seit 2020 werden in Fortführung der Windenergieentwicklung bei Helgoland Anlagen zur Herstellung von grünem Wasserstoff diskutiert. Erste Forschungsprojekte wurden 2021 bewilligt. Helgoland soll zum zentralen Wasserstoff-Knotenpunkt werden, der von den Offshore-Windparks in der Umgebung profitiert.

### Öffentlicher Dienst
Ein großer Arbeitgeber im 20. Jahrhundert war die Bundeswehr bzw. ihre Vorgängerorganisationen. Die letzten Kasernen für bis zu 60 Soldaten wurden 2006 von der Biologischen Anstalt übernommen. Die ursprünglich insgesamt hohen Stellenzahlen bei Post, Wetterdienst, Flugsicherung, Polizei, Zoll, Wasserstraßen- und Schifffahrtsamt sind durch die Umstrukturierungen vergleichbar wie auf dem Festland personell deutlich verkleinert worden. Erhalten ist bis heute ein Krankenhaus, das seit 1985 eine private Fachklinik für Parkinson-Kranke ist, daneben aber weiterhin eine Grundversorgung für die Helgoländer und Gäste bereithält.
Am Südhafen befindet sich eine Wetterwarte des Deutschen Wetterdienstes. Zur Überwachung der Umweltradioaktivität installierte das Bundesamt für Strahlenschutz auf Helgoland zwei ODL-Sonden. Eine befindet sich auf dem Oberland, die andere beim Hafen; sie dienen der radioaktiven Frühwarnung.

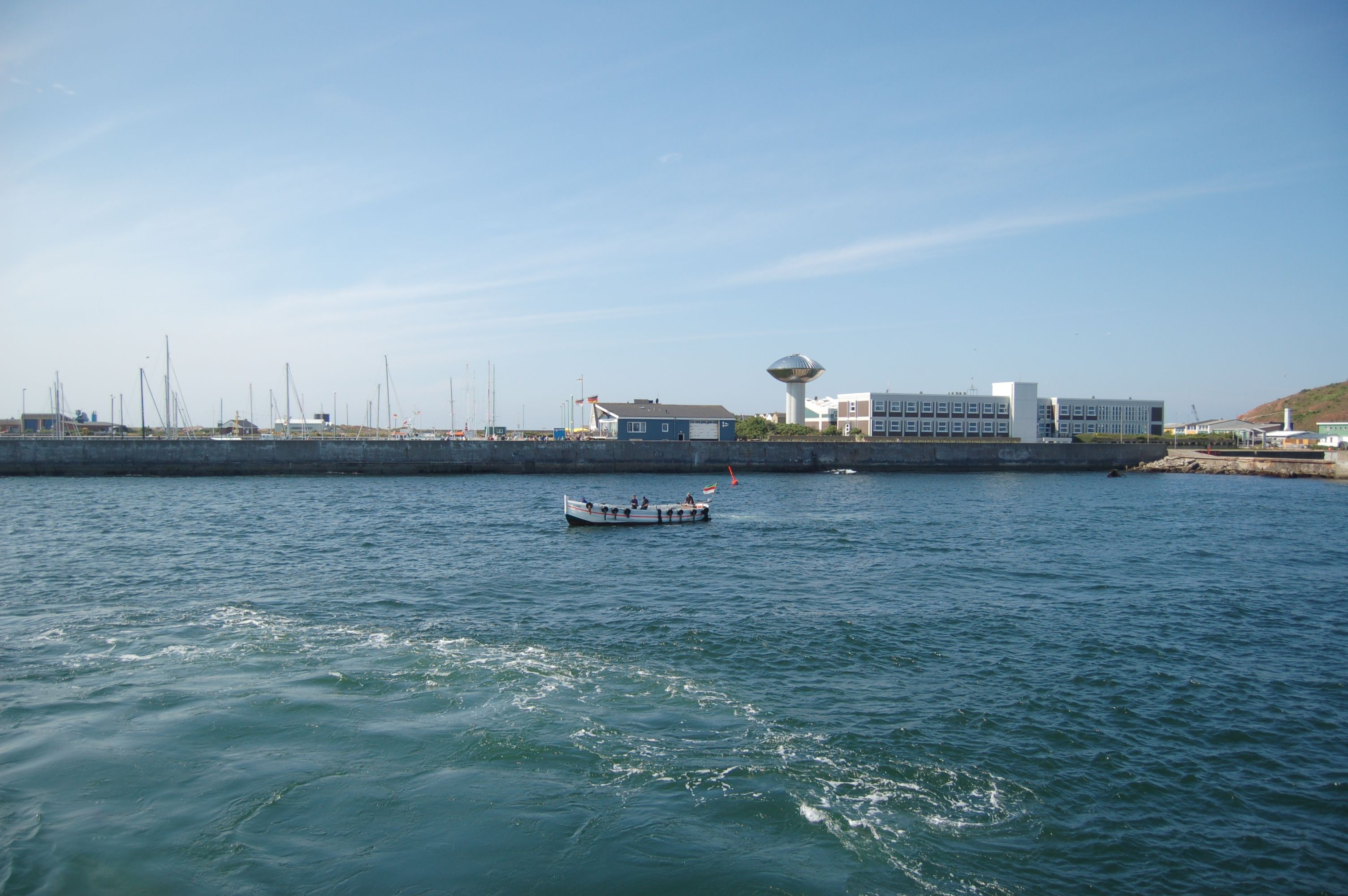
Biologische Anstalt Helgoland

Die seit 1892 bestehende Biologische Anstalt Helgoland (BAH) erforscht die Grundlagen des Lebens im Meer mit Schwerpunkten in der Nordsee und im Wattenmeer. Sie gehört seit 1998 zum Alfred-Wegener-Institut für Polar- und Meeresforschung (AWI) mit Sitz in Bremerhaven. Hier arbeiteten 2017 65 Menschen, überwiegend mit befristeten Verträgen. Eine weitere Forschungseinrichtung ist die aus der BAH hervorgegangene Vogelwarte Helgoland. Infolge der Zerstörungen auf Helgoland nahm sie 1947 ihren Hauptsitz in Wilhelmshaven und heißt jetzt Institut für Vogelforschung „Vogelwarte Helgoland“. Die Inselstation Helgoland ist heute eine Außenstelle dieses Institutes.

### Ver- und Entsorgung
Trinkwasser wird auf Helgoland selbst gewonnen. Neben dem Kraftwerk befindet sich eine Meerwasserentsalzungsanlage, mit der durch Umkehrosmose das Helgoländer Trinkwasser gewonnen wird. Das Wasser ist etwa viermal so teuer wie auf dem Festland.
Der ins Helgoländer Netz eingespeiste Strom wurde bis 2009 ausschließlich vor Ort produziert: Im nordöstlichen Teil des Unterlands befindet sich ein Kraftwerk mit zwei Generatoren, die mit Dieselmotoren betrieben werden. Die Abwärme sowie die Wärme zweier mit Heizöl betriebener Heizkessel werden zur Fernwärme-Versorgung eines Großteils der Helgoländer Gebäude genutzt. Die Abgase der zentralen Energieerzeugung werden einer Rauchgasreinigung unterzogen. Im Jahr 2009 wurde für 20 Millionen Euro das Helgolandkabel, ein knapp 53 km langes 30-kV-Seekabel von St. Peter-Ording nach Helgoland, verlegt. Seit der Inbetriebnahme am 30. November 2009 ist Helgoland als letzte deutsche Gemeinde an das europäische Verbundnetz angeschlossen.
Die Abfallentsorgung des Helgoländer Mülls erfolgt auf dem Festland. Auf der Insel sammelt die Karl Meyer AG den vorgetrennten Müll und transportiert ihn mit einem ihrer Schiffe aufs Festland. Ebenso betreibt das Unternehmen im Auftrag der öffentlichen Hand die Kläranlage der Insel. Diese wurde nach einem kompletten Neubau im September 2021 eingeweiht und ersetzt die alte Anlage, deren Reinigungsergebnisse nicht mehr ausreichend waren. Sie hat eine Ausbaugröße von 6.150 Einwohnerwerten. Die zweistraßige Anlage arbeitet nach dem SBR-System: Im Gegensatz zu den meisten anderen Kläranlagen laufen die verschiedenen Phasen der Reinigung nicht in hintereinandergeschalteten Becken ab, sondern in einem Becken, aber mit zeitlichem Versatz. Auf diese Weise können die stark unterschiedlichen Belastungen im Jahresverlauf (Tourismus im Sommer) besser behandelt werden. Der anfallende Klärschlamm wird in einer ebenfalls neu gebauten Klärschlammbehandlungsanlage entwässert, anschließend per Schiff abgefahren und landwirtschaftlich verwertet.

## Verkehr
Helgoland ist nur per Wasser- oder Luftfahrzeug erreichbar.

### Häfen

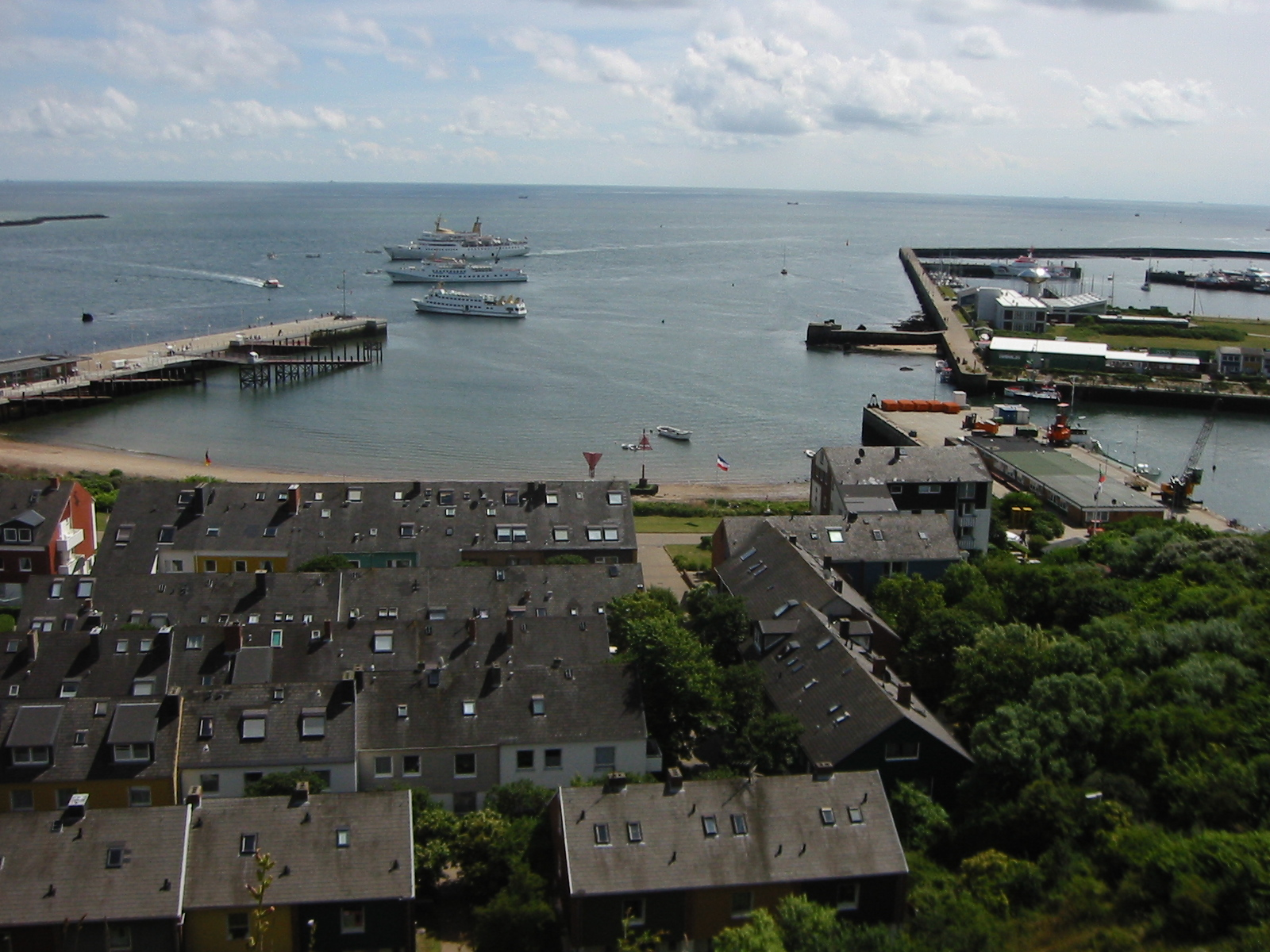
Drei Seebäderschiffe liegen auf Reede, links die Landungsbrücke, rechts der Binnenhafen und dahinter der Südhafen

Helgoland verfügt über mehrere Häfen. Der Binnenhafen und der Nord-Ost-Hafen grenzen an das Unterland. Der Südhafen und insbesondere der Vorhafen sind für größere Schiffe geeignet. Von der Landungsbrücke, die die Binnenreede nach Osten begrenzt, verkehrt die Dünenfähre in den Dünenhafen der Düne.

### Schiffsverbindungen

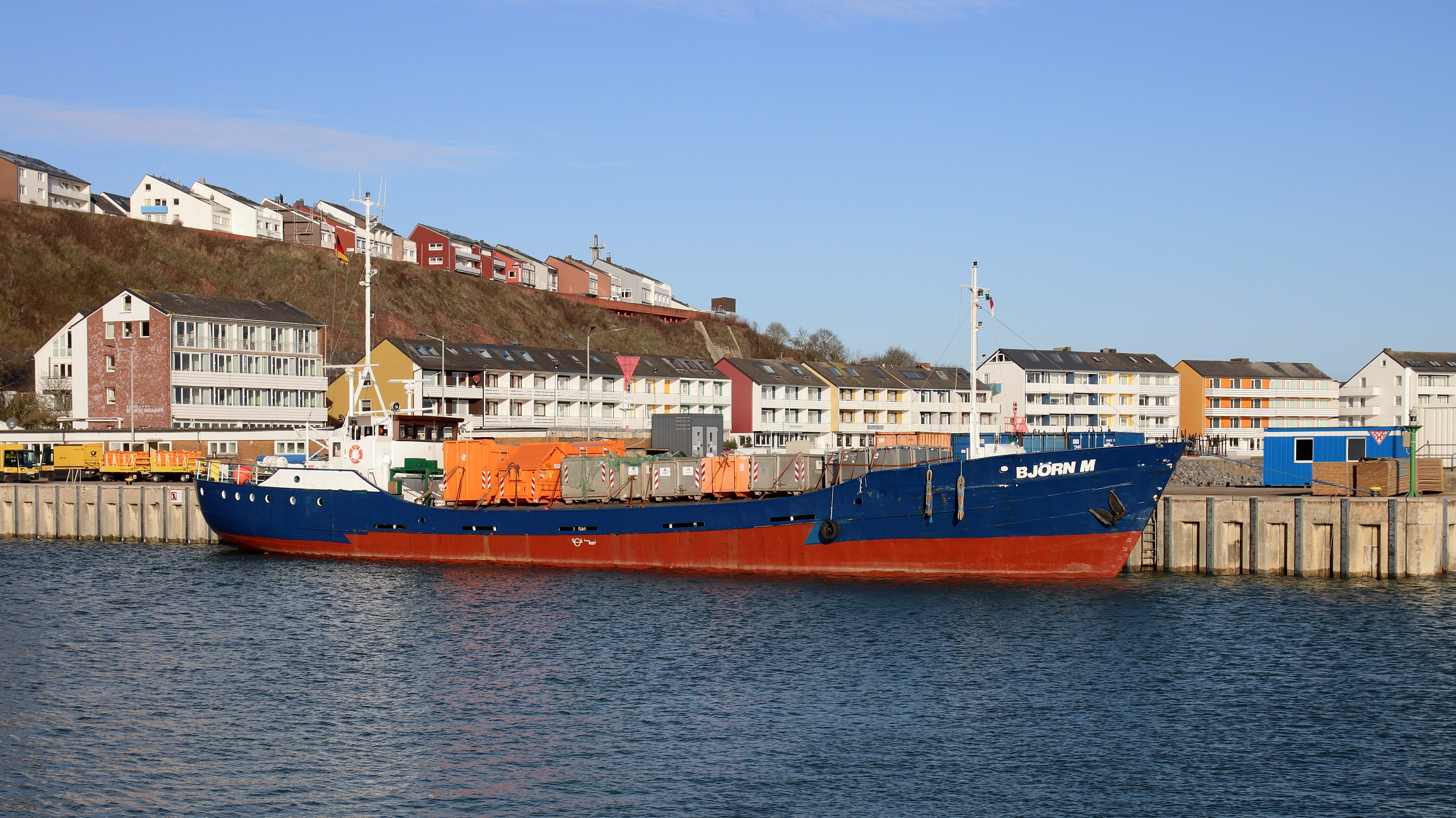
Die Björn M liegt im Binnenhafen

Während der Touristensaison fahren täglich Seebäderschiffe von verschiedenen Häfen auf dem deutschen Festland nach Helgoland. Wichtigster Festlandhafen ist Cuxhaven, von wo durch die Reederei Cassen Eils die einzige Ganzjahresverbindung nach Helgoland bedient wird. Hierfür wird seit Dezember 2015 die mit LNG angetriebene Helgoland eingesetzt.
Zudem wird über Cuxhaven ein Großteil des Frachtverkehrs zur Ver- und Entsorgung der Insel abgewickelt. Das Unternehmen Helgoland Fracht Kontor (Teil der Karl-Meyer-Gruppe) bietet mit den beiden Schiffen Helgoland und Björn M. mehrmals wöchentlich Verbindungen nach Helgoland an. Weitere Schiffe werden nach Bedarf zur Versorgung der Insel mit Baumaterial, zur Versorgung der von der Insel aus betreuten Offshore-Windparks sowie zur Müllentsorgung eingesetzt.
Weitere bedeutende Häfen für den Helgolandverkehr sind Büsum, Bremerhaven, Hooksiel und Wilhelmshaven (Reederei Adler & Eils) und Hamburg (über Wedel und Cuxhaven) (FRS). Auf der letztgenannten Route wird der Katamaran Halunder Jet eingesetzt.
Die Fahrzeiten der Seebäderschiffe von und nach Helgoland vom nächstgelegenen Hafen in Cuxhaven belaufen sich auf rund 130 Minuten; die Halunder Jet brauchte 75 Minuten.
Das Ausbooten

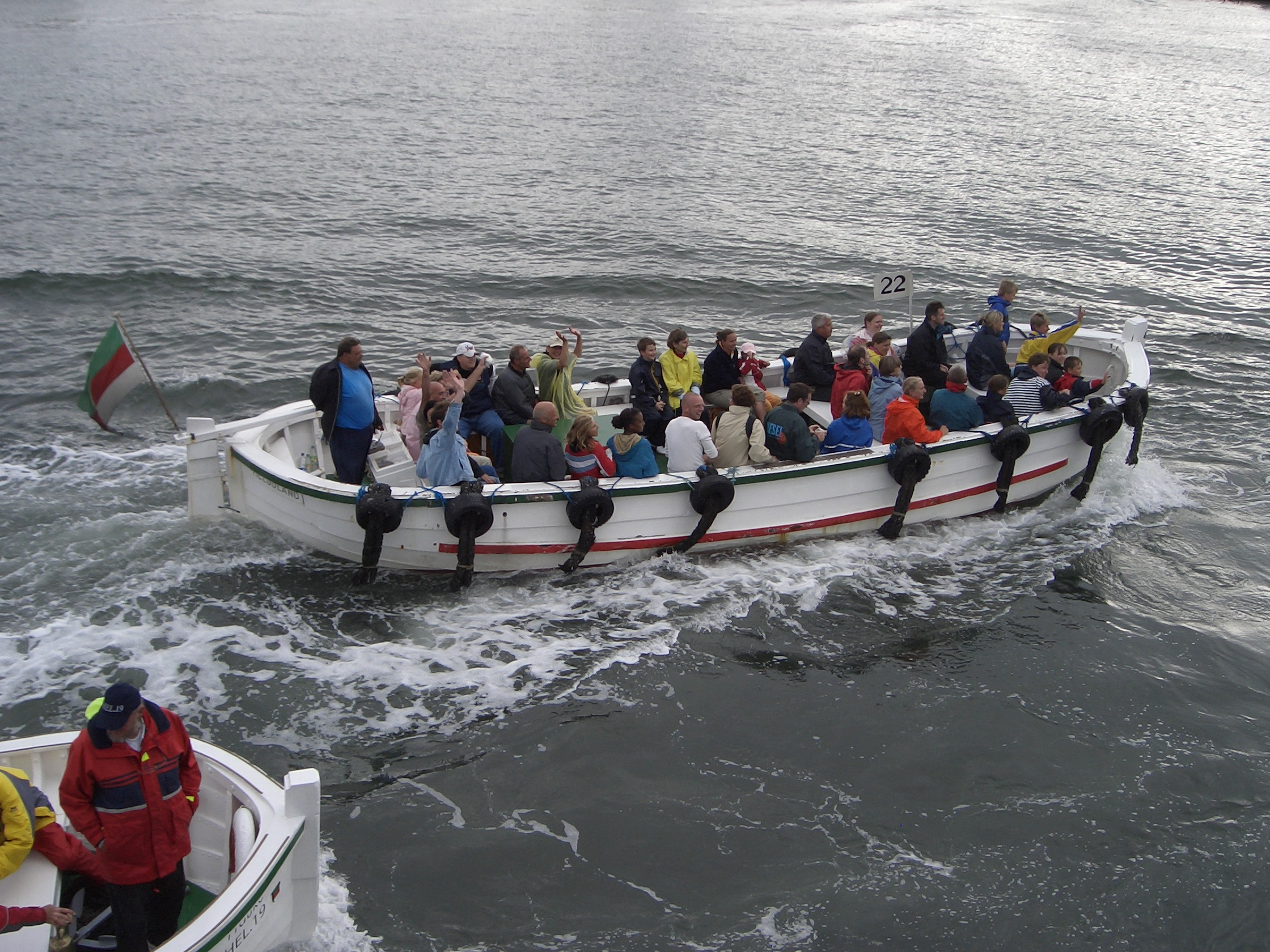
Börteboot

Eine in Deutschland einmalige Touristenattraktion ist das Ausbooten der Passagiere der auf Reede liegenden Seebäderschiffe zur Helgoländer Landungsbrücke. Das Ausbooten wird mit offenen, kräftig gebauten Börtebooten (örtliche Bezeichnung Rudder) durchgeführt. Im Börteboot finden 40–50 Passagiere während der kurzen Fahrt vom Seebäderschiff zur Insel Platz. Die Bootsform der Börteboote stammt noch aus der Zeit, als Helgoland vom Fischfang und später vom Lotsengeschäft in der Deutschen Bucht und den Flussmündungen der Weser und Elbe lebte. Da die Insel bis zum Bau eines Marinehafens kurz vor dem Ersten Weltkrieg keinen eigenen Hafen hatte, landeten die Boote im Winter wie im Sommer am Südstrand der Hauptinsel an. Im Zuge der Errichtung des Seebades Helgoland im Jahr 1826 und der Einrichtung einer Versicherung der Börtebootbetreiber auf Gegenseitigkeit wurde das Ausbooten auf der Reede vor dem Strand eingeführt.

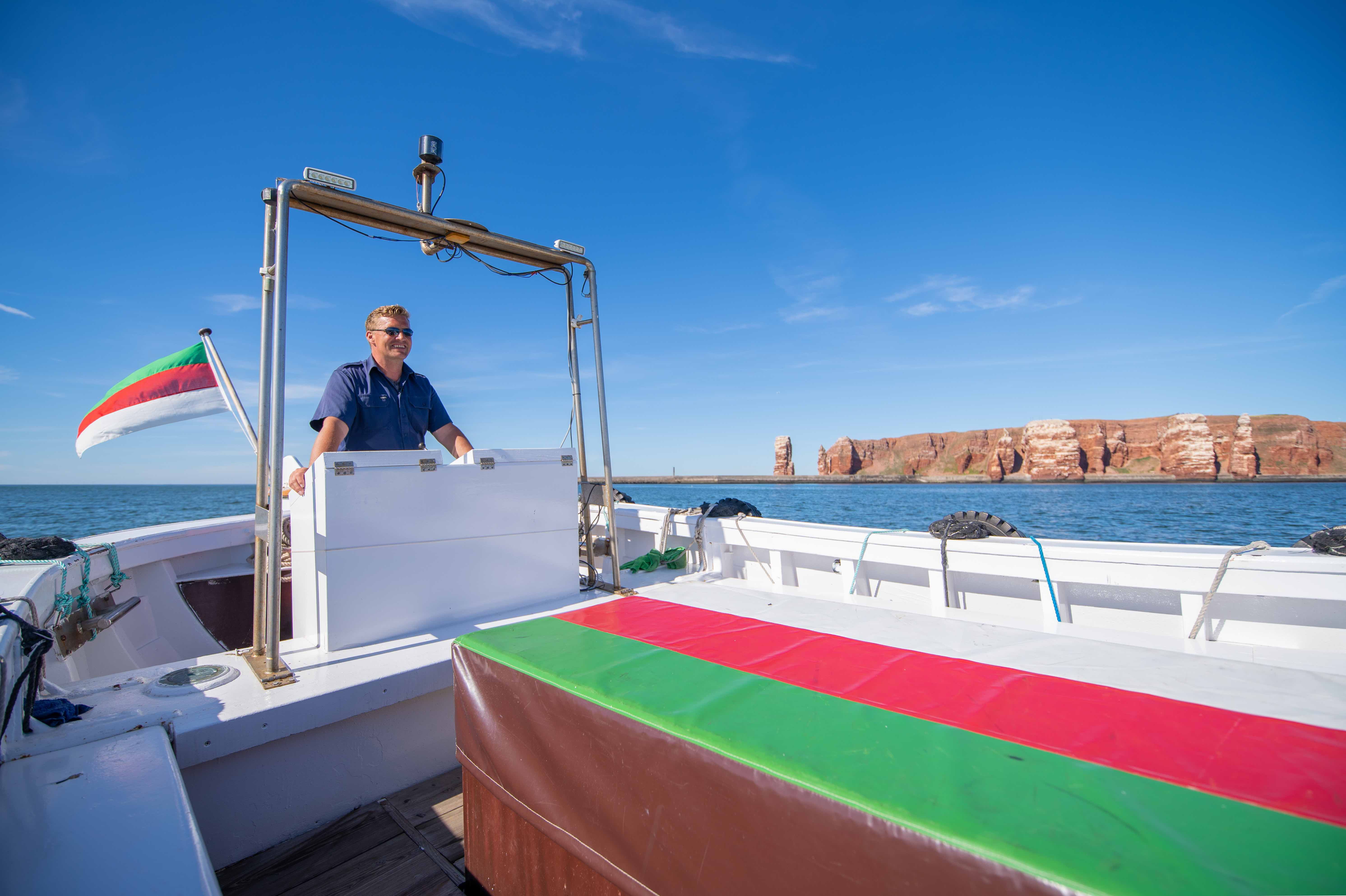
Helgoländer Börteboot Rasmus bei einer Fahrt um die Lange Anna

Seit Inbetriebnahme des heutigen Südhafens sprechen verschiedene Gründe gegen seine Nutzung für die Seebäderschifffahrt im Sommer; war es zunächst die ausschließlich militärische Nutzung, die das Einlaufen von Seebäderschiffen verbot, sprach danach die Praktikabilität für die Beibehaltung des Ausbootens: Für die Abfertigung von täglich bis zu fünf Seebäderschiffen ist zu wenig Platz im Hafen. An der für die Abfertigung der zahlreichen Tagestouristen ausgelegten Landungsbrücke ist nicht die notwendige Wassertiefe für jedes Schiff vorhanden. Zudem ist das Ausbooten ein Markenzeichen der Insel und eine Einnahmequelle für ihre Bewohner: Im Fahrpreis nach Helgoland ist ein Börtezuschlag enthalten. Ausgenommen vom Ausbooten sind die Katamaranfähre von Hamburg, Wedel und Cuxhaven sowie das „Ganzjahreschiff“ Helgoland ab Cuxhaven, die beide direkt den Südhafen ansteuern.
Seit 2020 wird wegen der Coronasituation auf das Ausbooten verzichtet. Nach Auslaufen der Coronamaßnahmen wurde das Ausbooten bisher nicht wieder eingeführt. (Stand August 2024)

### Luftverkehr

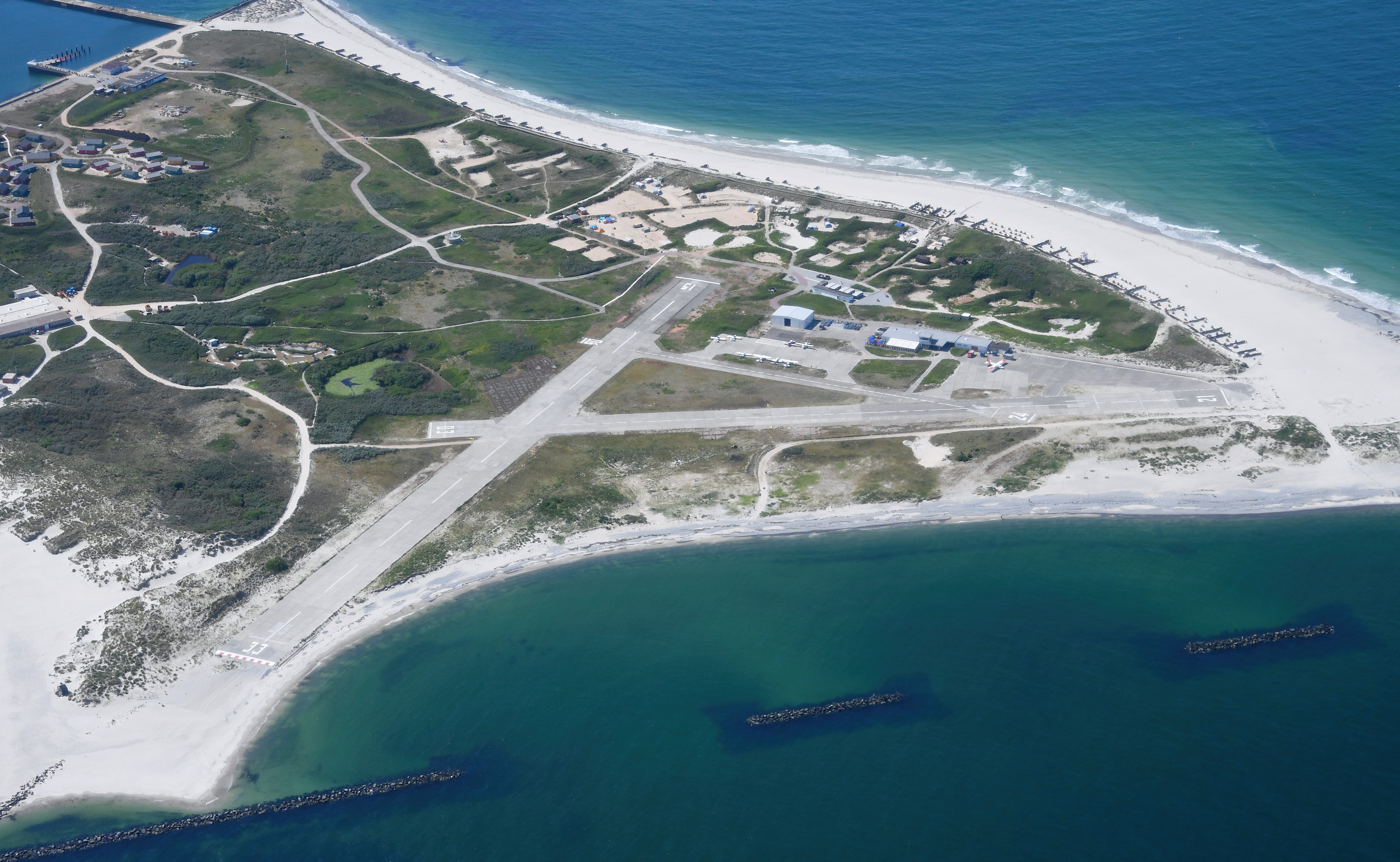
Flugplatz auf der Düne

Auf der Düne befindet sich der kleine Flugplatz Helgoland-Düne, von dem in etwa 20 bis 30 Minuten das deutsche Festland erreicht werden kann. Regelmäßige Flugverbindungen werden derzeit von und nach den Flughäfen Heide/Büsum, Cuxhaven/Nordholz und Uetersen/Heist angeboten. Daneben gab bzw. gibt es Charter- und Saisonverkehre.
Im Südhafengebiet starten und landen neben den Hubschraubern der Marineflieger auch die Hubschrauber zur Versorgung der Offshore-Windparks.

### Straßenverkehr

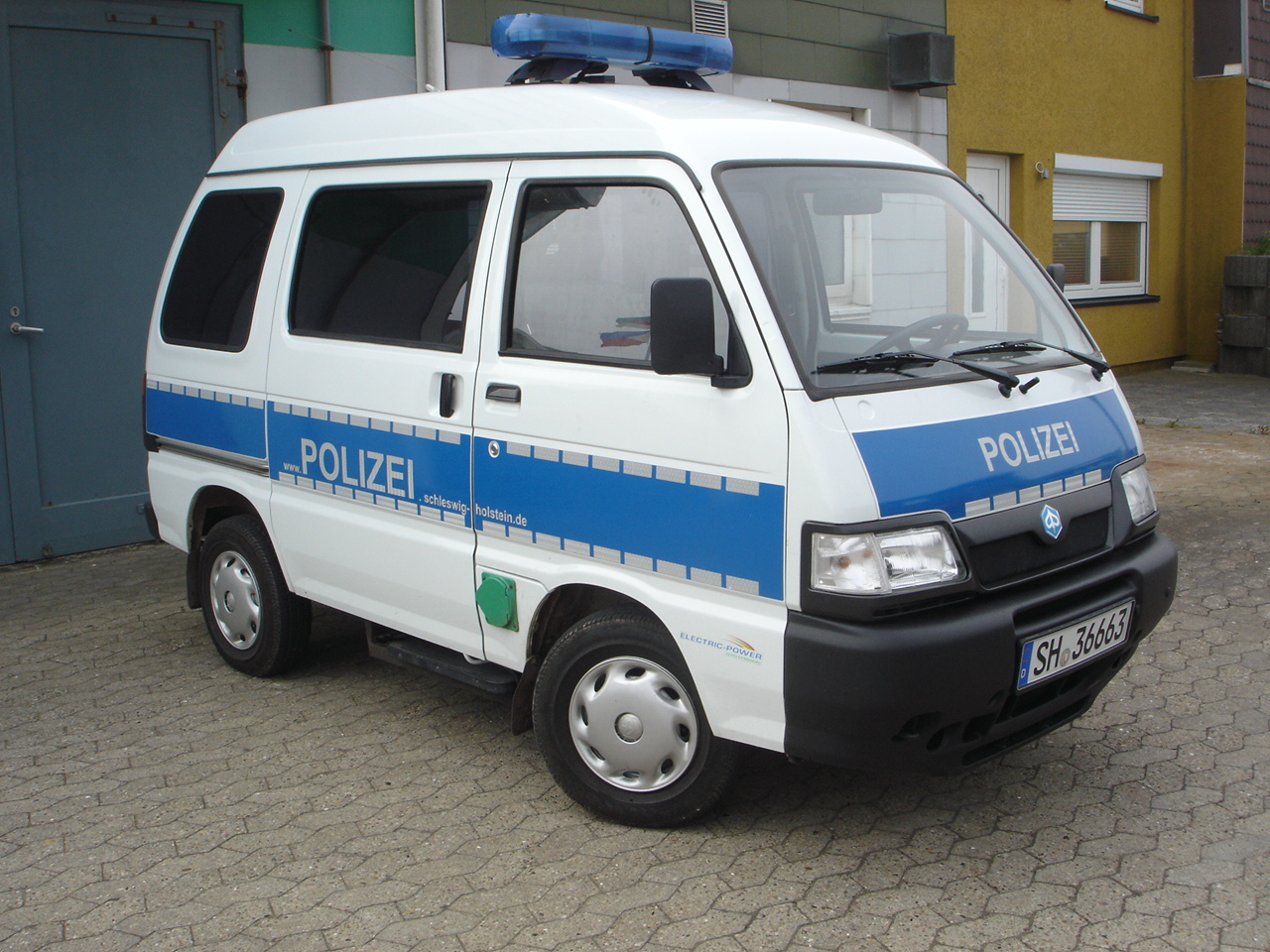
Ehemaliges Elektrofahrzeug der Polizei auf Helgoland

Auf der Insel Helgoland sind seit 1971 gemäß § 50 der StVO Sonderregelung für die Insel Helgoland der Verkehr mit Kraftfahrzeugen und das Radfahren verboten. Wer vorsätzlich oder fahrlässig entgegen § 50 auf der Insel Helgoland ein Kraftfahrzeug führt oder mit einem Fahrrad fährt, handelt gemäß § 49 Absatz 4 Nr. 7 ordnungswidrig im Sinne des § 24 des Straßenverkehrsgesetzes (StVG), was gemäß dessen Absatz 2 mit einer Geldbuße bis zu 2000 Euro geahndet werden kann. § 35 Sonderrechte Absätze 1 bis 1a StVO befreien die Bundeswehr, die Bundespolizei, die Feuerwehr, den Katastrophenschutz, die Polizei, den Zolldienst und ausländische Beamte, die auf Grund völkerrechtlicher Vereinbarungen zur Nacheile oder Observation im Inland berechtigt sind, von dem Verbot, soweit es zur Erfüllung hoheitlicher Aufgaben dringend geboten ist; Absätze 5 bis 5a befreien die Truppen der nichtdeutschen Vertragsstaaten des Nordatlantikpaktes im Falle dringender militärischer Erfordernisse sowie Fahrzeuge des Rettungsdienstes, wenn höchste Eile geboten ist, um Menschenleben zu retten oder schwere gesundheitliche Schäden abzuwenden. Absatz 6 berechtigt Fahrzeuge, die dem Bau, der Unterhaltung oder Reinigung der Straßen und Anlagen im Straßenraum oder der Müllabfuhr dienen und durch weiß-rot-weiße Warneinrichtungen gekennzeichnet sind, auf allen Straßen und Straßenteilen und auf jeder Straßenseite in jeder Richtung zu allen Zeiten zu fahren und zu halten, soweit ihr Einsatz es erfordert; Absatz 7 berechtigt Messfahrzeuge der Bundesnetzagentur für Elektrizität, Gas, Telekommunikation, Post und Eisenbahn auf allen Straßen und Straßenteilen zu allen Zeiten zu fahren und zu halten, soweit ihr hoheitlicher Einsatz es erfordert.
Wo Fußgängerverkehr zulässig ist, darf gemäß § 24 mit Krankenfahrstühlen oder mit anderen als Schiebe- und Greifreifenrollstühlen gefahren werden, jedoch nur mit Schrittgeschwindigkeit (Schiebe- und Greifreifenrollstühle sind nicht Fahrzeuge im Sinne der StVO; für den Verkehr mit diesen Fortbewegungsmitteln gelten die Vorschriften für den Fußgängerverkehr entsprechend (diese schreiben Schrittgeschwindigkeit nicht vor)). Für jeden anderen Verkehr mit Kraftfahrzeugen und jedes andere Radfahren auf der Insel Helgoland muss eine Ausnahme von den Vorschriften des § 50 StVO gemäß § 46 Absatz 2 Satz 1 StVO genehmigt sein, wofür gemäß § 8 Nr. 2 der Landesverordnung über die zuständigen Behörden und Stellen nach dem Straßenverkehrsrecht vom 8. November 2004 der Landrat des Kreises Pinneberg als Kreisordnungsbehörde zuständig ist, wenn es sich um Kraftfahrzeuge handelt, und der Bürgermeister der Gemeinde Helgoland als örtliche Ordnungsbehörde zuständig ist, wenn es sich um Fahrräder handelt.
Die Helgoländer Polizei besitzt seit Januar 2007 ein eigenes Kraftfahrzeug, seit 2014 einen E-Golf. Außerdem sind einige Baufahrzeuge und ein Taxi zum Flugplatz mit Verbrennungsmotor im Einsatz. Der Personen- und Warenverkehr wird, soweit er nicht zu Fuß möglich ist, mit Elektrofahrzeugen bewältigt. Die auf deren Kennzeichen häufig zu sehende Abkürzung „AG“ steht für „Ausnahmegenehmigung“.
Inselrundfahrten sind mit der elektrisch angetriebenen Börte-Bahn auf dem Ober- und Unterland möglich.
Gemäß den per Aushang am 29. Mai 2012 veröffentlichten Richtlinien für die Erteilung von Ausnahmegenehmigungen § 50 StVO für Fahrräder des Bürgermeisters der Gemeinde Helgoland können Ausnahmegenehmigungen für Fahrräder vom Bürgermeister der Gemeinde Helgoland erteilt werden, unter anderem für Behörden mit Sicherheitsaufgaben, bestimmte Dienststellen, sofern es zur Erfüllung der gesetzlichen Aufgaben erforderlich ist, Organisationen mit Sicherheitsaufgaben, bestimmte Wirtschaftsunternehmen sowie Einwohner über 70 Jahren. Kinder und Jugendliche bis 14 Jahre dürfen in der Zeit vom 1. Oktober eines Jahres bis zum 31. März des Folgejahres ganztägig, vom 1. April bis zum 30. September eines Jahres ab 17 Uhr Fahrrad fahren. „Innerhalb der Ortsmitten (jeweils Ober- und Unterland) ist das Fahrrad bei großem Fußgängeraufkommen zu schieben. Auch für Fahrräder gilt die Geschwindigkeitsbegrenzung von maximal 10 km/h“.

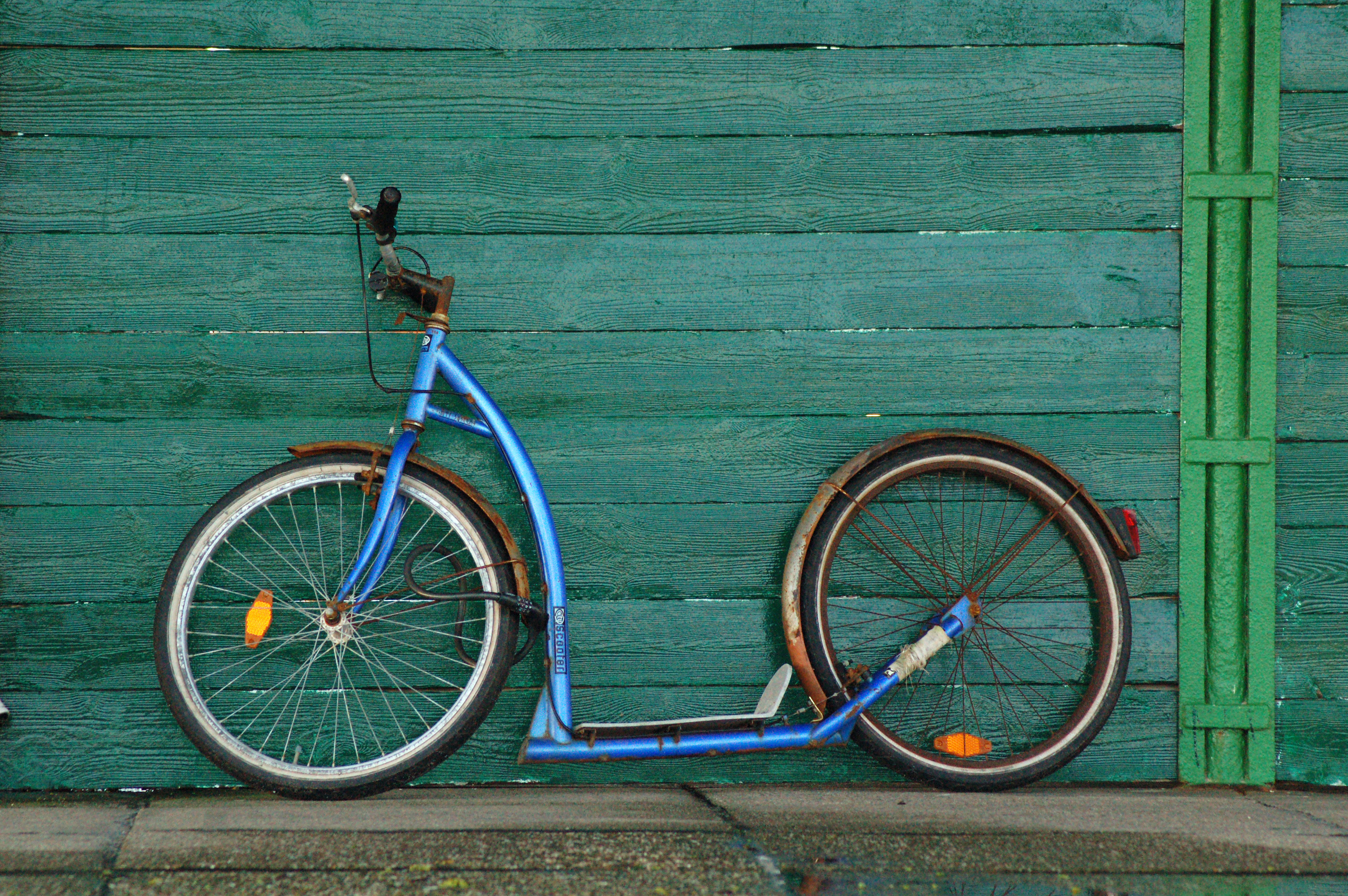
Tretroller auf Helgoland – Radfahren ist auf der Insel Helgoland verboten, sofern keine Befreiung von den Vorschriften der StVO (Sonderrechte) besteht und keine Ausnahme von der das Radfahrverbot enthaltenden Vorschrift der StVO vom Bürgermeister der Gemeinde Helgoland genehmigt ist

Als Fahrradersatz sind auf Helgoland (muskelbetriebene) Tretroller erlaubt, wohingegen Elektro-Tretroller verboten sind.
Es gibt zwei Fußgängerampeln; sie stehen auf der Düne und warnen vor landenden Flugzeugen.
Eine Besonderheit sind die Hausnummern auf Helgoland. So gibt es jede Hausnummer, unabhängig von der Straße, nur einmal. Die Zählung beginnt im Unterland mit Haus Nr. 1 (Zollamt auf der Frachtmole) und endet bei 299 in der Husumer Straße. Die Häuser im Oberland beginnen mit 301 (Wohnungsanlage Fernsicht) und enden bei 762 (Wohn- und Ferienhäuser Tor zum Meer). Gebäude mit Hausnummern über 1000 gehören zum Hafen (beginnend bei der Gepäckhalle). Insgesamt gibt es 108 Straßen, Wege und Gassen auf Helgoland.

### Eisenbahn und Aufzug
Das Marinehafenbauamt Helgoland betrieb während der beiden Weltkriege für den Bau und die Versorgung der Marinestützpunkte auf Helgoland eine meterspurige Heeresfeldbahn. Unterland und Oberland sind seit 1885 über einen Aufzug miteinander verbunden.

### Post

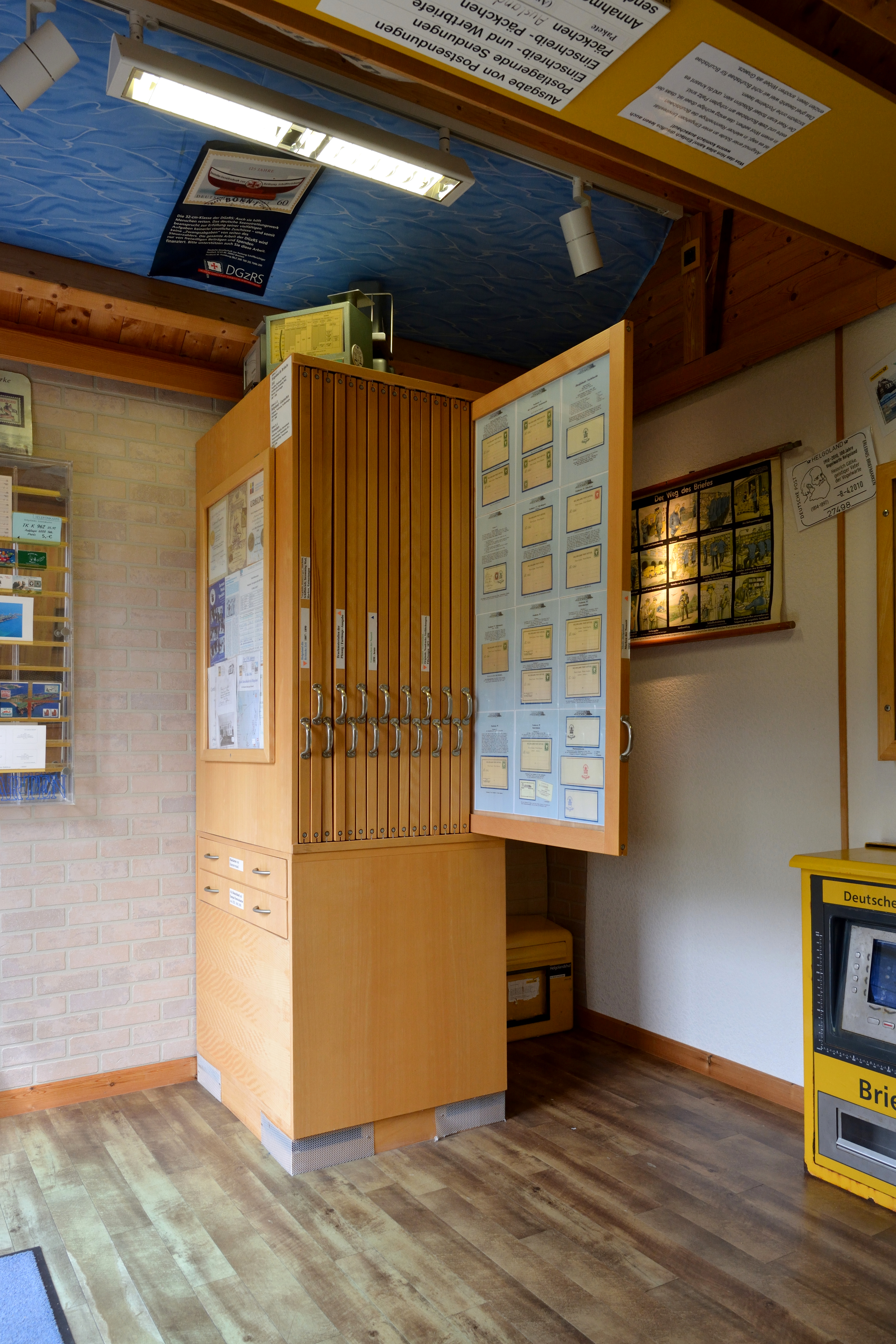
Die Geschichte der Post ist im Museum Helgoland dokumentiert.

Unter dänischer Verwaltung, bis 1807, gab es auf Helgoland kein geordnetes Postwesen. Die Briten eroberten 1807 die Insel. Während der Kontinentalsperre diente sie als Handelsplatz. In dieser Zeit besorgten britische Schiffe die Post. Nach Auflösung der Sperre ging das Postaufkommen wieder zurück und das Stadtpostamt in Hamburg beförderte die wenigen Briefe. Jeder Schiffer, der von Cuxhaven nach Helgoland kam oder nach dorthin auslief, war verpflichtet, die Post mitzunehmen. Erst als Helgoland als Seebad in Mode kam, entstand wieder ein regelmäßiger Postbetrieb. Die Postschiffer (mail carrier) erhielten aus der britischen Kasse einen Zuschuss.
Das Vereinigte Königreich übernahm am 1. Juli 1866 die Postagentur und gab ab März 1867 eigene Briefmarken heraus, und zwar bis 1875 weiterhin in Hamburgischer Kurantwährung (1 Mark = 16 Schilling). Ab 1875 erschienen die Helgoländer Briefmarken mit englischem und deutschem Währungsaufdruck. Insgesamt sind zwanzig verschiedene Helgoland-Marken erschienen, die von Spezialisten in eine Vielzahl von Abarten unterschieden werden. Die Posthoheit endete mit dem Übergang zum Deutschen Reich im August 1890.
Ein eigenes Postgebäude gab es bis 2007/08 auf dem Unterland; seitdem gab es eine Kleinfiliale innerhalb eines Lebensmittelladens und anschließend in einem Schreibwarengeschäft an der Siemensterrasse. Seit 2019 gibt es einen Postschalter im Zollgebäude. Die Postfächer sind an anderer Stelle verblieben.

## Zoll
Beim Warenverkehr mit dem übrigen Deutschland wird Helgoland – genau wie die Exklave Büsingen am Hochrhein – wie ein Drittland behandelt. Dies bedeutete im Warenversand bis 2020, dass bei Sendungen mit einem Warenwert bis 22 Euro keine Mehrwertsteuer oder Zoll erhoben wurde. Diese Freigrenze wurde (nicht nur für Sendungen aus Helgoland) abgeschafft, um den Mehrwertsteuerbetrug einzudämmen.

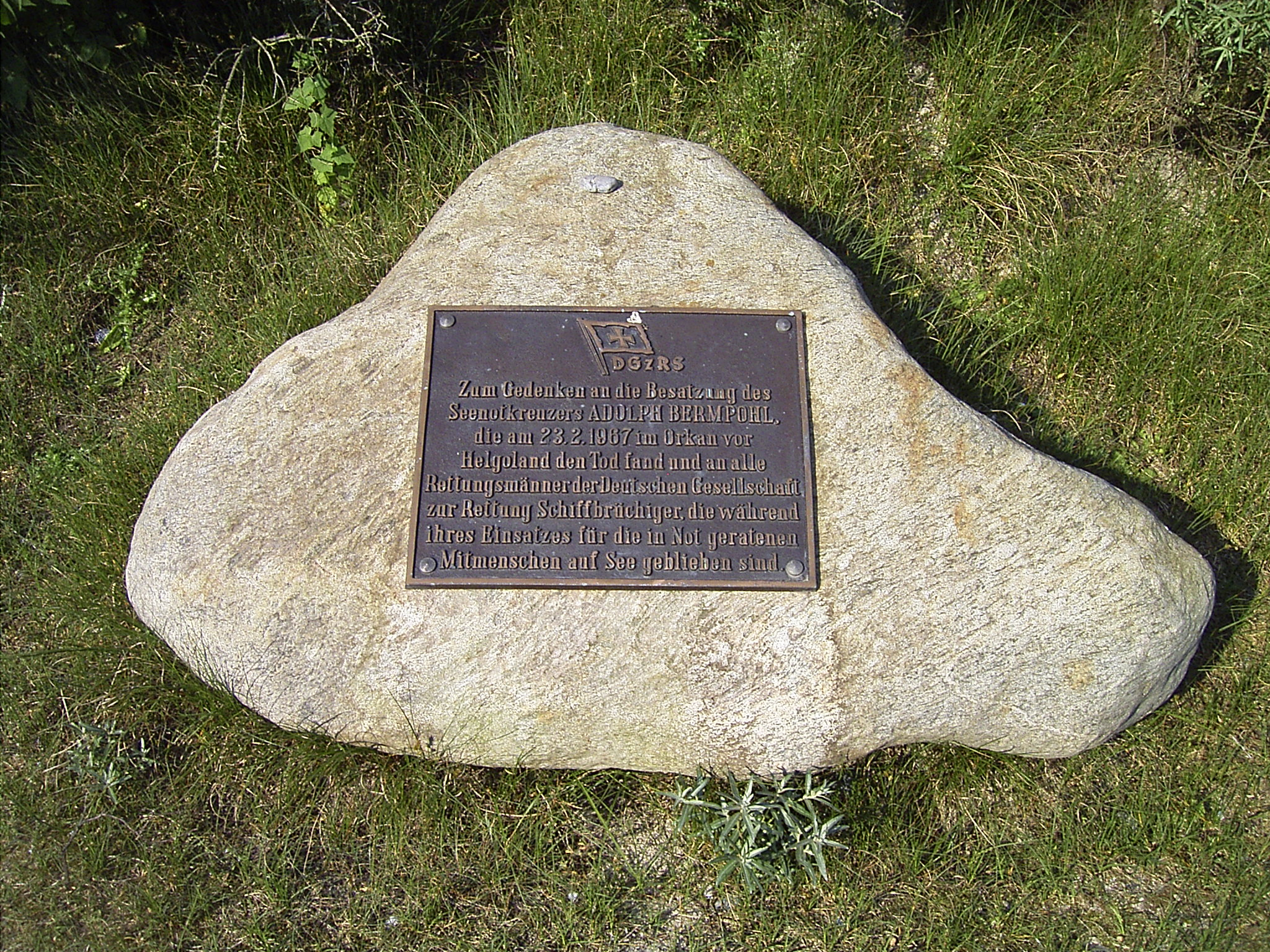
Gedenkstein auf der Düne für die Besatzung der Adolph Bermpohl, die Opfer des Orkans vom 23. Februar 1967 wurde, und an alle Rettungsmänner der DGzRS, die beim Einsatz um ihr Leben kamen

## Seenotrettung
Die Rettung Schiffbrüchiger ist auf Helgoland in unterschiedlichen Organisationsformen vertreten. Vor 1890 war die Helgoländer Coastguard zuständig. 1892 übernahm die Deutsche Gesellschaft zur Rettung Schiffbrüchiger (DGzRS) die Organisation mit einer Rettungsstation. Seit 1955 ist stets ein Seenotrettungskreuzer stationiert, der im Südhafen einen festen Liegeplatz hat. Die Mannschaft wohnt während ihres Inseldienstes an Bord und wechselt vierzehntäglich. Die Station ist wegen der Nähe zu den Großschifffahrtswegen in der Deutschen Bucht eine der wichtigsten der Gesellschaft. Der seit Juli 2003 dort stationierte Seenotrettungskreuzer Hermann Marwede zählt mit 46 Metern Länge zu den größten weltweit. Am 23. Februar 1967 ging während eines Orkaneinsatzes des Seenotrettungskreuzers Adolph Bermpohl die gesamte Besatzung mit drei geretteten Schiffbrüchigen verloren.
Die Deutsche Marine betreibt auf Helgoland einen Hubschrauberstützpunkt des SAR-Dienstes für Luftfahrzeuge in Deutschland.

## Rettungswesen

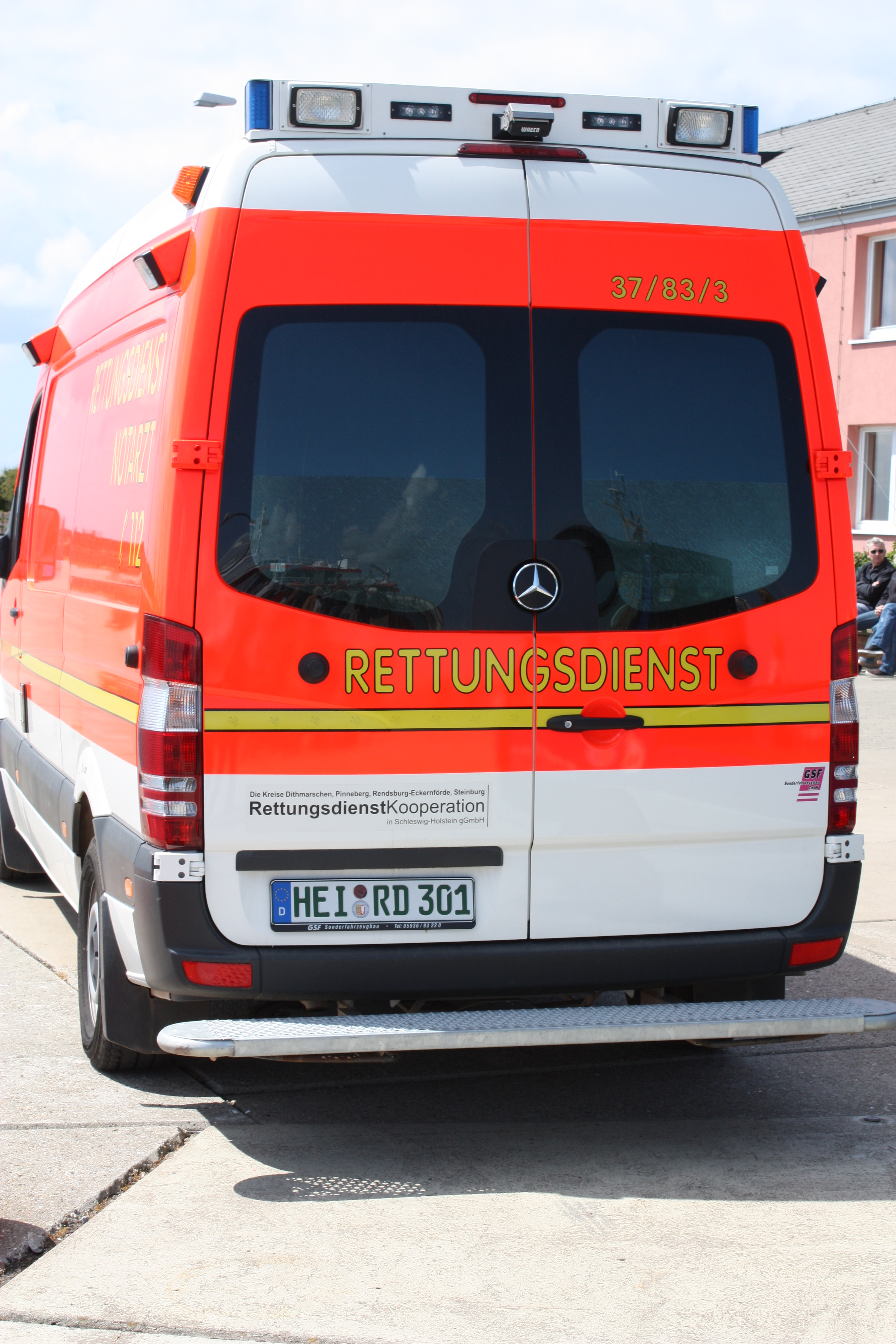
Rettungswagen im Hafen Helgoland

Der Rettungsdienst wird von der Paracelsus-Nordseeklinik Helgoland in Kooperation mit der Rettungsdienst-Kooperation in Schleswig-Holstein (RKiSH) durchgeführt. Es stehen drei Rettungswagen (RTW) der RKiSH zur Verfügung: einer auf der Hauptinsel und einer auf der Düne; der dritte steht auf der Hauptinsel in Reserve. Der Rettungsdienst fährt zuerst die Paracelsus-Nordseeklinik an. Bei schweren Verletzungen oder Erkrankungen werden die Patienten mit einem Rettungshubschrauber oder einem Seenotrettungskreuzer der Deutschen Gesellschaft zur Rettung Schiffbrüchiger (DGzRS) auf das Festland verlegt. Die RTW verfügen über eine Spezialausrüstung, die aufgrund der Insellage notwendig ist.
Kommt es zu einem Notfall auf der Düne, setzt die Rettungswagenbesatzung mit einem Boot zur Düne über und führt den Einsatz mit dem dortigen RTW durch.
Brandschutz und technische Hilfeleistungen werden durch die Freiwillige Feuerwehr Helgoland sichergestellt, die über drei Wachen (Unterland, Oberland und Düne) verfügt. Zu den Aufgaben gehört auch die Sicherstellung des Brandschutzes bei Flugbetrieb auf dem Flugplatz Helgoland-Düne auf der Düne. Auf der Düne werden im Sommer freiwillige Feuerwehrleute eingesetzt, die sich für 14 Tage melden und mit ihren Angehörigen auf der Düne Urlaub machen und im Notfall in den Einsatz gehen.
2024 wurde das sogenannte BOS-Zentrum, ein gemeinsames Dienstgebäude für Feuerwehr, Rettungsdienst und Polizei, auf dem Oberland, das sich ab 2021 im Bau befand, fertiggestellt.

## Persönlichkeiten (Auswahl)

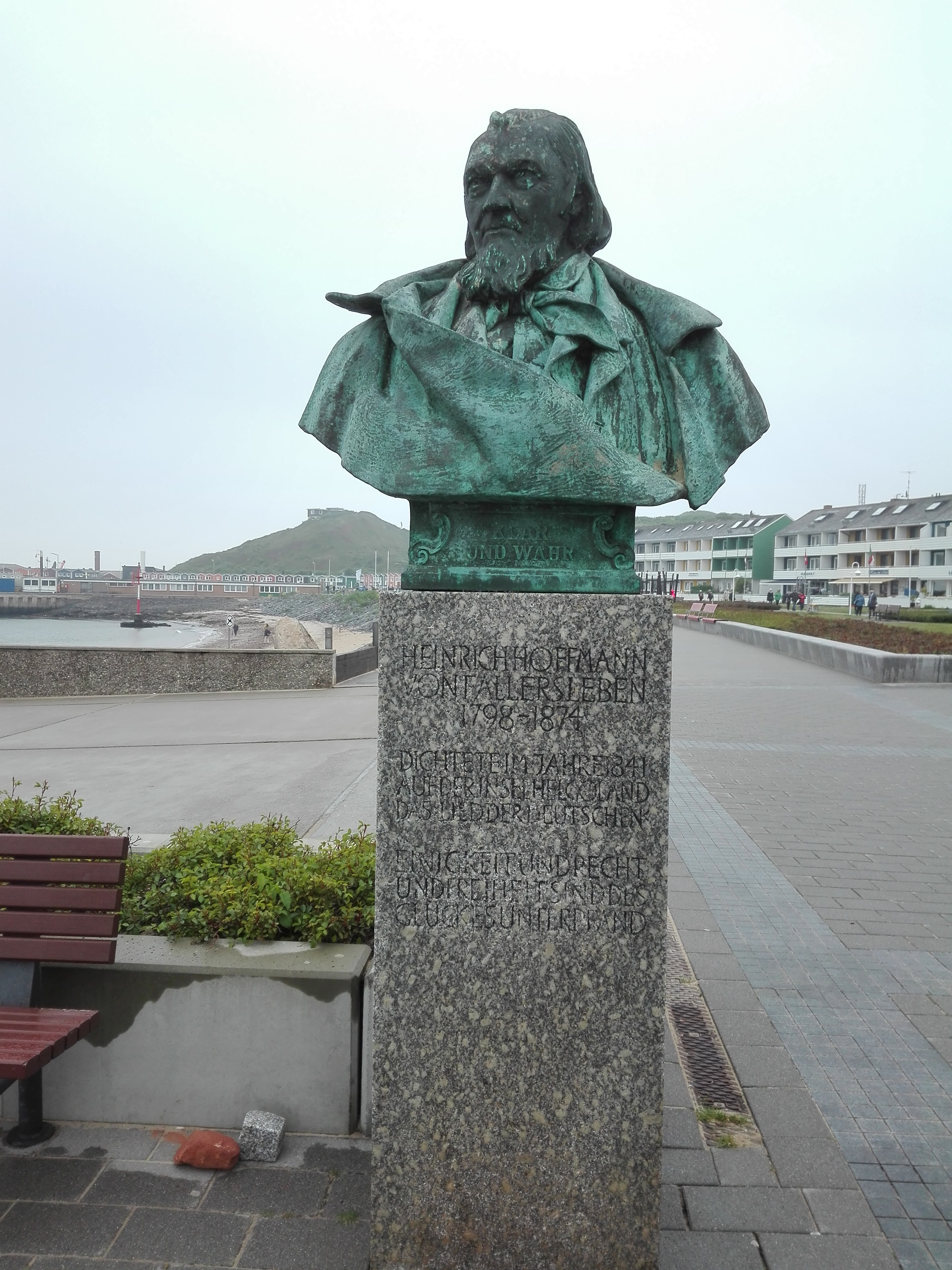
Büste August Heinrich Hoffmanns von Fallersleben auf dem Unterland

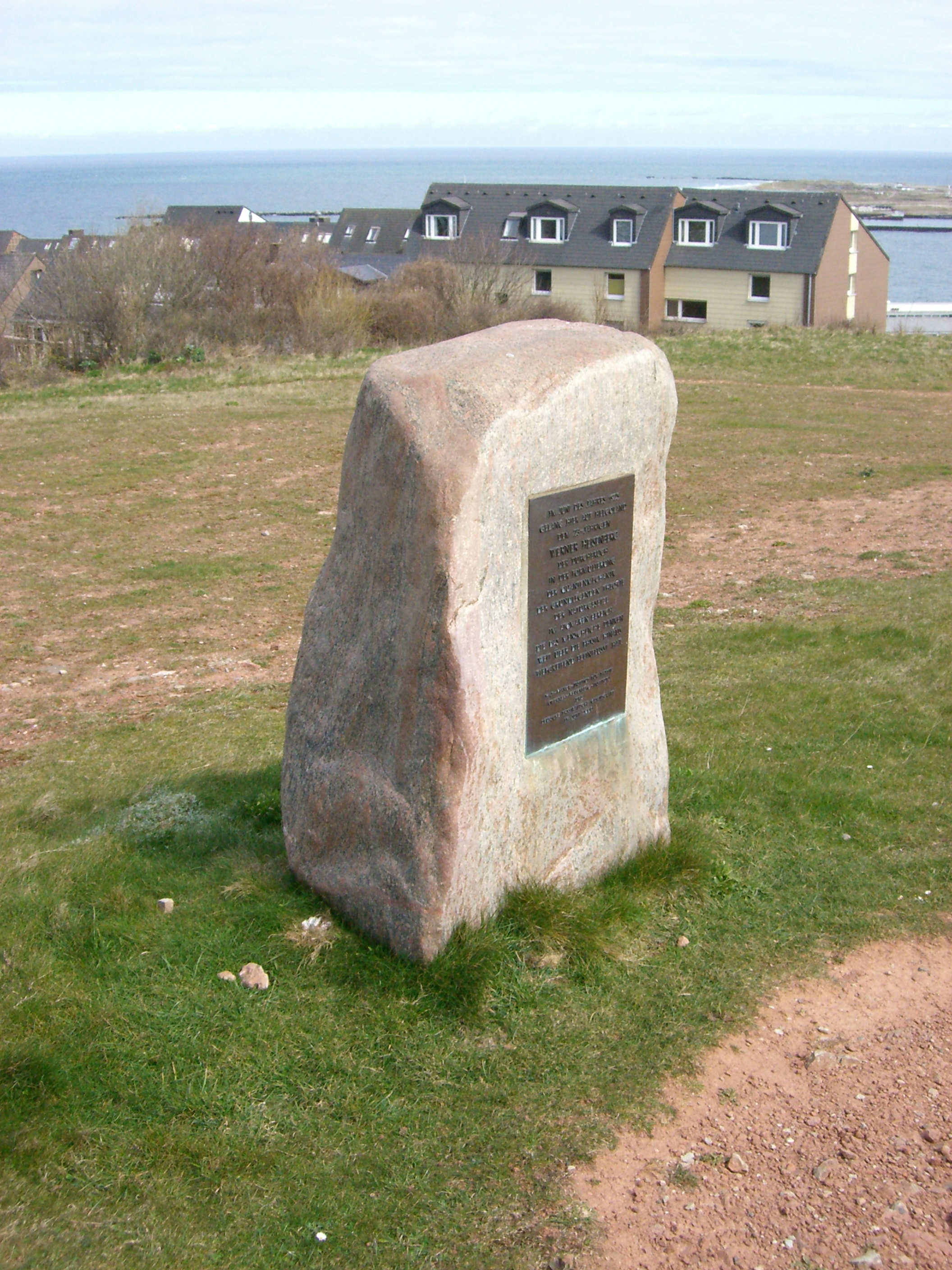
Gedenkstein für Werner Heisenberg

### Söhne und Töchter der Insel
- Rickmer Clasen Rickmers (1807–1886), Werftbesitzer, Reederei-Gründer und Reiskaufmann
- William Henry Balmain (1817–1880), britischer Chemiker und Unternehmer (Leuchtstoffe, Balmain-Phosphore), lehrte in Liverpool
- Franz Schensky (1871–1957), Fotograf und politischer Wortführer der Allgemeinen Helgoländer Liste
- Robert Knud Friedrich Pilger (1876–1953), Botaniker
- Eva von der Osten (1881–1936), Opernsängerin und Regisseurin
- Erich Hornsmann (1909–1999), Jurist, Sachbuchautor und Umweltschutzaktivist
- Henry Peter Rickmers (1919–2013), Erster Bürgermeister Helgolands nach dem Krieg, Ehrenbürger
- Gustava Mösler (1920–2021), Journalistin, erste Hörfunkdirektorin des BR und der gesamten ARD
- James Krüss (1926–1997), Dichter, Schriftsteller und Kinderbuchautor; das James-Krüss-Museum wurde Anfang 2007 eingeweiht
- Detlef Bückmann (1927–2024), Zoologe und Hochschullehrer, zuletzt an der Universität Ulm
- Reimer Boy Eilers (* 1948 in Wedel, in einer Helgoländer Familie, verbrachte seine spätere Kindheit auf Helgoland), Schriftsteller und Publizist
- Georg Christof Florian Greve (* 1973), Diplom-Physiker und Free-Software-Funktionär

### Persönlichkeiten, die auf der Insel gewirkt haben
- Benedikt von Ahlefeldt (1717–1776), Kommandant von Helgoland (1753 bis 1764) und Landrat in Uetersen
- Heinrich Heine (1797–1856), Dichter; kurte schon 1829 und 1830 auf der Insel. Seine Zeitgenossen sahen hinter seinen Nordseegedichten Helgoland-Erfahrungen. Ein Gedenkstein vor der Landungsbrücke erinnert an ihn.
- August Heinrich Hoffmann von Fallersleben (1798–1874), Dichter; schrieb am 26. August 1841 auf der Insel das Lied der Deutschen
- Heinrich Gätke (1814–1897), Ornithologe und Maler
- Ignacy Prądzyński (1792–1850), Held des polnischen Novemberaufstands von 1830/31, nahm sich auf Helgoland das Leben. Ein polnisch-deutscher Gedenkstein vor der Landungsbrücke erinnert an ihn.
- Werner Heisenberg (1901–1976), Physiker (Nobelpreis 1932); entwickelte während eines Helgoland-Aufenthaltes 1925 grundlegende Ideen seiner Theorie über die Quantenmechanik, welche die Heisenbergsche Unschärferelation beinhaltet; ein Gedenkstein auf dem Oberland erinnert daran.
- René Leudesdorff und Georg von Hatzfeld, damals Studenten, und der damalige Hochschuldozent Hubertus Prinz zu Löwenstein besetzten die Insel im Dezember 1950 und stärkten damit die Bewegung zur Rückgabe der Insel an Deutschland. Leudesdorff und von Hatzfeld wurden am 19. Dezember 2010 „Verdiente Bürger der Gemeinde Helgoland“. Leudesdorff verfasste das Buch Wir befreiten Helgoland.[139]

## Sonstiges
- Die Satire-Zeitung Helgoländer Vorbote hat mit der Insel nichts zu tun; sie berichtet nur marginal in der Rubrik Lokales über Helgoland und entsteht in Berlin und Bochum.
- Das Meerwasser wird auf Helgoland für Kuranwendungen genutzt.
- Das Bisterk Ding und die Enerbanske sind Helgoländer Fabelwesen.
- Die Preußenmauer ist eine brandungsabweisende Mauer auf der Nordseeinsel Helgoland.
- Gegen Ende des 19. Jahrhunderts benannten sich in Deutschland viele Vereine nach Helgoland. Bis 2016 existierte der TSV Helgoland 1897, ein Fußballverein in Berlin-Tempelhof.
- Der Komponist Anton Bruckner schrieb eine weltliche Kantate für Männerchor und großes Orchester Helgoland.
- Die englische Band Massive Attack benannte ihr fünftes Album Heligoland nach der Insel.
- Eine Höhle im Buntsandstein Helgolands, deren Sohle von versteinerten Wellenrippeln gebildet wird, haben Mitarbeiter der Höhlenforschergruppe Dresden 1993 erstmals beschrieben.
- Gunther von Hagens (bekannt durch die anatomischen Ausstellungen Körperwelten) war als Assistenzarzt im Inselkrankenhaus auf Helgoland tätig.
- Der Helgoländer Hut war ein im 19. Jahrhundert und am Anfang des 20. Jahrhunderts populärer Damenhut mit einem im Rücken hängenden Zipfel.
- Der durch die Thüringer Landessternwarte Tautenburg am 6. April 1989 entdeckte Asteroid (6305) Helgoland wurde nach der Insel benannt.
- Ein typisches Gericht der Helgoländer Küche ist heute, weil weniger Hummer gefangen werden, Knieper.